# 新幹線N700系電車
新幹線N700系電車（しんかんせんエヌ700けいでんしゃ）は、東海旅客鉄道（JR東海）・西日本旅客鉄道（JR西日本）および九州旅客鉄道（JR九州）に在籍する新幹線電車である。
本項では、N700系およびその改良型として2012年に登場したN700Aについて記述する。2020年に営業運転を開始したN700Sについては、新幹線N700S系電車を参照。また、大元となった700系については、新幹線700系電車を参照。

## 概要
700系を土台に、さらなる高速性と快適性・環境性能向上の両立を目指し、東海旅客鉄道（JR東海）・西日本旅客鉄道（JR西日本）によって共同開発された。初代「のぞみ」300系と山陽新幹線にわずかに残存していた0系のシステムを採用した車両では、500系と同等の最高速度300 km/hでの営業運転を初めて実現した。開発当初は700Nと称しN700系は通称だったが、2004年5月28日にその通称だったN700系が正式な形式称号に決定したと発表された。数字の前に表記されるNはnewや nextなどの意味と説明されている。九州新幹線の第二世代、東海道・山陽新幹線では第五世代の営業用車両にあたる。
東海道・山陽新幹線用の16両編成（JR東海が0番台、JR西日本が3000番台）は0系だけでなく100系や300系を完全に置き換え、設備が陳腐化した500系と700系を定期「のぞみ」運用から離脱させることを目的として2007年7月1日ダイヤ改正から営業運転を開始。
これをベースにJR西日本と九州旅客鉄道（JR九州）によって山陽・九州新幹線用の8両編成（JR西日本が7000番台、JR九州が8000番台）が共同開発された。2011年3月12日に九州新幹線全線開業による山陽・九州新幹線の直通運転開始と、100系の完全置き換えを目的に営業運転を開始した。新幹線電車（在来線車両も含め）でJR3社が保有する車両は本形式が史上初である。
改良型のN700Aと呼称される1000番台は700系の置き換えを目的に2013年2月8日から営業運転を開始した。翌年にはJR西日本もN700A（4000番台）を導入。0・3000番台をN700Aと同等に改造したものはそれぞれ2000番台・5000番台となる。東海道・山陽新幹線では改造されたN700系とN700AをあわせてN700Aタイプとも呼ばれる。なお、本系列の後継となる第六世代の営業用車両N700Sが2020年7月1日から営業運転を開始しており、N700系は初期車からN700Sへの置き換えが始まっている。
2019年度までの15年間で2992両（16両編成×172本、8両編成×30本）が製造された。歴代新幹線車両の製造数としては0系に次いで第2位で、国鉄分割民営化後に設計・開発された新幹線車両としては最多の両数を誇る。
各車両の形式番号は、本系列は60多いグリーン車が770番台、普通車が780番台となり、九州新幹線直通用のみのグリーン・普通合造車は760番台（766形で6号車）となっている。詳細は「形式・車種」の節を参照。
編成記号は、N700系導入当初においてはJR東海所属車の16両編成（0番台）がZ、JR西日本所属車の16両編成（3000番台）がNであったが、改造に伴い両方とも変更された。現在は、JR東海所属車の16両編成（元Z編成）がX、N700Aの16両編成がG、JR西日本所属車の16両編成（元N編成）がK、N700Aの16両編成がF、8両編成がS、JR九州所属車（8両編成）がRとなっている。車両番号はX編成が2000番台、G編成が1000番台、K編成が5000番台、F編成が4000番台、S編成が7000番台、R編成が8000番台に区分されている。
デザインはTDO（トランスポーテーションデザイン機構）の福田哲夫によるもので、0・3000番台は2007年10月1日に財団法人日本産業デザイン振興会の2007年度グッドデザイン賞金賞（商品デザイン部門）、2008年に鉄道友の会のブルーリボン賞を受賞した。7000番台・8000番台は2011年8月にブルネル賞（車両部門）を受賞し、2011年10月3日にグッドデザイン賞（運輸・産業・土木建築関連車両・船舶、関連機器）を受賞した。
JR東海名誉会長葛西敬之「国鉄改革の真実」によると、編成価格は約46億円である。

## 開発から投入まで

### 背景
日本国有鉄道（国鉄）の分割・民営化以降、新幹線でもサービスの向上が図られ、JR西日本は最高速度300 km/hで運行出来る500系を開発、1997年に運用を開始した。しかし、他形式との座席数や乗降扉の位置が異なること、東海道新幹線区間では山陽新幹線区間に比べ線形が悪く、当時は最高速度が270 km/hに抑えられたため過剰な性能であったことや「のぞみ」運用本数の関係などから、500系は9編成（144両）が落成した1998年時点で製造終了となった。
その後、JR東海とJR西日本は汎用性を重視して両社で共同開発した700系（こちらは東海道新幹線の第四世代車両）を1999年から導入した。同系列は山陽新幹線区間での最高速度は285 km/hであったが、最高速度220 km/hの0系と230 km/hの100系の置き換え用として製造され、東海道・山陽新幹線の高速化に成果を挙げた。
しかし、JR西日本は航空路線との競合から500系と同等の最高速度300 km/hの高速性能を、JR東海は品川駅開業とそれに伴う東海道新幹線の列車本数増加やデジタルATC（ATC-NS）の導入にともない、より高い加減速性能を持つ新車両を求めるようになった。その両社の要求を具現化するべく共同開発されたのが本系列で、従来の300系や700系との各号車別定員の共通化を図ることを前提に開発が開始された。

### 仕様決定
2000年4月から本系列の共同研究が、2002年6月から共同開発が始まり、翌2003年6月27日にN700系基本仕様が発表された。本系列の開発目標として、以下の3点があげられる。
- 東海道・山陽新幹線として最速のハイテク車両
- 快適性の向上
- 環境性能の向上

500系・700系では東海道新幹線区間で270 km/h運転を実施していたが、実施区間は全線の1/3に渡る直線および曲線半径の大きな曲線区間のみで、線内に60箇所存在する半径2,500 mの曲線区間で270 km/h走行を行うと、規定許容値を超える横Gを乗客に掛けてしまうことから255 km/hの制限を敷いていた。本系列では車体傾斜システムの搭載（S・R編成については後述）により、前述の曲線区間でも270 km/hで走行出来るようになり、東海道新幹線の約3分の2以上の区間で270 km/hで走行出来るようになった。
起動加速度は新幹線としては高い2.6 km/h/sである。
これらにより、東京駅 - 新大阪駅間では従来の500系・700系の「のぞみ」と比べて運行時間は最大5分短縮され、最速列車の所要時間は2時間25分（2007年7月1日ダイヤ改正時の「のぞみ」1・163・52号）となった。

### 試作編成の落成から量産編成の登場へ
2005年3月4日に日本車輌製造・日立製作所・川崎重工業により先行試作車（Z0編成）が完成し、JR東海浜松工場にて報道陣に公開された。同月10日未明に公式試運転として浜松 - 静岡間で初めて本線を走行し、4月4日から走行試験を開始し、7月16日には三島 - 浜松駅間での日中走行も実施した。同月24日には初めて東京 - 新大阪間を走行し、29日には山陽新幹線に乗り入れて博多まで走行、そして9月7日には速度向上試験で320 km/hを記録した。この先行試作車による2年間の実験走行を経て、量産車（Z1編成以降とN編成）を投入することとなった。
2006年12月7日、日本車輌製造豊川製作所で量産車となる構体が報道関係者に公開された。この構体は「Z1編成」のもので、翌2007年3月より搬入が開始された。これにより、100系以来続いていた「量産先行試作車の*0編成→*1編成への改番・量産化改造および営業運転への導入」という東海道・山陽新幹線での慣例を破ることとなった。Z0編成はそれまで各種技術試験を行ってきた300系の量産先行試作車「J1」編成が廃車されたこと、客室のコンセントが少ないこと、喫煙ルームの有無、11号車の多目的室と多目的トイレの設備（量産車では拡大、トイレはオストメイト対応に）、現在はサービスの終了したグリーン車のオーディオサービス音源がアナログ式（量産車はデジタル式）であること、デッキなどへ防犯カメラが設置されていないなど量産車と異なり、営業運転に支障をきたすため量産化改造は見送られ、J1編成の後継となる試験車として運用されることになった。このほか、前照灯ケースが小さいことや荷棚の奥行きが小さいことあることも挙げられる。
同年5月23日には報道関係者約300人向けの試乗会が実施された。使用されたのはZ2編成で、同年7月1日の営業運転開始までにJR東海が準備する5本の編成のうちの1本だった。東京- 博多間を約5時間半で走行し、途中名古屋・京都・新大阪・岡山・広島に停車した。東京を11時46分に出発し、掛川通過直前に「只今車体傾斜を行っています」という車内アナウンスが流れ、名古屋到着まで幾度か同様の放送が流れたが、ほとんどの添乗者が車体の傾きを体感しなかった。同乗したJR東海の担当者は、カーブに入る手前の緩和曲線を含めて線形を読み、走り込みを続ける中で傾けるタイミングを調節したと語った。その後、同年6月16日・17日・24日に公募による一般向けの試乗会も開催された。
営業運転開始後の2007年8月21日 - 9月11日までの間、JR西日本所有のN1編成が10両に短縮され、新下関 - 新山口間を試験走行した。具体的には1・5 - 12・16号車が連結され、外周幌の取り外しによる乗り心地の変化などがテストされた。9月12日以降は16両に戻されて通常運行に使用されている。
車両輸送は日立物流や日本通運などが行っている。2008年春には日本通運のCMで本系列の輸送シーン（Z7編成〈現：X7編成〉の納車時）が放映されていた。

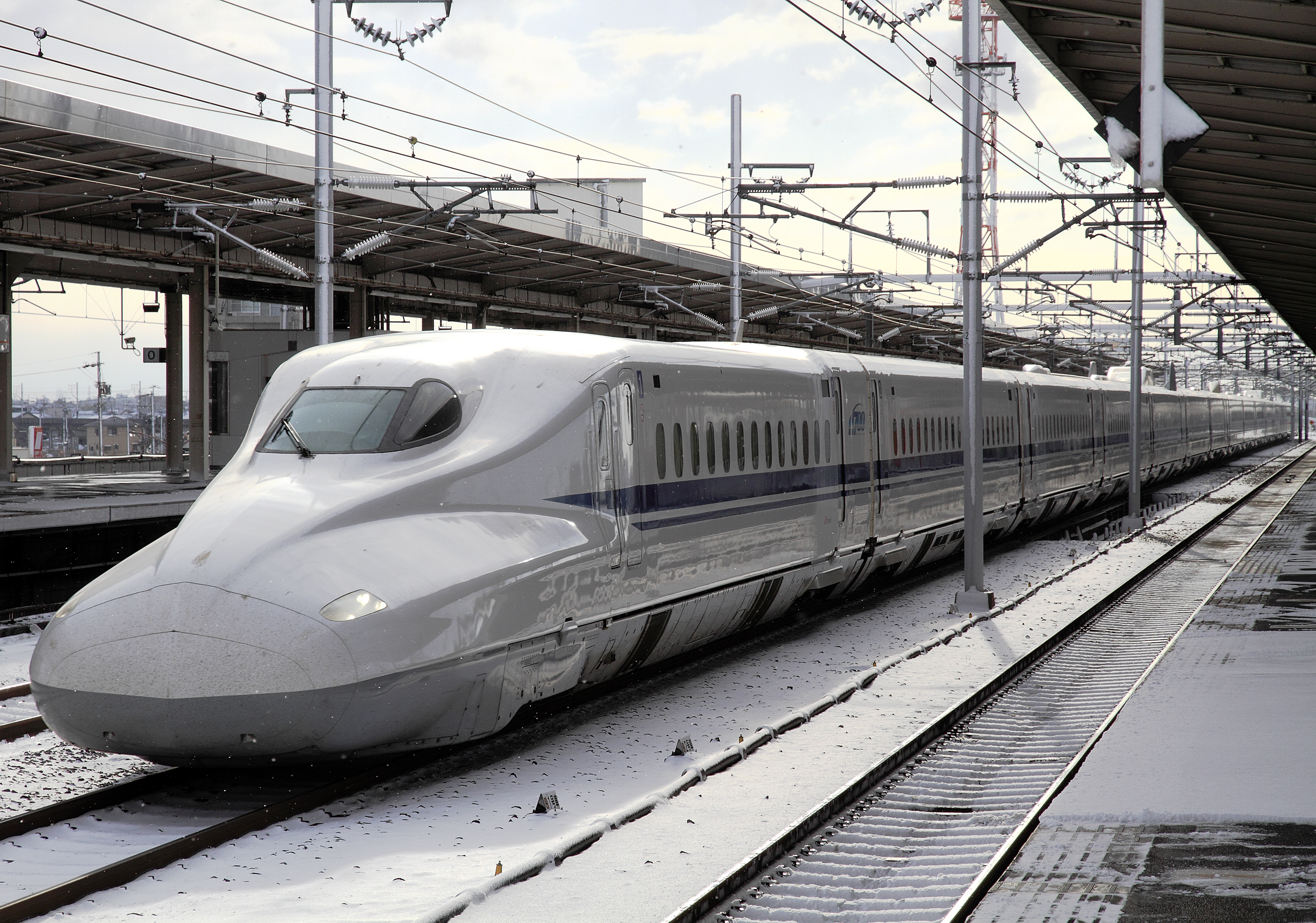
N700系Z0編成 （2011年1月30日 岐阜羽島）
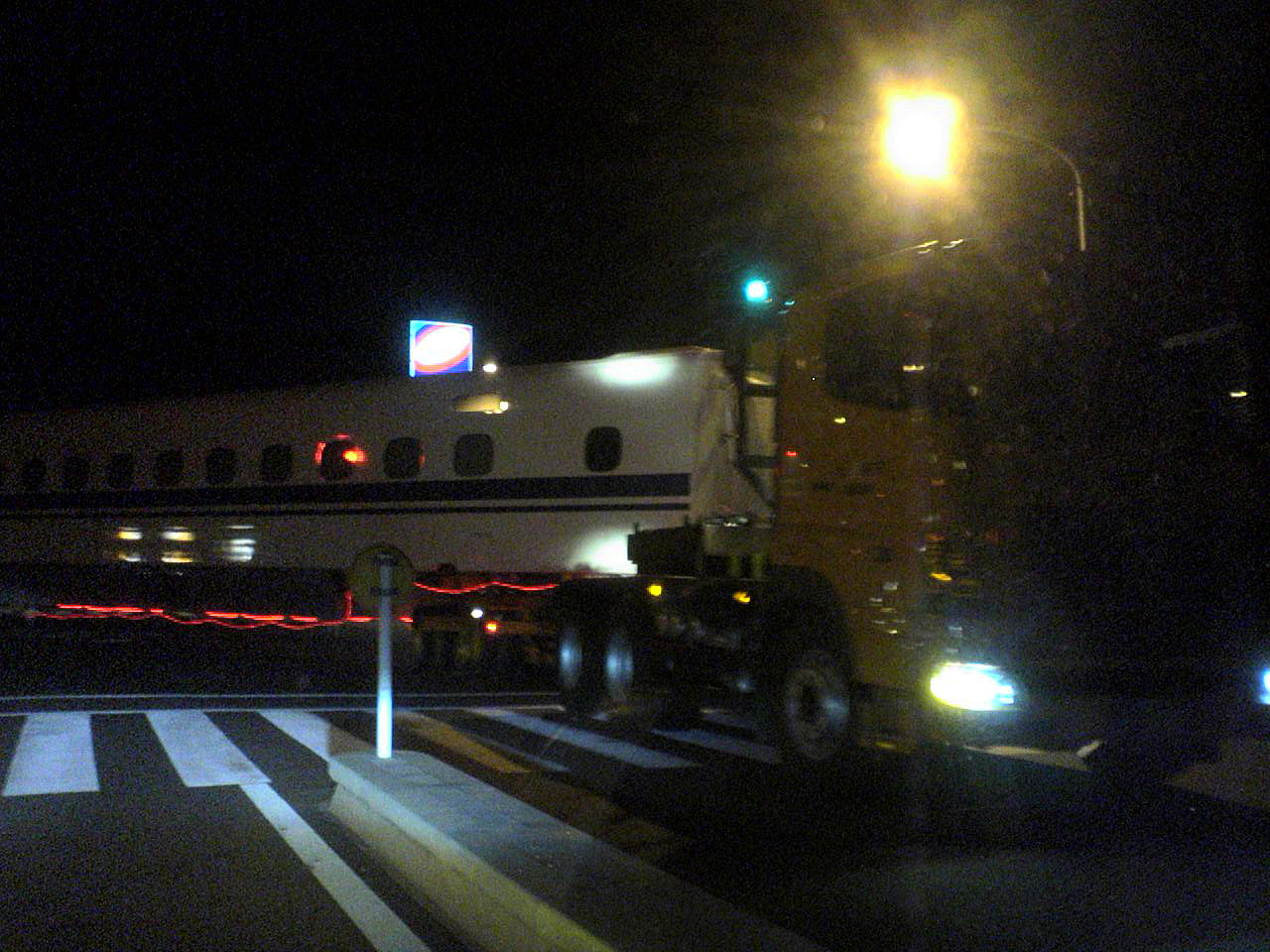
深夜に浜松工場へ搬送・納車されるN700系車両 （2007年10月24日 浜松市中央区内）

### 営業運転開始
2007年7月1日のダイヤ改正までに6編成96両（Z編成5本〈Z1 - Z5〉・N編成1本〈N1〉）が落成して営業運転を開始した。この時点では品川駅 - 博多駅間下り1本、東京駅 - 博多駅間2.5往復（下り2本・上り3本）・東京駅 - 新大阪駅間1往復に充当された。
営業開始当日、JR東海では品川駅（「のぞみ」99号6:00発）・新大阪駅（「のぞみ」100号6:00発）・名古屋駅（「のぞみ」100号6:50発）、JR西日本では博多駅（「のぞみ」26号12:28発）・広島駅（「のぞみ」26号13:30発）・岡山駅（「のぞみ」26号14:06発）でそれぞれ出発式を行い、列車の出発を見送った。また東京駅（「のぞみ1号」6:00発）では花束の贈呈と発進時の警笛吹鳴のみだった。新大阪発の営業初列車となる「のぞみ」100号のグリーン券は発売開始後即完売となる人気ぶりだった。

### 山陽・九州新幹線直通列車への投入
JR西日本とJR九州では、2011年3月12日に九州新幹線鹿児島ルートが全線開業することに伴い、九州新幹線と山陽新幹線を直通する列車の運行が検討された。
この直通運転の実施にあたっては様々な課題が存在し、従来の山陽新幹線用の車両では走行出来ない博多駅 - 新鳥栖駅間と新八代駅以南の急勾配区間（最大35 ‰）に対応していることや、九州・山陽および新大阪駅東方にある鳥飼車両基地への回送を考慮した東海道新幹線を含む3新幹線すべてのATCと列車無線に対応していることなどが車両性能面での課題とされた。これらの課題に対応するべく、JR西日本とJR九州が共同で開発を行った車両が、当形式の東海道・山陽新幹線用の16両編成（Z・N編成）をベースとした8両編成の全車両電動車となる新型車両、N700系7000番台（S編成）と8000番台（R編成）である。
車両性能の他に、車内設備の面でも指定席を「ひかりレールスター」のサルーンシートを継承した2&2の配置としたことや、女性専用トイレの設置など、同形式でありながら車内設備の面では従来の0番台、3000番台とは全く異なるものとなった。デザインは「和のおもてなしの心」をテーマにJR西日本のデザイン顧問である木村一男とJR九州のデザイン顧問である水戸岡鋭治が監修した。
後に、JR西日本・JR九州と新大阪駅や鳥飼車両基地を管理するJR東海の3社間で運行における概要についての協議を経て、山陽新幹線と九州新幹線の相互直通運転が決定し、この直通列車の愛称を「さくら」とし、後に速達タイプの「みずほ」が加えられ、両新幹線を直通する車両に当形式が投入されることが発表された。
2008年10月には、JR西日本所属の量産先行車としてN700系7000番台となる1編成8両が博多総合車両所に搬入された。JR西日本所属車の編成記号は S としている。2008年10月24日に博多駅 - 新山口駅間で公式試運転が実施され、11月以降は山陽新幹線内での走行試験が実施されている。その後は主に姫路駅 - 博多駅間を往復していたが、新大阪駅に入線する場合もあった。2010年6月15日には姫路駅にてS2編成が報道陣に一般公開され、姫路駅 - 博多駅間で試運転を行っている同車両への試乗も行われた。
JR九州所属車の編成記号は R で、2010年7月にN700系8000番台の1編成である8両が熊本総合車両基地に搬入され、同年9月から九州新幹線の新規開業区間を中心に試験走行を開始した。その後、2011年3月12日に九州新幹線が全線開業し、同時にN700系7000・8000番台は「みずほ」「さくら」を中心に営業運転を開始した。
当初の計画では、JR西日本が19編成、JR九州が10編成の合計29編成（232両）を製造する計画であった。その後2012年3月17日までに、所定の本数が揃ったが、同年7月にJR九州が山陽・九州新幹線沿線相互間において修学旅行等の大口団体での利用増加を見込み、追加でR編成を1本増備し、近畿車輛から熊本総合車両所に搬入された。増備されたR11編成は同年8月中に運行を開始した。
山陽・九州新幹線用編成は鉄道関連の国際デザインコンペティションである第11回ブルネル賞を受賞した。

## 保有状況
2025年4月1日現在
- JR東海 - 1,312両
  - 16両編成（G編成、1000番台）×26本 = 416両（東京交番検査車両所配属）
  - 16両編成（X編成、2000番台）×15本 = 240両（東京交番検査車両所配属）
  - 16両編成（G編成、1000番台）×25本 = 400両（大阪交番検査車両所配属）
  - 16両編成（X編成、2000番台）×16本 = 256両（大阪交番検査車両所配属）
- JR西日本 - 784両
  - 16両編成（F編成、4000番台）×24本 = 384両（博多総合車両所配属）
  - 16両編成（K編成、5000番台）×15本 = 240両（博多総合車両所配属)
  - 8両編成　(P編成、6000番台)　×  1本 =　 8両　(博多総合車両所配属）
  - 8両編成  （S編成、7000番台） ×19本 = 152両（博多総合車両所配属）
- JR九州 - 88両
  - 8両編成 （R編成、8000番台）×11本 =　 88両（熊本総合車両所配属）
- 合計 - 2,184両

2019年にX0編成が廃車された後、2020年7月2日にX12編成が廃車回送され量産車としては初の廃車となった。なお、G・F編成の最終増備車はX0編成の廃車後に落成しているため、試作車を含めた全ての車両が同時に在籍したことはない。
| 所属 | 東海         | 東海         | 東海                                                        | 西日本                          | 西日本                                                       | 西日本                               | 西日本                   | 西日本                                                        | 九州 | 備考                             |
| 路線 | 東海道・山陽 | 東海道・山陽 | 東海道・山陽                                                | 東海道・山陽                    | 東海道・山陽                                                 | 東海道・山陽                         | 山陽                     | 山陽・九州                                                    | 山陽・九州 | 備考                             |
| 年   | Z編成        | G編成        | X編成                                                       | N編成                           | F編成                                                        | K編成                                | P編成                    | S編成                                                         | R編成 | 備考                             |
| ---- | ------------ | ------------ | ----------------------------------------------------------- | ------------------------------- | ------------------------------------------------------------ | ------------------------------------ | ------------------------ | ------------------------------------------------------------- | --- | -------------------------------- |
| 2005 | 1            |              |                                                             |                                 |                                                              |                                      |                          |                                                               | | JR東海がZ0編成（9000番台）を新製 |
| 2006 | 1            |              |                                                             |                                 |                                                              |                                      |                          |                                                               | |                                  |
| 2007 | 5+1          | 1            | N700系営業開始。量産車（Z編成0番台・N編成3000番台）を投入。 |                                 |                                                              |                                      |                          |                                                               | |                                  |
| 2008 | 17+1         | 8            | 1                                                           | 7000番台（S編成量産先行車）完成 |                                                              |                                      |                          |                                                               | |                                  |
| 2009 | 33+1         | 9            | 1                                                           |                                 |                                                              |                                      |                          |                                                               | |                                  |
| 2010 | 49+1         | 14           | 1                                                           | [ 32 ]                          |                                                              |                                      |                          |                                                               | |                                  |
| 2011 | 65+1         | 16           | 9                                                           | 10                              | 九州新幹線全通。量産車（S編成7000番台・R編成8000番台）を投入 |                                      |                          |                                                               | |                                  |
| 2012 | 80+1         | 16           | 19                                                          | 10                              |                                                              |                                      |                          |                                                               | |                                  |
| 2013 | 80+1         | 6            | 16                                                          | 19                              | 11                                                           | JR東海がG編成1000番台「N700A」を投入 |                          |                                                               | |                                  |
| 2014 | 48           | 13           | 32+1                                                        | 13                              | 1                                                            | 3                                    | 19                       | 11                                                            | JR西日本がF編成4000番台「N700A」を投入 N700系の性能をN700Aと同等とする改造を実施したX編成2000番台・K編成5000番台「N700A」が登場 同様に、Z0編成もN700A化改造によってX0編成に変更。 |                                  |
| 2015 | 11           | 19           | 69+1                                                        | 5                               | 1                                                            | 11                                   | 19                       | 11                                                            | |                                  |
| 2016 | 0            | 25           | 80+1                                                        | 0                               | 5                                                            | 16                                   | 19                       | 11                                                            | Z編成0番台→X編成2000番台、N編成3000番台→K編成5000番台への改造が完了 |                                  |
| 2017 |              | 32           | 80+1                                                        |                                 | 9                                                            | 16                                   | 19                       | 11                                                            | |                                  |
| 2018 | 39           | 80+1         | 13                                                          | 16                              | 19                                                           | 11                                   |                          |                                                               | |                                  |
| 2019 | 46           | 80           | 17                                                          | 16                              | 19                                                           | 11                                   | X0編成（9000番台）が廃車 |                                                               | |                                  |
| 2020 | 51           | 80           | 24                                                          | 16                              | 19                                                           | 11                                   |                          |                                                               | |                                  |
| 2021 | 51           | 71           | 24                                                          | 16                              | 19                                                           | 11                                   | X編成2000番台の廃車開始  |                                                               | |                                  |
| 2022 | 51           | 58           | 24                                                          | 16                              | 19                                                           | 11                                   |                          |                                                               | |                                  |
| 2023 | 51           | 45           | 24                                                          | 16                              | 19                                                           | 11                                   |                          |                                                               | |                                  |
| 2024 | 51           | 38           | 24                                                          | 16                              | 19                                                           | 11                                   |                          |                                                               | |                                  |
| 2025 | 51           | 31           | 24                                                          | 15                              | 1                                                            | 19                                   | 11                       | K編成5000番台を8両編成化する改造を実施したP編成6000番台が登場 | |                                  |

## 構造

### 車両概観
車体は、700系と同じくアルミニウム合金製の中空押出型材によるダブルスキン構造を採用している。700系では、屋根構体、客室部の側構体のみであったが、N700系では使用範囲を広げ、車端部の側構体や妻構体、台車上部の気密床にも使用している。車体断面は700系よりも屋根肩が角張った形となったが、引き続き幕板部分がわずかながらも曲面となっている。
先頭部は、700系のエアロストリーム型を遺伝的アルゴリズムにより改良した「エアロ・ダブルウィング」という形状で、長さは700系より拡大した9620 mm（500系は15000 mm、700系は9250 mm）となった。先頭部の形状が700系より長くなったが、微気圧波形状のピークを分けることで最大値を抑えたことで、騒音の抑制と先頭車の定員確保に一役買っている。ただ、先頭部を拡大した結果、先頭車の定員を300系・700系に合わせるために、両先頭車両の乗務員扉のみならず運転席寄りの客用扉も車体の絞り込み部分と干渉してしまっている。そのため、騒音対策と製作・保守費用低減を両立するため、客用扉は両先頭車の運転室側にある扉のみプラグドアとしている（その他は全て700系と同様に通常の引き戸が採用されている）。その引き戸の開口部も、従来の0系から700系、800系では車体に別製作の枠をビス止めする構造だったが、本系列では平滑化のため構体が継ぎ目なく開口部を形成している。なお、ドア回り戸袋側に見られるビスはドア用ゴムパッキンを着脱するためのもので、構体との関係はない。
ワイパーの形状も、空力上の観点から高速走行時の騒音発生の低減を図ったものとなっている。運転室部分の窓は、車体の絞り込み部分に掛かるため、700系よりも前面窓の開口部面積が特に左右方向に対して小さくなっており、前方視界は狭くなっている。

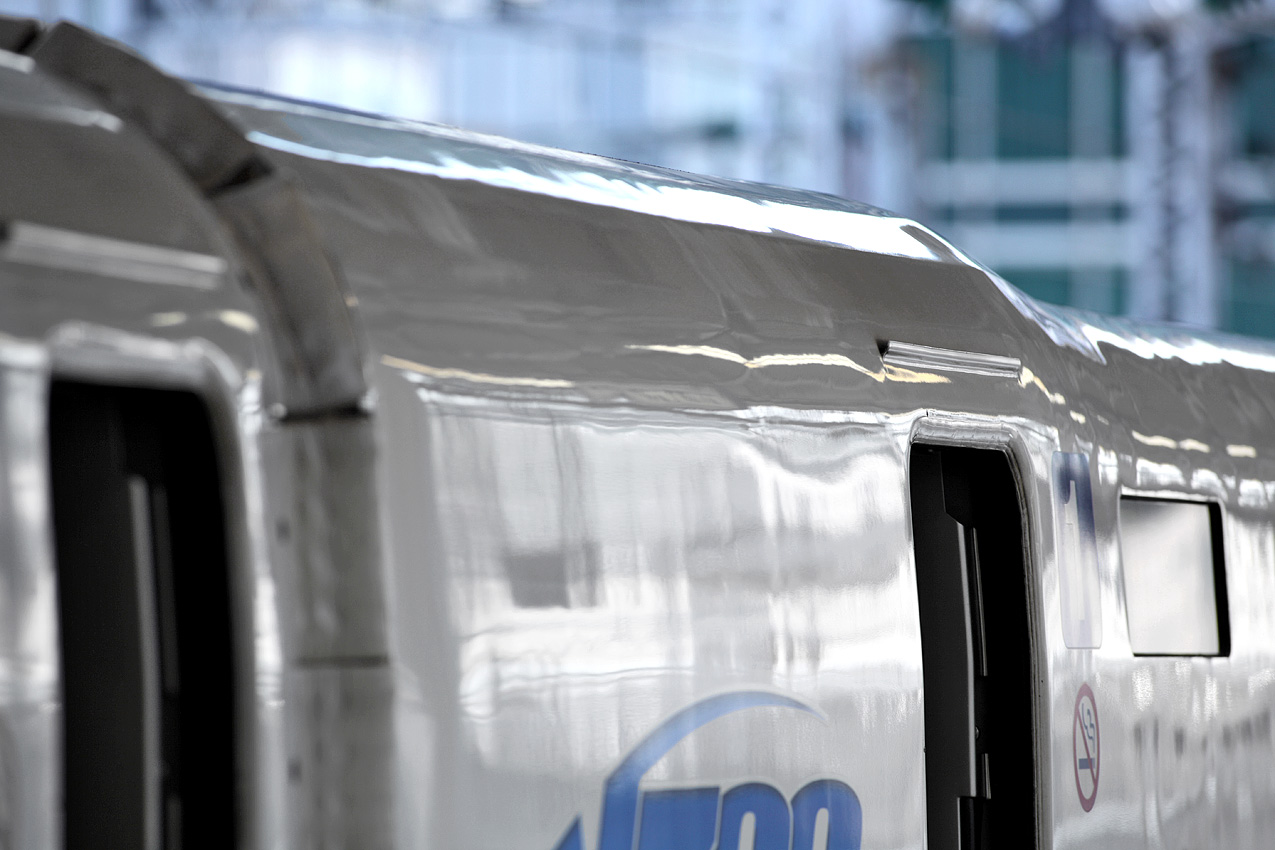
先頭車両屋根の段差部分

中間車の屋根高さは3,600 mmであるが、両先頭車は、連結面から出入り台付近までが中間車と同じ3,600 mm、そこから先頭までが100 mm低い3,500 mmとなっている。これにより先頭車の車体断面積が削減されており、前頭部分の形状と合わせた微気圧波軽減の実現と、空気抵抗軽減などを目的とした空力上の寸法差である。
また、500系まで乗務員用扉横の握り棒は金属の手すりを埋め込む構造だったが、700系からは走行中の空気抵抗を低減するため、カバーを設置し走行中は自動的にせり上がる平滑把手を採用した。本系列も同様であるが、700系では5 km/hでカバーされるのに対し、本系列では70 km/hとなっている。これは、ホームを出線するまで、最後尾車両の乗務員が手すりを握って安全確認をできるようにするためである。

### 先頭形状

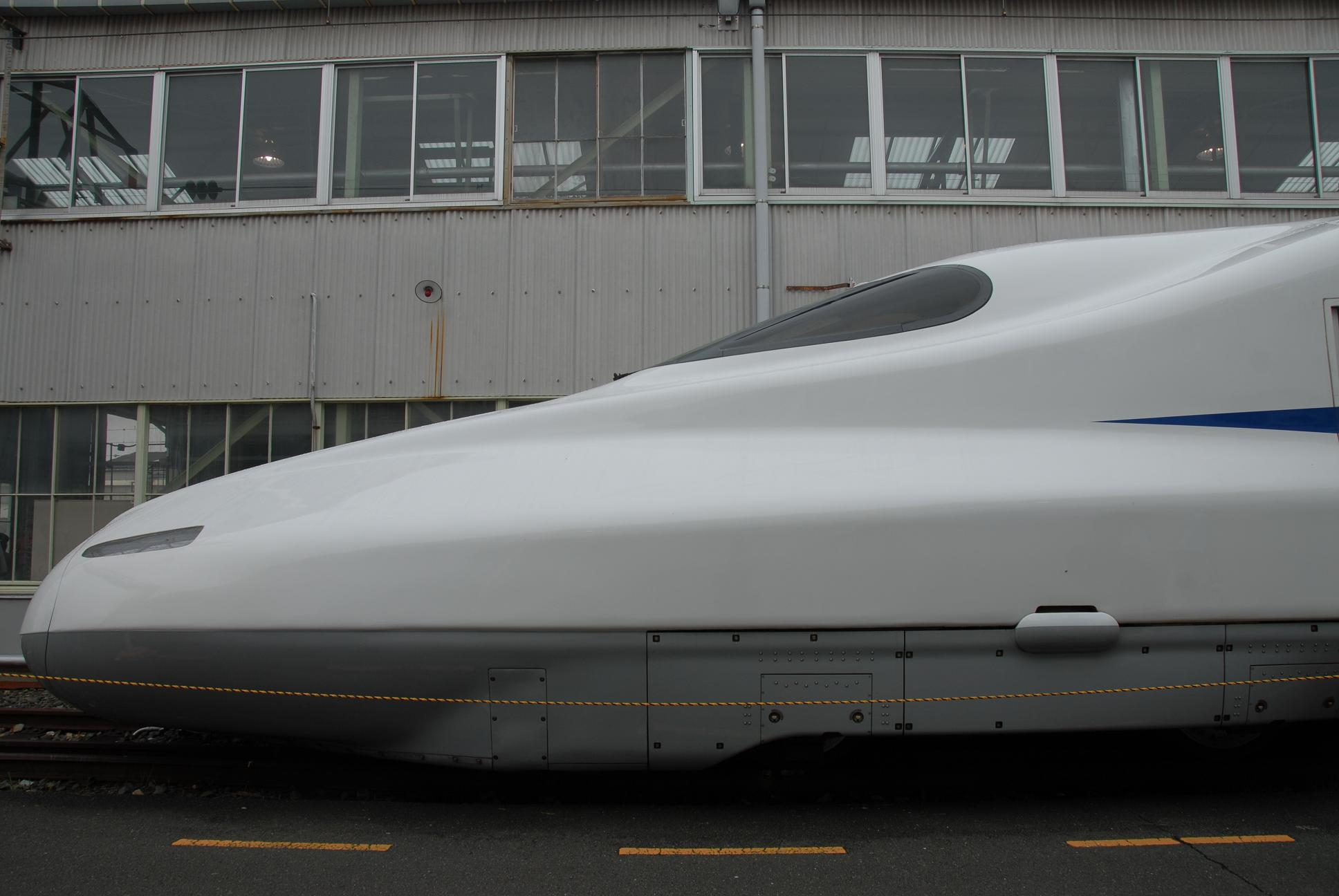
N700系の先頭形状
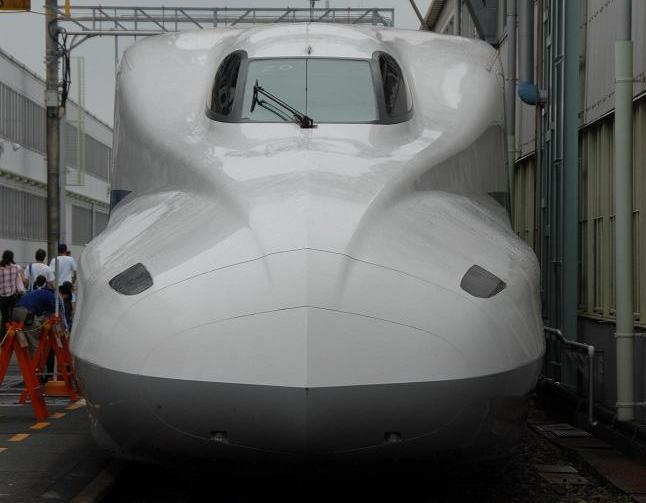
N700系の先頭形状

N700系先頭車の開発にあたっては、300 km/h運転を実現しつつも700系など従来からの16両編成車と同じ運用が可能となること（座席定員・配置・ドア位置等完全統一）が主な目的とされた。ノーズ部長さは9620 mmで、700系ノーズ部の9250 mmより370 mm長い（先頭車全長は両者とも27350 mm）。ワシが翼を広げた形に見えることから「エアロ・ダブルウイング形」と呼ばれる。
「エアロストリーム形」と呼ばれている700系先頭車は、トンネル微気圧波を抑えるためには「車両の断面積を一定の割合で変化させる先頭形状が最も有効」という、当時としては最良と考えられていた理論のもと、連結器や運転台などに必要な容積を加味して設計されている。しかし、最高速度を285 km/hから300 km/h（山陽区間）へと引き上げた場合、700系の先頭形状ではトンネル微気圧波による騒音が約1.26倍になってしまう。東海道新幹線走行時と同等の騒音レベルにするためには、小断面部分の長さが13 m必要と試算された。
しかし、前述のとおりN700系の設計に当たっては「従来からの16両編成車と同じ運用が可能となる」という要件を満たす必要があり、客室スペースを犠牲にして小断面部を伸ばすと先頭車の定員が減少してしまう一方、定員を確保するために先頭車の全長を伸ばすと、車両限界や建築限界に抵触するほか、従来車に合わせて設計された車両基地や駅のホームでの運用に問題を生ずる。特に行き止まり式の東京駅などでは大規模な改修を余儀なくされる。そこで、先頭車両の形状デザインの再検討が行われ、コンピュータによる理想的な断面積の増加割合の計算結果と、運転士など4人が乗ることのできる運転台、連結器などの必要な部分のスペース確保を考慮して最終的な先頭形状が決定されている。
この先頭形状は、遺伝的アルゴリズムを使用し、約5000パターンのコンピュータシミュレーションの結果から決定された。先頭部は横方向にウイング断面の形状をしており、飛行機でいう水平尾翼的な役目を持たしている。また、運転室を中心した部分はエッジを持たせることにより同じく飛行機でいう垂直尾翼的な役目を持たしている。この形状は、最後尾車になった際に空気を整流することにより、走行中の動揺を抑える効果をもたらす。そのため、先頭車の先端部分では断面積の増加割合を大きくしているため、700系よりも先端部の形状が丸みを帯びている。またこれだけでは万全ではないため、両先頭車の屋根高さを可能な限り低くし、断面を小さく抑えている。これらの施策により、トンネル微気圧波のピークを700系と同程度に分散させることに成功している。
さらに実際の設計には、空力を検討するコンピュータシミュレーションの結果からのみではなく、乗務する運転士の意見も参考にされた。具体的には、前照灯の視認性や、運転台のモニターに映りこむ陽光の排除などで、運転席の内装も含め、近年増えている女性運転士にも配慮されている。ワイパーと作業用取っ手についても音源探査試験を行って位置と形状が決定されている。「エアロ・ダブルウイング形」の先頭部から続く部分にある、乗務員室扉両側のつかみ棒は車体内部に埋め込まれており、70 km/h以上になるとふさぎ板で自動的に閉じられ面一となるほか、1、16号車の博多、東京寄りの客用ドアをプラグドアにするなど、パンタグラフ形状の簡素化や「全周ホロ」の導入、車両全体の平滑化などの改良に加えて、先頭車にも徹底した騒音対策が講じられている。

### 走行機器
かご形三相誘導電動機を電動車両1両あたり4基搭載する。300 km/hを実現するため、連続定格出力は305 kWまで増強されたが、電動機のサイズや重量は700系と同等に仕上げている。高さ60 cm、長さ69 cm、幅71 cm、重量396 kg。4000番台の主電動機は東洋電機製造により製造された。M'車に主変圧器、M1車に主変換装置を1台、M2車に主変換装置を2台搭載しており、M1車は自車の主電動機4個を制御するが、M2車は自車と隣りのM'車の主電動機8個を制御する。
4両を1ユニットとし、第1 - 4ユニットを構成して16両編成としており、第1・4ユニットは3M1T、第2・3ユニットは4Mとなっているが、主変圧器をユニットの電動車数によって区別することによって、主変換装置と電動機の共通化を図った。3M用の主変圧器（形式名：TTM5/WTM208）は1次容量は4,350 kVAとし、4M用の主変圧器（形式名：TTM4/WTM207）は1次容量5,600 kVAとしている。また4M用の主変圧器は国内において最大容量。主回路機器は東芝（→東芝インフラシステムズ）、三菱電機、日立製作所、富士電機システムズ（→富士電機）の4社で製造した。
主変換装置1台で並列接続された4台の主電動機を制御する。主変換装置の半導体素子の冷却方式は、大きく2種類に分けられ、編成中央寄りの4両（7 - 10号車、計6台）には、走行中に受ける床下の走行風で冷却する走行風冷却方式（形式名：TCI100/WPC203）、先頭車寄りの6両（2・4・5・12・13・15号車、計8台）には内蔵されたブロアでの冷却による強制風冷沸騰冷却方式（形式名：TCI3/WPC202）が搭載されている。3次車以降（Z43編成以降）では、加えて5・12号車に走行風冷却方式の搭載が拡大されている。
ブレーキシステムは、制御応答性に優れる回生ブレーキ併用電気指令式空気ブレーキ方式を採用する。700系までは編成に引き通されたメタル線を順次加圧することで力行・ブレーキ指令を行っていたが、本形式ではデジタル伝送装置による指令とバックアップ指令に変更されている。

### 全周幌

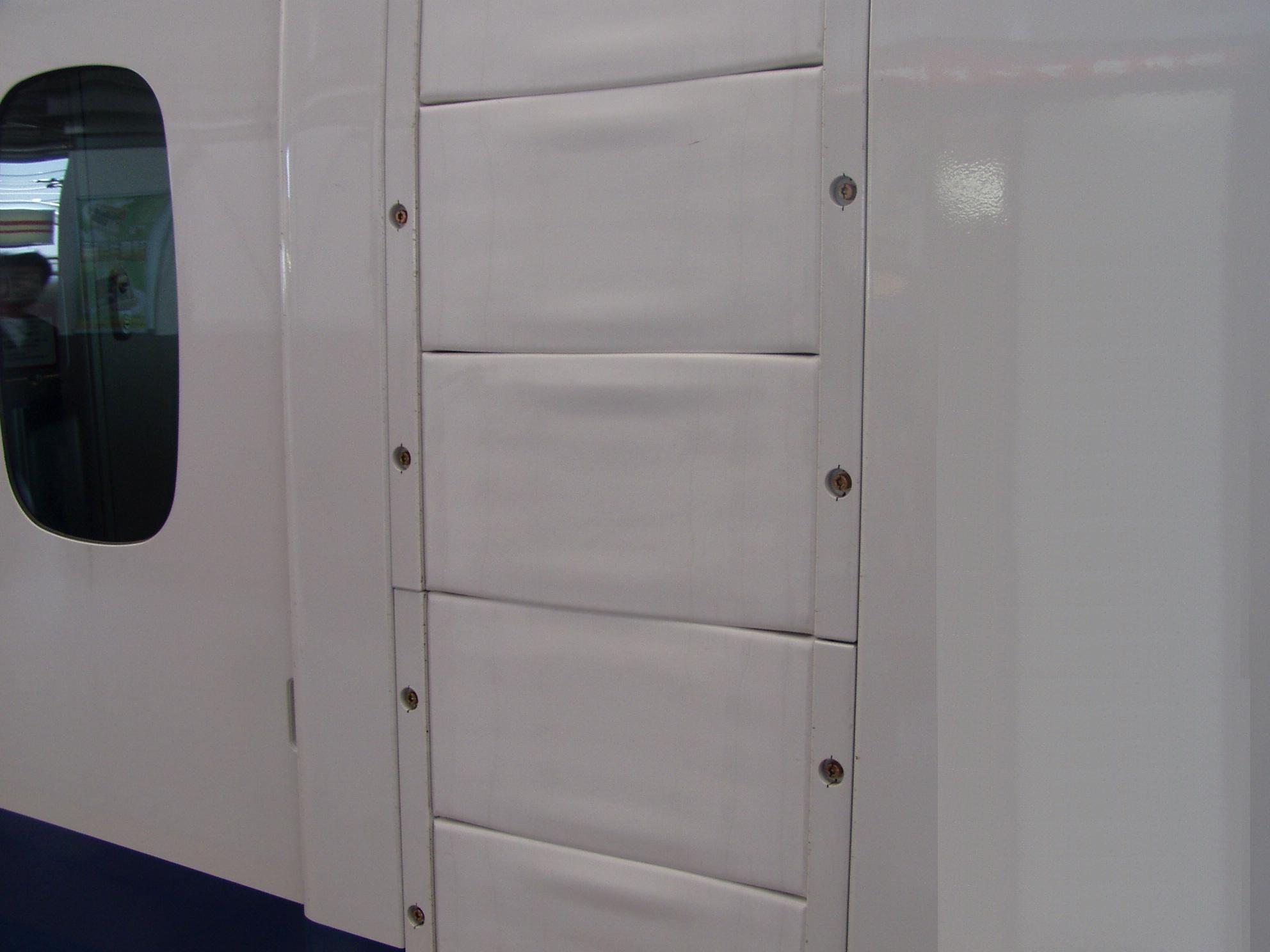
全周幌
（2007年5月21日 新大阪駅）

新たに開発した高性能のセミアクティブサスペンションによるセミアクティブ制振制御装置を全車両に設置することで振動を極力抑えるとともに、車両間には、車端ダンパを装備しているが、今までのリングによる連結ではなく、ダンパを車両間において斜め上下方向に直接、車両妻面に連結する方式を採用している。また、株式会社ジャバラと開発した「全周幌」を新幹線の営業車両として初めて採用した。車両の連結面間を伸縮性のゴム素材で下部を除いてほぼ完全に覆ってしまうことで車体側面の空気抵抗と車両内外の騒音の軽減を達成し、結果的に省エネルギーにも寄与することとなった。また、形状を変えた全周幌も試験走行でテストされている。
過去、日本国内の例では、小田急ロマンスカー・151系電車・80系気動車などで「外幌」が試されているが、当時の在来線特急「こだま」の最高運転速度であった110 km/h程度では効果は小さく、むしろメンテナンス難などのデメリットのほうが上回ると判断され、ロマンスカーを除き本格的採用には至っていない。

後に登場した新幹線E5系電車・新幹線E6系電車（JR東日本）・新幹線N700S系電車でも全周幌が採用されている。

### 集電装置

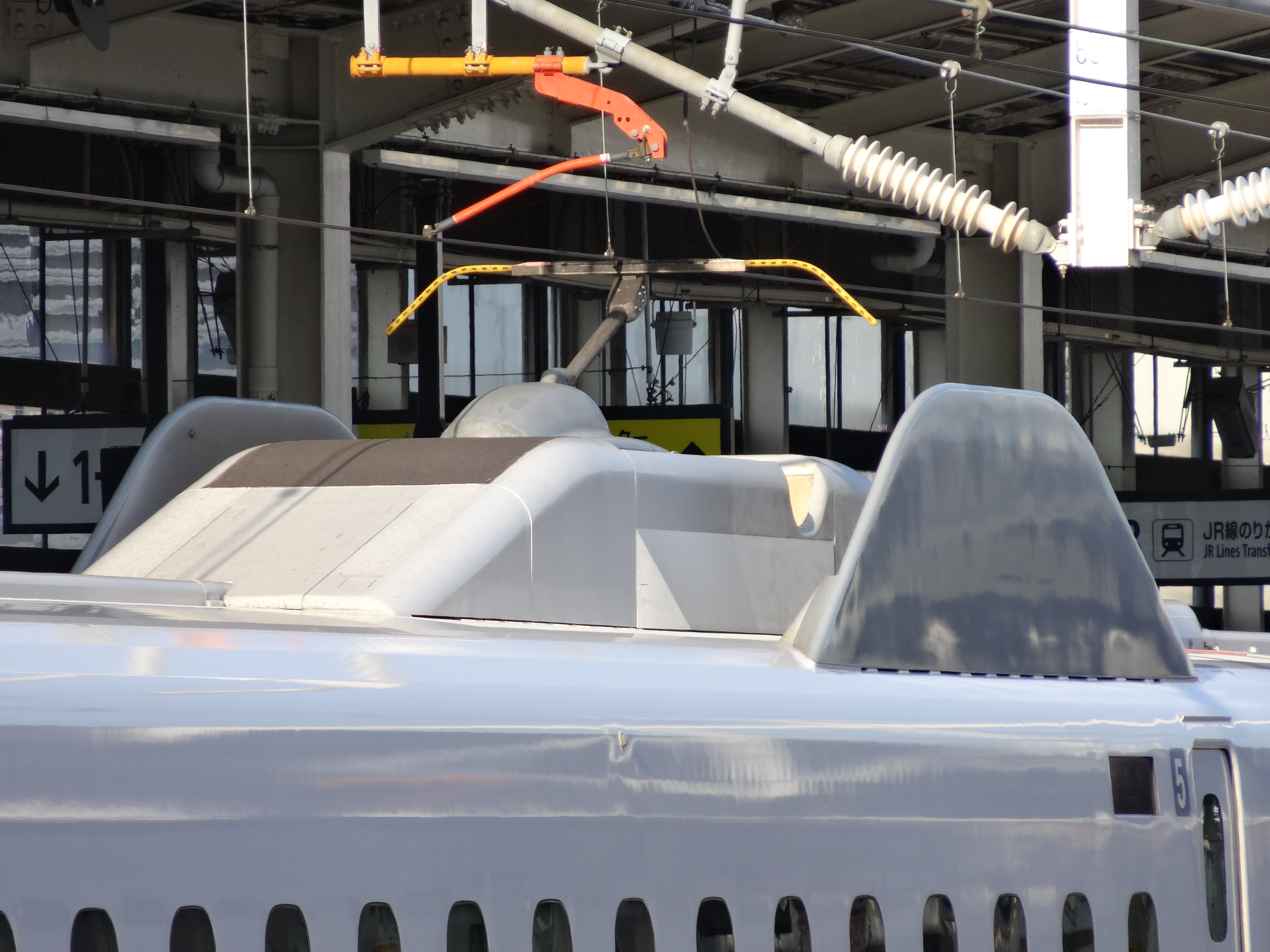
パンタグラフとパンタカバー

集電装置（TPS303/WPS206）も0系以来の基礎中の基礎ともいえる部分の設計から抜本的に見直すことで小型・軽量化が図られた。基本的にはシングルアーム形パンタグラフだが、従来の700系などに見られるタイプより下枠（関節部分より下側）のアームが極端に短くなり、その関節部と下枠部分も流線型のカバーで完全に覆われた新開発のパンタグラフを採用している。これによって従来のシングルアームパンタグラフよりも風切り音の軽減と、架線への追随性の一層の向上を果たしている。
集電装置は、碍子で車体に固定されているが、この碍子の本数を700系の4本から3本に減少させ、さらにケーブルヘッド用の碍子を共有させることで、パンタグラフ周りの占有スペースの減少と軽量化、騒音源の減少を実現している。
碍子覆いと二面側壁の形状は700系とほぼ同一で、碍子覆いの両側に大型の二面側壁を設けている。この二面側壁の全長は700系のものより延長され、傾斜角も緩やかなものとなっている。またEGS投入目視確認用の小窓が無くなり、かわりにEGSの投入状態を監視するカメラが碍子覆い内に、モニターが各パンタグラフ搭載号車の車内に設置された。この碍子覆いと二面側壁はアルミニウムハニカムパネル、炭素繊維強化プラスチックパネルを使用することで軽量化を実現している。
700系では16両編成の場合4両おき（4 - 5、8 - 9、12 - 13号車間）に設置されていた高圧引き通し線のケーブルヘッドは、編成中間の1箇所のみの設置に削減され、他の車両間では直ジョイントによる接続となっている。

また試作車両（Z0編成）には800系U001編成と同様にカメラ・センサ・投光器で構成される架線の検測装置が設置され、車体傾斜時の架線との接触状況などの確認が行われていた。全般検査を行った際、一時的に取り外されたが、量産車が登場した現在でも設置されている。

### 行先表示器・座席指定表示器
JR東海の営業用新幹線車両およびJR西日本の営業用車両では初めてフルカラーLED式行先表示器が採用された。行先表示器は全車両に設置され、表示内容は列車名・行先・指定席/自由席の種別を日本語、英語の順に表示し、日本語で列車名・行先表示とともに、始発駅では停車駅をスクロール表示させ、途中駅では次の停車駅を表示する。座席指定表示器も700系C編成までの液晶からLEDに変更され、「指定席」は緑色、「自由席」は白色表示となっている。列車種別表示の地色は指定の列車種別色に準拠しており、のぞみは黄色、ひかりは赤色、こだまは青色、みずほは橙色、さくらは桃色、つばめは水色の地色で表示される。

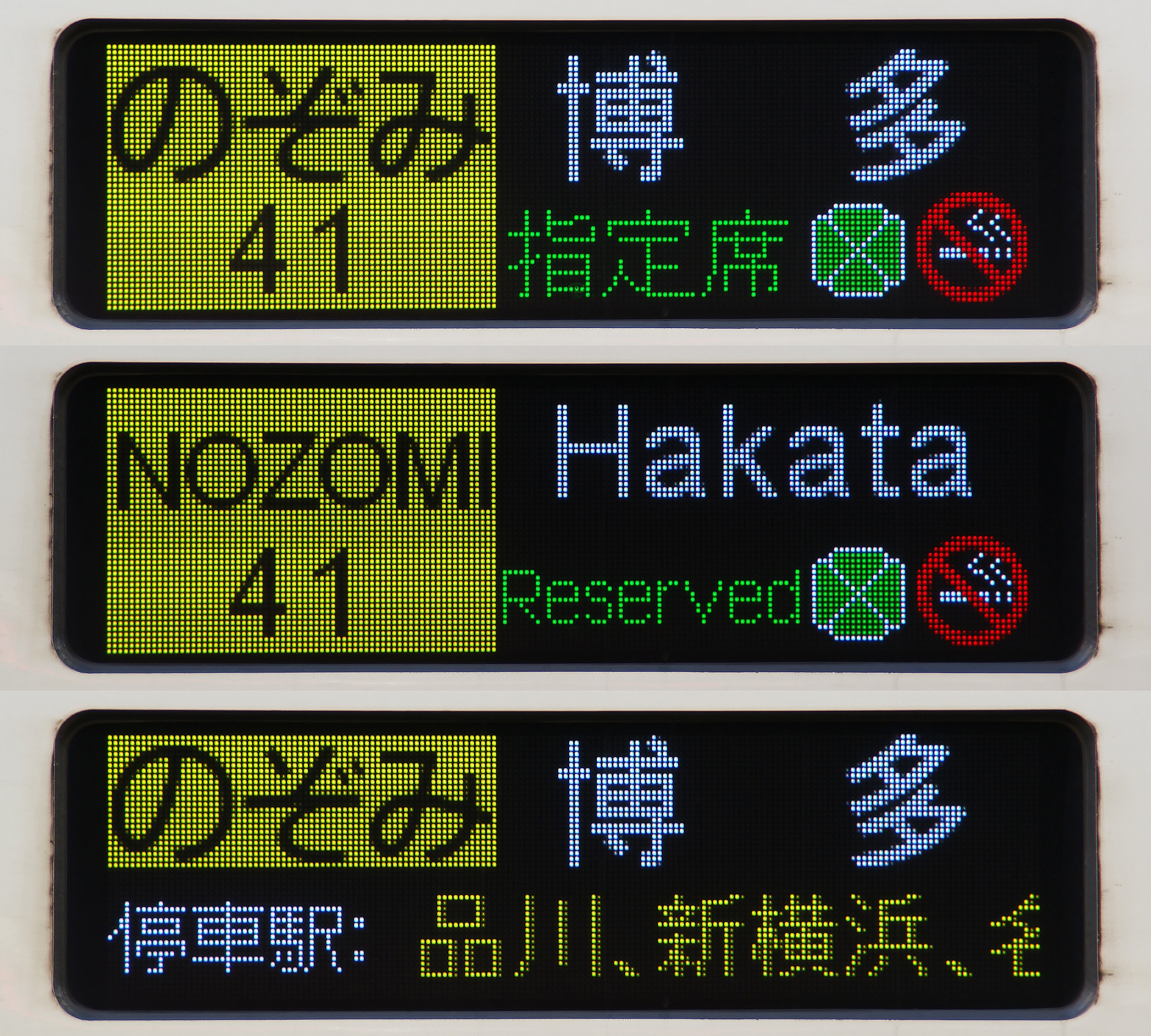
N700系3000番台のLED式側面行先表示装置の表示内容
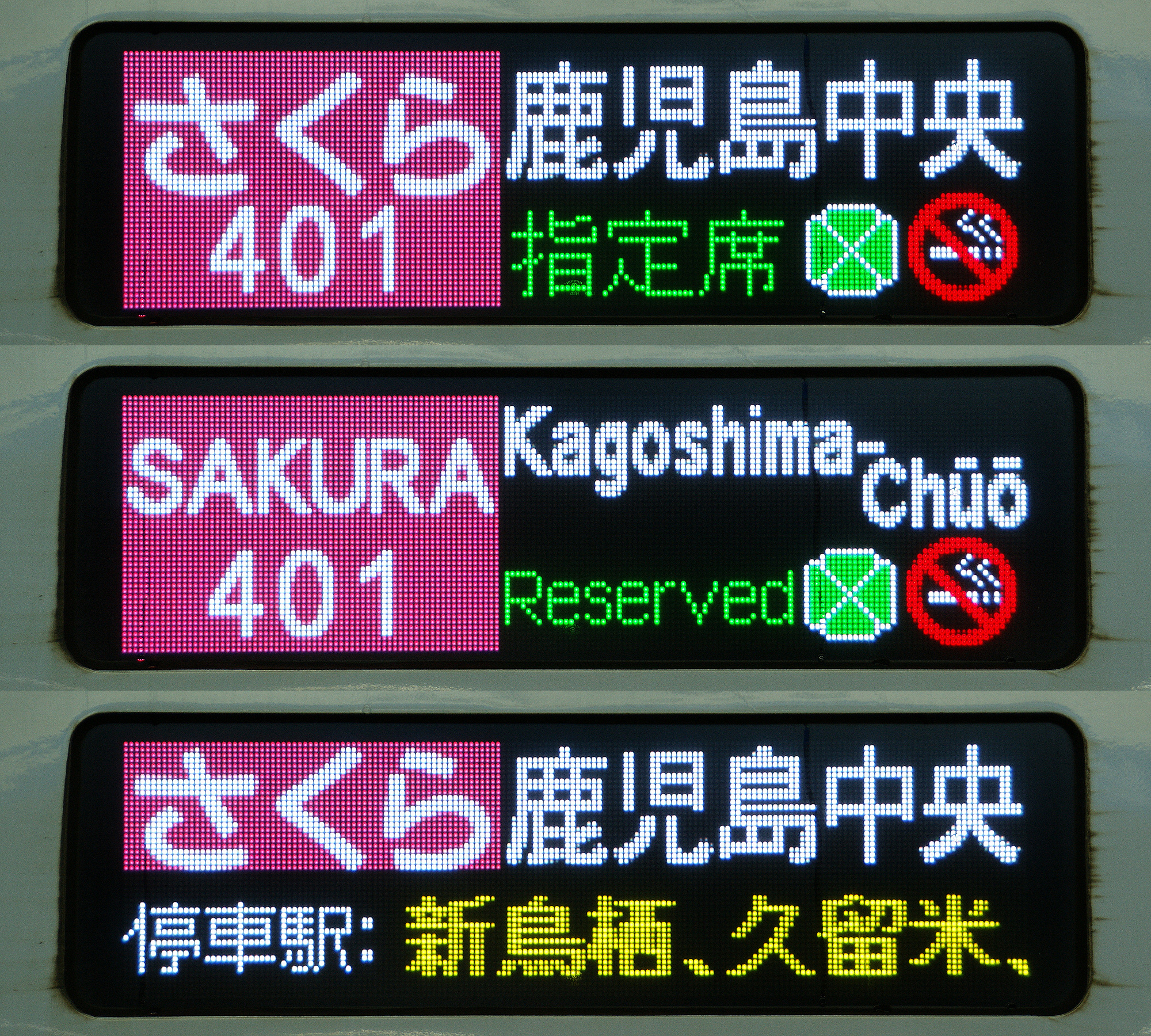
N700系8000番台のLED式側面行先表示装置の表示内容

### 標識灯

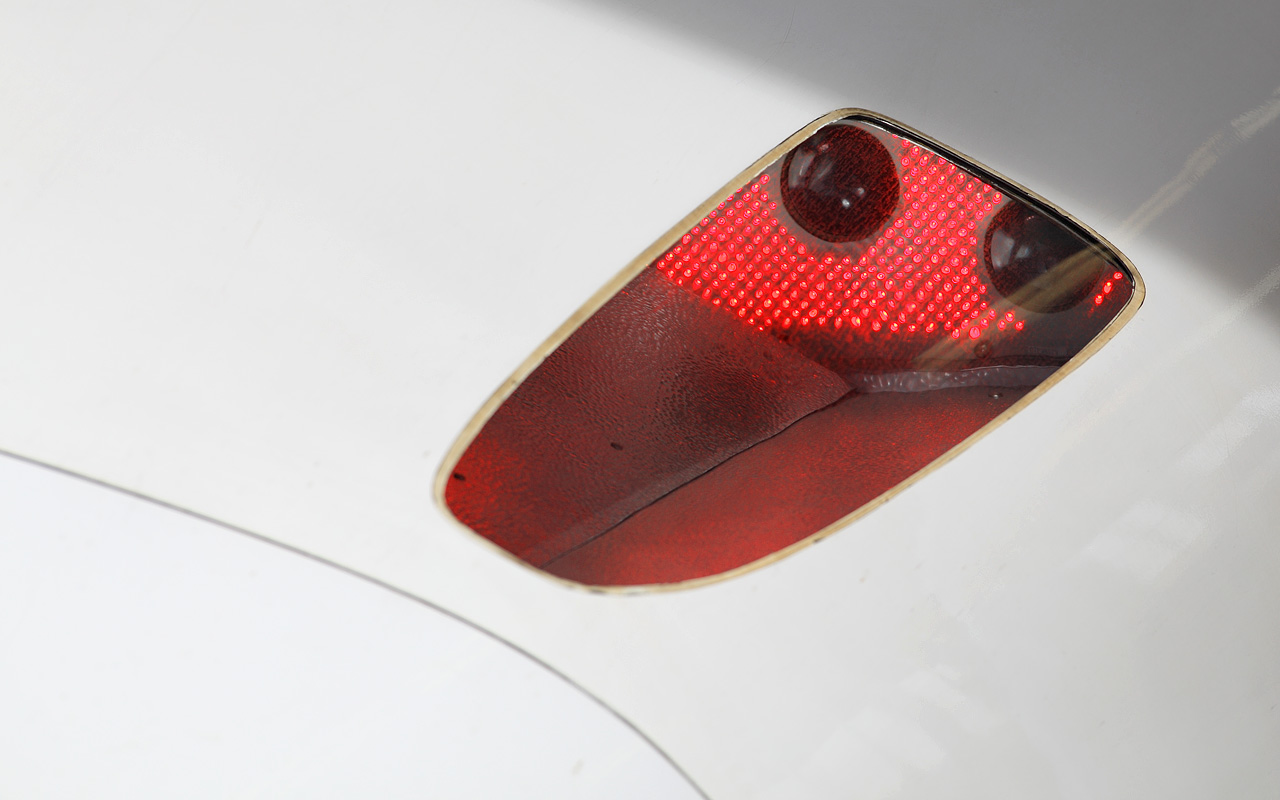
尾灯（点灯中）と前照灯（消灯中）

前照灯は東海道・山陽新幹線系統の車両としては初めてとなるHID灯を採用しており、これにより700系より標識灯の開口部が縮小されたものの、充分な光度を得ることを実現した。前照灯は左右それぞれ2基が横並びになり、丸い前照灯の周りを覆い尽くす格好でLEDの尾灯が配置されるが、これは当形式で初めて使用された構造である。Z0編成の走行試験時に、前頭部の連結器カバーの下部に補助前照灯（HID灯）を試験的に装備し、しばらくの間試験走行に供されたことがあるが、量産化車両の投入前に撤去されている。

### 車両性能
起動加速度は新幹線車両として最高の、通勤形電車並みの2.6 km/h/sで、およそ3分で270 km/hまで加速する動力性能を持つ。営業運転での最高速度は500系と同じ300 km/hとされた。これを達成するために主電動機の出力を向上（275 kW〈700系〉→305 kW）し、電動車（M）と付随車（T）の構成（MT比）も変更（12:4〈700系〉→14:2）した。これにより編成出力は17,080 kWとなり、700系と比べて約30 %向上した。
ブレーキは、各台車に基礎ブレーキとして、300系や700系と同じキャリパー式車輪ディスクブレーキを装備している。Z・N編成（従来のN700系）では、ディスクローターを固定するボルトとナットをその内周で締結する「内周締結式」を採用していたが、G・X・F・K編成（改造Aを含むN700A）では、ディスクローターの中央で締結する「中央締結式」を採用した。これは、従来の内周締結式では、制動時の熱によってディスクが熱変形により反り返り、ブレーキライニングとの接触面積が減少して制動力の低下が発生するおそれがあるため、ディスクローターの中央で締結することによって、その反り返りを少なくして制動力の低下を防ぐとともにブレーキ装置の軽量化が図られている。本系列（16両編成）では14M2Tの編成となり電動車の比率が上がったため、300系や700系で使用されていたT車の渦電流ブレーキが廃止され、その分の制動力を14両のM車の回生ブレーキで得るようにした。自動列車制御装置（ATC）の老朽置き換えに伴い設置されたデジタルATC（ATC-NS）車上装置が搭載され、制動距離と閉塞間隔の最適化が行われる。先行試作車（Z0編成）では、落成前の計画では700系に引き続いて渦電流ブレーキが採用される予定だったが、ブレーキ負担率の改善と重量増を避ける意味合いもあり取りやめられた。
走行時のエネルギー消費も曲線での余分な加減速を不要とすることなどで、東海道区間で700系と比較して1割低減することを当初の目標としていたが、先行試作車による走行試験の結果、270 km/h走行時の利用客1人当たりの消費エネルギーが13.23 kWhとなり、東海道新幹線区間で19 %削減（改善）、山陽新幹線区間で9%という当初の目標値を上回る省エネ効果が得られた。騒音についても大幅に低減されている。

### 車内設備

#### 空間と窓
車体傾斜装置の採用で全幅は700系に比べて20 mm狭くなったが、強度を確保しながら車体壁を薄くするなどした結果、同系列と同等の車内空間を確保している。反面、軽量化しつつ十分な強度を確保するため、窓の面積は700系の約60 %に縮小された（普通車で天地520 mm×幅500 mm、窓框〈かまち〉高さ780 mm）。このため、車内からの眺望が若干犠牲となっており、通路側の座席（特に普通車自由席とN・Z編成の普通車指定席のC席）から外の景色を見ることは難しい。
普通車の窓には特殊なポリカーボネート樹脂を採用している。従来の複層ガラスの表面に特殊ポリカーボネート樹脂製シートを貼り合わせたコンポジットタイプと比較して、飛び石などに強く、耐久性に優れ軽量であるとともに、部材使用量を約半分に抑え、単位面積当たりの質量を約3割軽量化することに成功した。また、車体側の開口部に窓材がはまり込むような形状とすることで、車体表面と窓との段差を極力小さくするようにしている。

#### セキュリティ対策

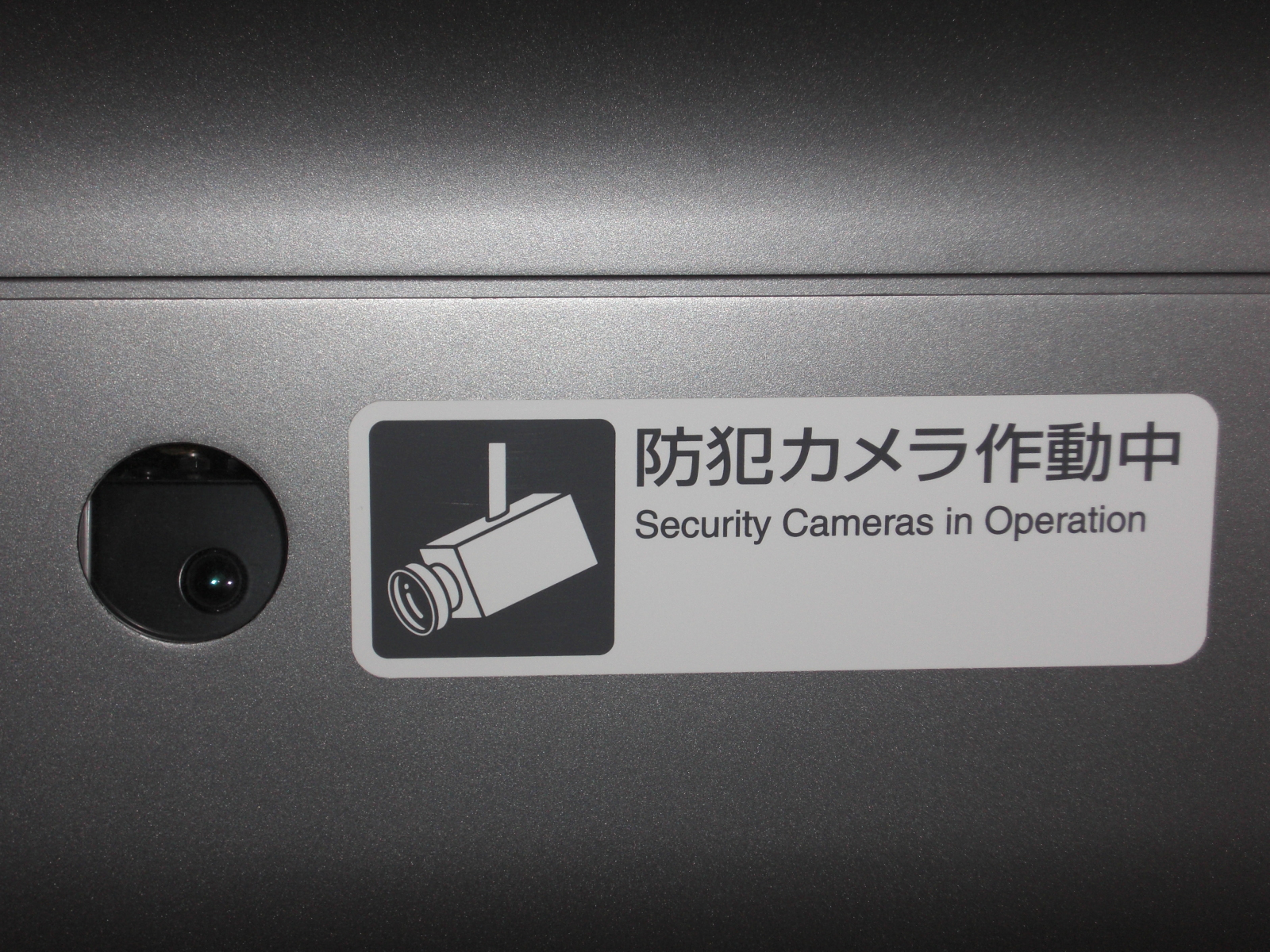
デッキ部防犯カメラ

鉄道車両では初めて、全ての乗降口ドア上部と運転室出入口に防犯カメラを設置し、乗務員室のモニター上で監視出来るシステムが備えられた。これは乗降口に備え付けられている非常用ドアコックがいたずらで操作され、その安全確認のためしばしば遅延をきたしていることや、電話室や喫煙ルームなど個室部分の増加とともにそれらの空間を悪用される恐れがあり、防犯カメラによる抑止効果を図るため。また、防犯カメラを設置することで、テロの発生や痴漢・迷惑行為の抑止効果も期待出来るとした。
ただ、2015年に東海道新幹線火災事件が発生したことを受け、追加対策としてデッキ通路部および車内（両端にある車内案内表示装置の横）にも防犯カメラを増設することになった。事件以降に追加新造する車両は製造時に対応、既存車両についても2018年度までに全ての車両に追設するとしている。2016年2月23日より、車内などに増設が完了した1編成が運行を開始している。N700系以降に登場したE5系・H5系やE6系、E7系・W7系の各車両では、新造時からデッキ部に加えてグランクラスを除くすべての客室内にも防犯カメラを設置している。
この他、ドアコックのいたずら対策として走行中にドアコックの蓋を自動的に施錠して開けられないようにすることとし、蓋を開けると警報ブザーが鳴る機能が備えられた。追加新造するN700系は製造時に設置し、既存のN700系および施錠機能のみ追加する700系および500系においても2009年9月までに全ての改修を終えた。

#### その他の設備
トイレは2両に1箇所（奇数号車の東京寄り）に設置されており、大便所2箇所（洋式便器2箇所）と男性用小便所1箇所、洗面所2箇所という構成である。ただし、1号車（781形・783形）は客室スペースを確保するため、洗面所が1箇所となっている。洋式便所に統一されるとともに、新幹線車両では初めてオストメイト対応トイレが設置された。また一部のトイレにはおむつ交換台、多目的室にはベビーチェアも設置されている。
車内は全席禁煙とし、強制排煙装置やJR東海の小牧研究施設が開発した光触媒脱臭装置を備えた喫煙ルームを設けている。喫煙ルームに近い座席では喫煙を希望する乗客の希望を優先して指定席券が発行される。駅自動放送でも本系列で運転される列車は全席禁煙である旨と喫煙ルームが何号車に設置されているかがアナウンスされていた（2020年3月に東海道・山陽新幹線の全列車で全席禁煙化が完了したため、現在は行われていない）。
車内案内表示器は新幹線では初めてフルカラー・2段表示が可能となり、新聞社から配信されるニュース・広告や「のぞみ」「ひかり」「みずほ」「さくら」で駅を通過する際の「ただいま●●駅を通過。」など従来からのものに加えて、駅停車時のドア開閉方向も表示されるようになっている。実際の表示に使用されている色は、Z・N編成では白色・橙色・黄緑色・水色・赤色の5色だが、このうち赤色は接続する在来線も含めて大幅な遅れや運休・運転見合わせなどが発生した際の告知に使用される。企業広告やS・R編成では、薄紫色や緑色などフルカラーを存分に生かした表示がなされている。座席番号表示なども含めて、車内外ともに各種表示の文字が従来車に比べて大判化されていることも本系列の特長である。
運転室および車掌室には乗務員連絡用のPHS端末が搭載されており、車掌が客室内にいても乗務員間の連絡ができる。また、このPHS端末から直接車内放送を行うこともできる。

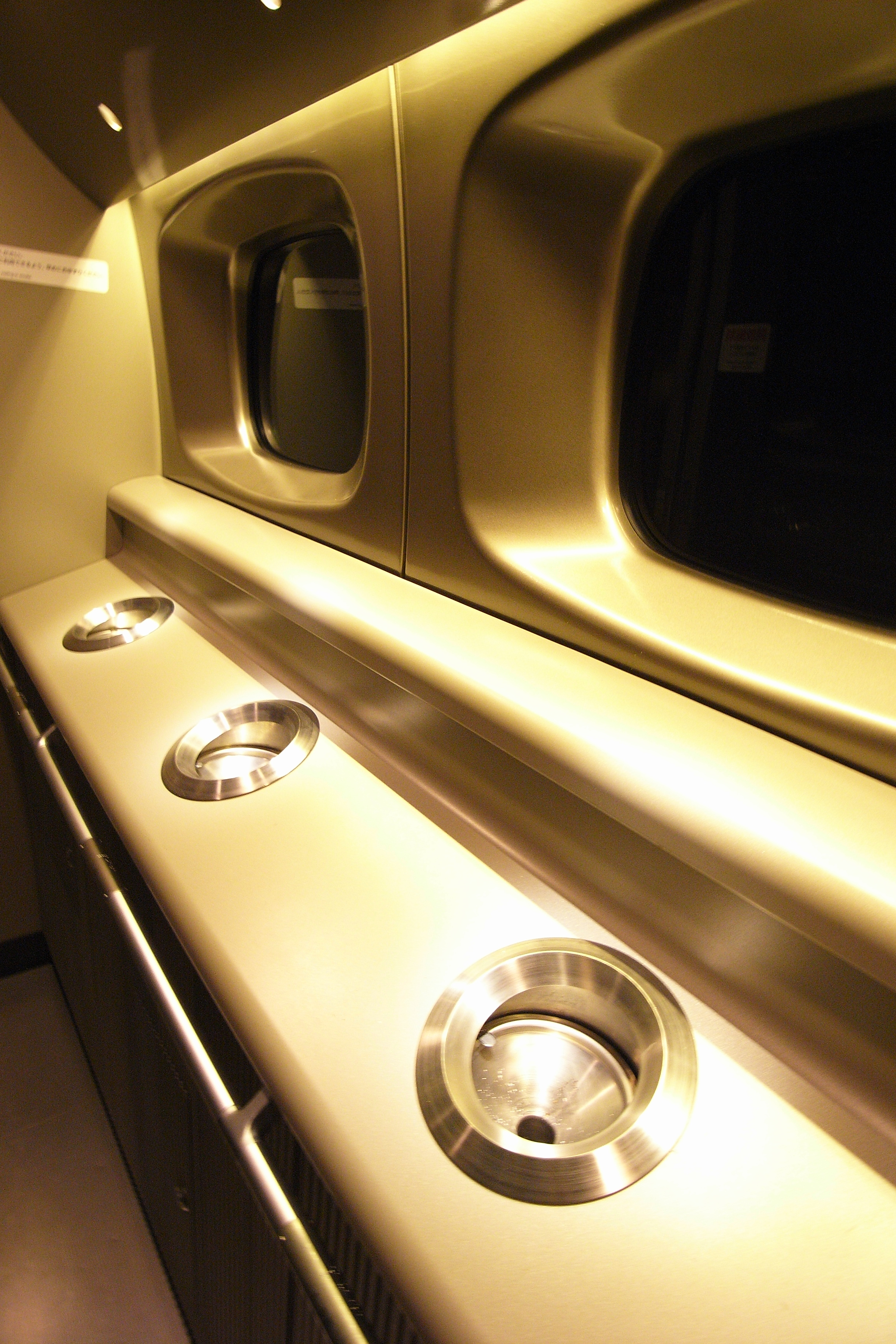
喫煙ルーム（Z2編成）
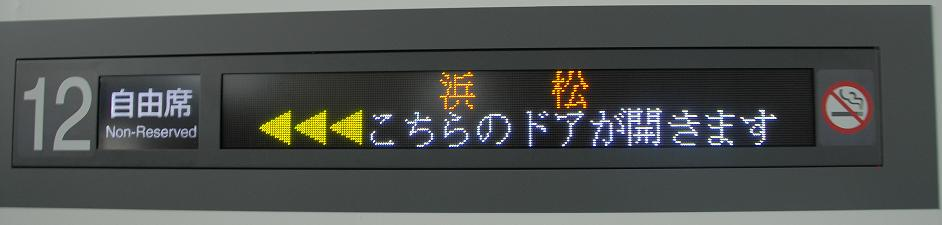
フルカラー・2段表示が可能な車内案内表示器 （模擬表示例・JR東海浜松工場にて）

## 東海道・山陽新幹線用の編成
東海道・山陽新幹線用として製造されたN700系は1編成が16両で構成されている。8 - 10号車がグリーン車、ほかの車両は普通車である。

### Z・N編成

#### 外観
700系までとは違い、ほとんどの部分でJR東海とJR西日本所属編成間の差異が見られなくなっている。数少ない違いとしては下記が挙げられる。
- JRマークは当初、300系・700系と同様に1・8・16号車の形式番号の前に貼り付けられていた。その後Z編成は2010年頃からJR東海所有車とJR西日本所有車の識別のため全車の形式番号の前に貼り付けられる様になり、少し遅れてN編成も全般検査時の再塗装時に順次全車に貼り付ける様になった。
- JRマークの色や車両番号の番台区分および編成番号のアルファベットが異なる。

車体塗装は700系16両編成と同じく窓下に太帯（上側）と細帯（下側）が並んでいるが、先頭部分のラインが斜めに切り込まれる部分の角度、若干小さくなっている。また700系とは異なる「N700」のロゴの中に車輌のシルエットが入った独自のロゴタイプを車体側面に掲げている。
量産先行試作車であるZ0編成は、細かい外観のポイントとして客用ドア横の号車番号表記と禁煙ピクトグラムが横に並んでいたのに対し、量産車では縦並びとされた。そして最初の全般検査を2009年8月に浜松工場から出場した際、車体側面の号車表示や身障者表示などはそれまでより一回り大きいものへ、車体表記やグリーン車のマークは一回り小さいものへと、車体外装のピクトグラム類がZ1編成以降の量産車と揃えられた。しかし、量産車で設置されている喫煙ルームの新設などの改造はされず、喫煙車の禁煙マークも貼られていない。出場試運転後の8月5日には再び浜松工場へ戻っている。

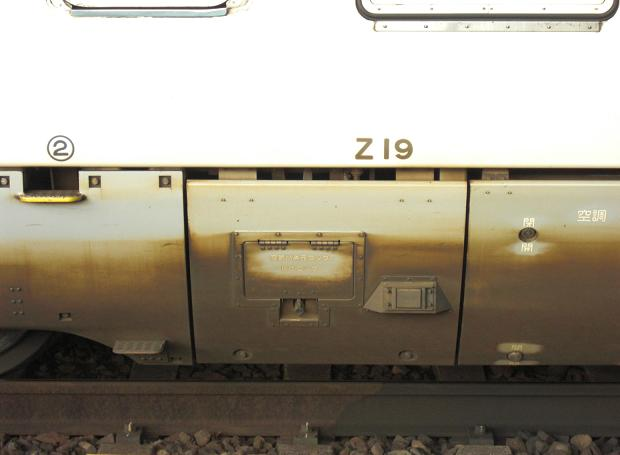
Z編成のみに取付けられたIDタグ
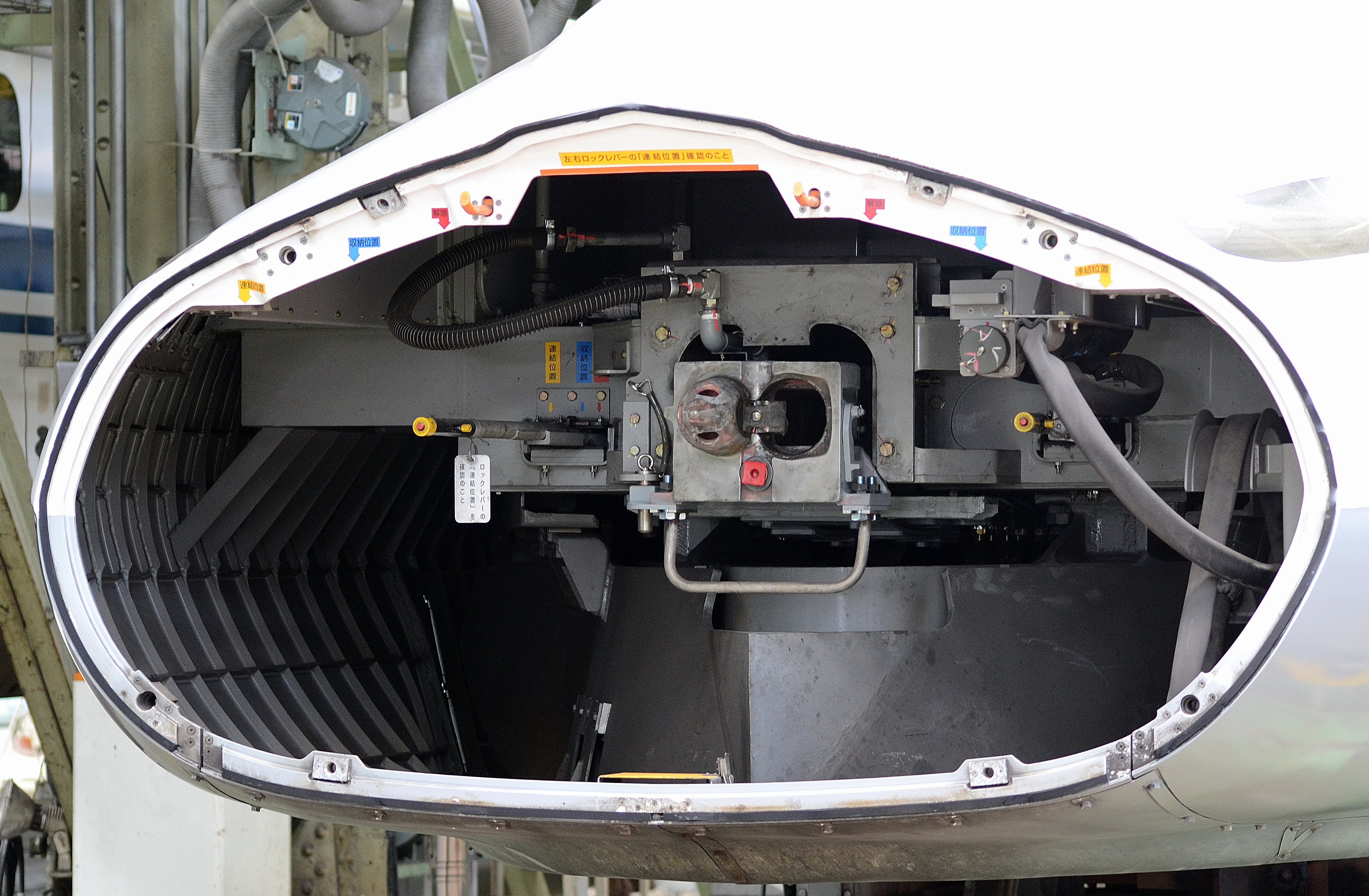
Z編成の先頭部にある緊急用の連結器
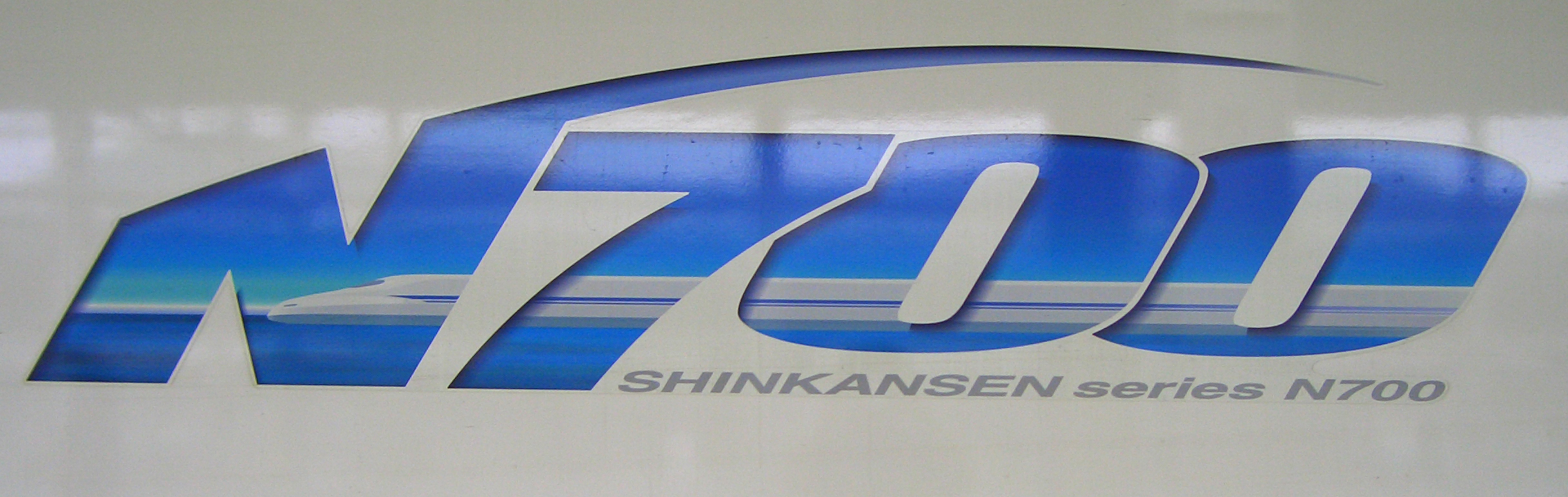
N700系のロゴ

#### 台車（Z・N編成）
台車は300系以来の実績がある、コイルばねと円筒積層ゴムを併用したウイングばね式軸箱支持装置のアンチヨーダンパ付きのボルスタレス台車を採用しており、軸箱の上部と台車枠の間には軸ダンパーが装備されている。
700系では、先頭車両進行方向側の台車にのみ空気抵抗軽減用のカバーがついていたが、本系列からは、台車部分の転動音・空力音を低減するために全ての台車に台車カバーが採用された。
先行試作車（Z0編成）では、試験の途中でカバーの形状が変更されており、変更後のものが量産車にも採用された。先頭車両の台車カバーも、700系のそれより空気の流れを考慮した3次元的な造形となっている。軽量化とリサイクル性の面から、炭素繊維強化プラスチック (CFRP) が採用されている。
セミアクティブサスペンションは比例電磁式リリーフ弁による無段階制御のものを採用し、台車の牽引装置の中心ピン付近の台車枠と車体の間の枕木方向に装備され、減衰力を無段階で制御出来るようになっている。また、トンネルと明かり区間での線路データマップを元にそれぞれの区間で最適な制御パラメータを選択する機能をもつ。700系では一部の車両のみに搭載されていたが、本系列では全車両に搭載することで乗り心地の改善を図っている。
量産車では電動車にTDT205/WDT207を、付随車である1・16号車にはTTR7003/WTR7003を搭載する。700系とは異なり、台車はZ編成とN編成で共通のものを採用する。
軸箱支持方式は300系と同じくコイルばね+円筒積層ゴム併用式であり、駆動方式は、普通車では新型の歯型形状の採用と歯車中心間距離の拡大によりバックラッシュを低減した低騒音形WN継手が、グリーン車ではJR東海所有の700系C19編成以降と同じくTD継手が引き続き採用された。
300 km/hでの走行に対応するため、700系から歯車比が変更されている。
線内の60か所の曲線半径2,500 mの曲線区間を270 km/hのまま走行出来るように、新幹線車両で初めて空気ばねによる車体傾斜装置（最大傾斜角1度）を採用している。これは、自車の位置を、車両に記録された線路データを元に、地上側から送信される絶対位置情報により補正しながら位置を特定し、曲線区間で車体を傾斜させるもので、曲線の線路の外軌側の空気ばねを上昇させるシステムとなっている。また車体を水平に保つLV制御（0度制御または水平制御）として機能しており、乗り心地を向上させている。
信頼性を確保するために、車体傾斜装置の制御系統は二重化されている。この二系統が両方ともトラブルなどに見舞われた場合、車体傾斜装置の使用を停止し、700系と同じ運転パターンに変更されるというバックアップ機能が搭載されている。

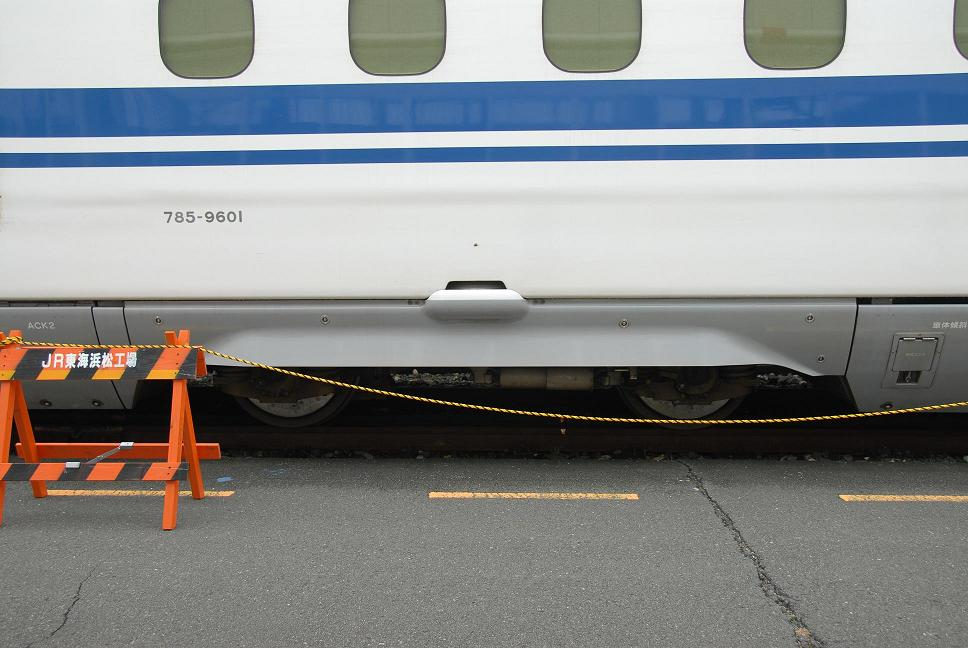
台車カバー
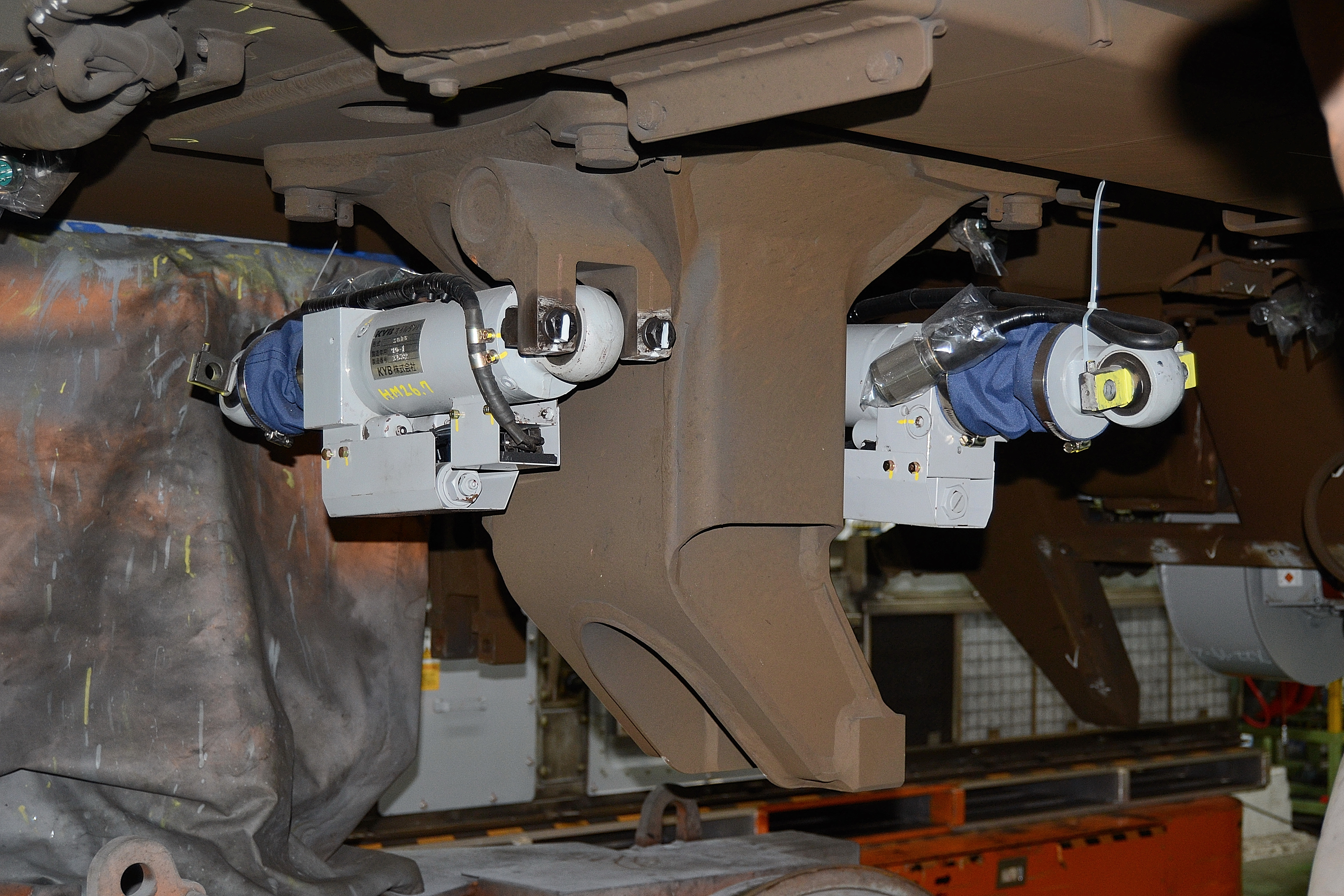
N700系の車体下部の牽引装置の中心ピン付近に装備されている、比例電磁弁リリーフ方式による無段階減衰力調整式のセミアクティブサスペンション

#### 車内設備
グリーン車は東京寄り（775・776形）もしくは博多寄り（777形）車端の1か所に、普通車は各車両端の2か所に客用扉・デッキを設けた。車販準備室を備える車両（786形700番台・3700番台、787形400番台・3400番台）には客用扉と同様の扉を持つが、業務用のため乗客の乗降には供されない。
11号車にはオストメイト対応トイレとベビーチェア付きの多目的室が設置される。
喫煙ルームを3・7・10・15号車のデッキ部分に計6か所設けている。

##### 座席
シートピッチは100系以降の標準である、普通車1,040 mm、グリーン車1,160 mmである。ただし、1号車（783形）と16号車（784形）は先頭形状との兼ね合いで1,023 mmとなっている。
普通車は座席幅を700系から10 mm拡大して440 mmとし、グリーン席には新たに開発された「シンクロナイズド・コンフォートシート」が採用された。これはリクライニングすると座面後部が沈む構造で、座り心地が改善された。日本航空国内線のクラスJに近いものといえ、具体的には、ヘッドレストとレッグレストが装備されていない以外はほぼ同等の仕様となっている。座席幅も475 mmから480 mmに拡大された。 
300系以降の座席は編成重量削減のため座席クッションのスプリングを廃止しポリウレタンを重ねる構造だったが、座り心地の点で評判が芳しくないため、本系列ではコイルばねとSばねの両方の特徴を併せ持った金属製のねじればねを採用し、これに樹脂製ばねを加えた複合ばねの上にウレタンを敷く構造に改良された。 
普通車座席の背もたれは高機能な新型のポリエステルクッションである。従来のウレタンに比べて同じ体積で約20 %軽く、透湿性にも優れ蒸れにくい。通勤電車用の座席に比べ着座時のフィット感に配慮されている。弾力性が長持ちするとともに耐久性に優れる他、ポリエステル素材のため完全循環型システムでリサイクルできる。
運転席用の座席は、700系までのレカロに代わり、新たにキルト工芸（川崎市）製を採用。
このほかの素材ではクラレグループ製のマジックテープと「セプトン コンパウンド」も使われている。マジックテープは従来からのヘッドレストカバー・座席表皮端末固定用に加え、座席表皮の浮き止めやクッションパッドにも新たに採用された。また、スイミングゴーグルのバンド部やとび縄の縄部分にも使われている「セプトン コンパウンド」は座席の肘掛に採用された。これまでのポリカーボネート製より肘掛が柔らかくなったことで触り心地を向上し、硬いものが接触した時に発生する不快音の低減を実現した。
テーブルはA4サイズのノートパソコンが置けるサイズに拡大され、コンセントは700系では最前列座席の妻壁のみに設置されていたが、本系列ではグリーン車の全座席と普通車の窓側（A・E席）・最前部・最後部の座席に設けられた。その結果、1編成の定員（1,323人）の約6割に当たる個数が用意されたことになる。また、座席番号表示と、テーブル背面の車内設備案内などの文字やピクトグラムは、従来のものより大きくなり、見やすくなっている。
100系以降700系までは所有会社によって座席の色や形状などの仕様が異なっていたが、本系列では統一されている。
車内照明には松下電工・東芝ライテック製のLED照明器具も採用された。このLED照明器具は白熱灯に比べ消費電力が少なく振動に強い。
1編成あたりの納入台数
松下電工製
グリーン車への通路部にフットライト26台
運転席にスポットライト12台と補助ライト2台
東芝ライテック製
グリーン車に読書灯200台と側補助灯100台
喫煙ルームなどに直線補助灯45台と円筒スポット灯43台
このほか足元を暖める機能（レッグウォーマー）も新たに導入された。
グリーン車の各座席に設置されたオーディオサービス用のコントロールパネルがあったが、サービス終了に伴い検査時の座席交換の際に取り外されることとなっている。

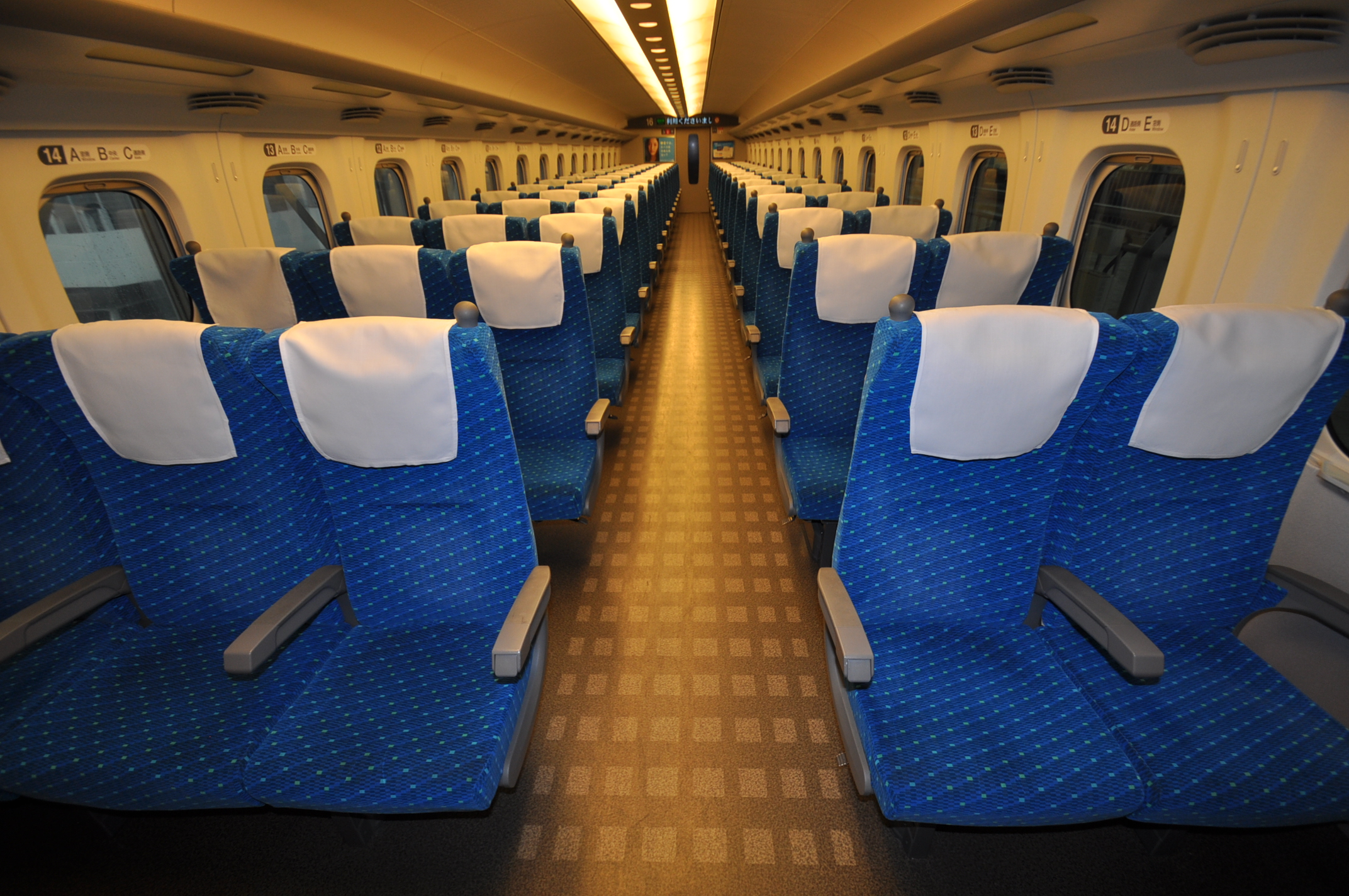
普通車2-3人掛け配置
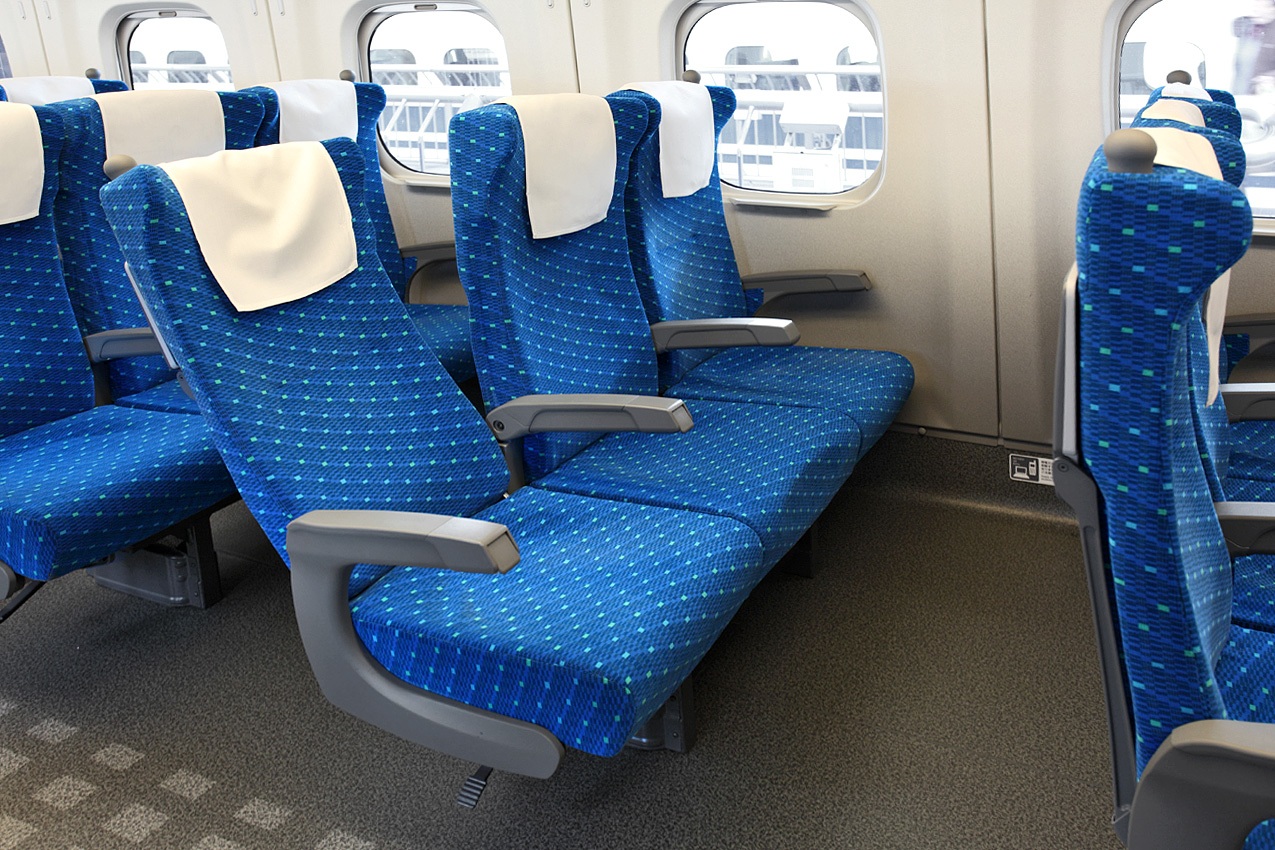
普通車 3人掛け座席
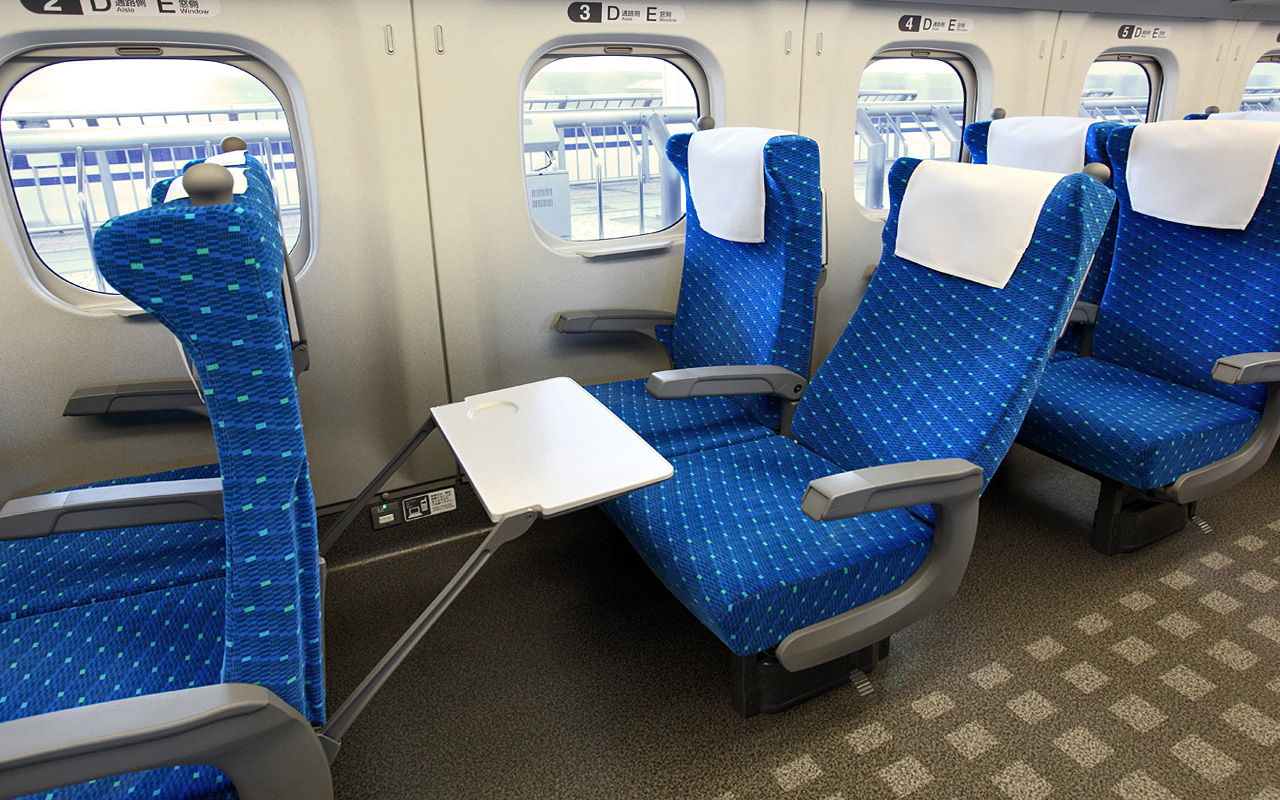
普通車 2人掛け座席
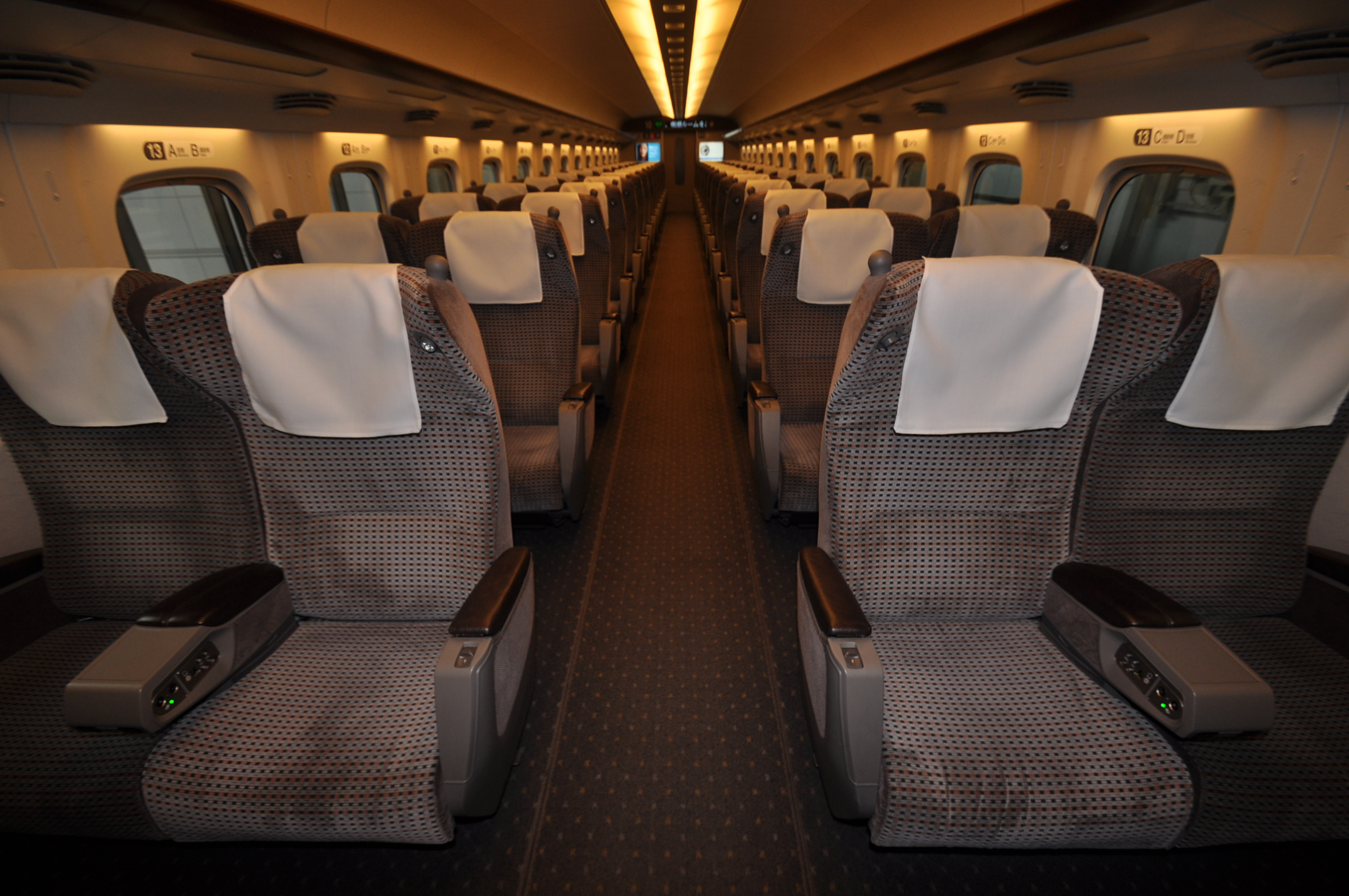
グリーン車（正面）
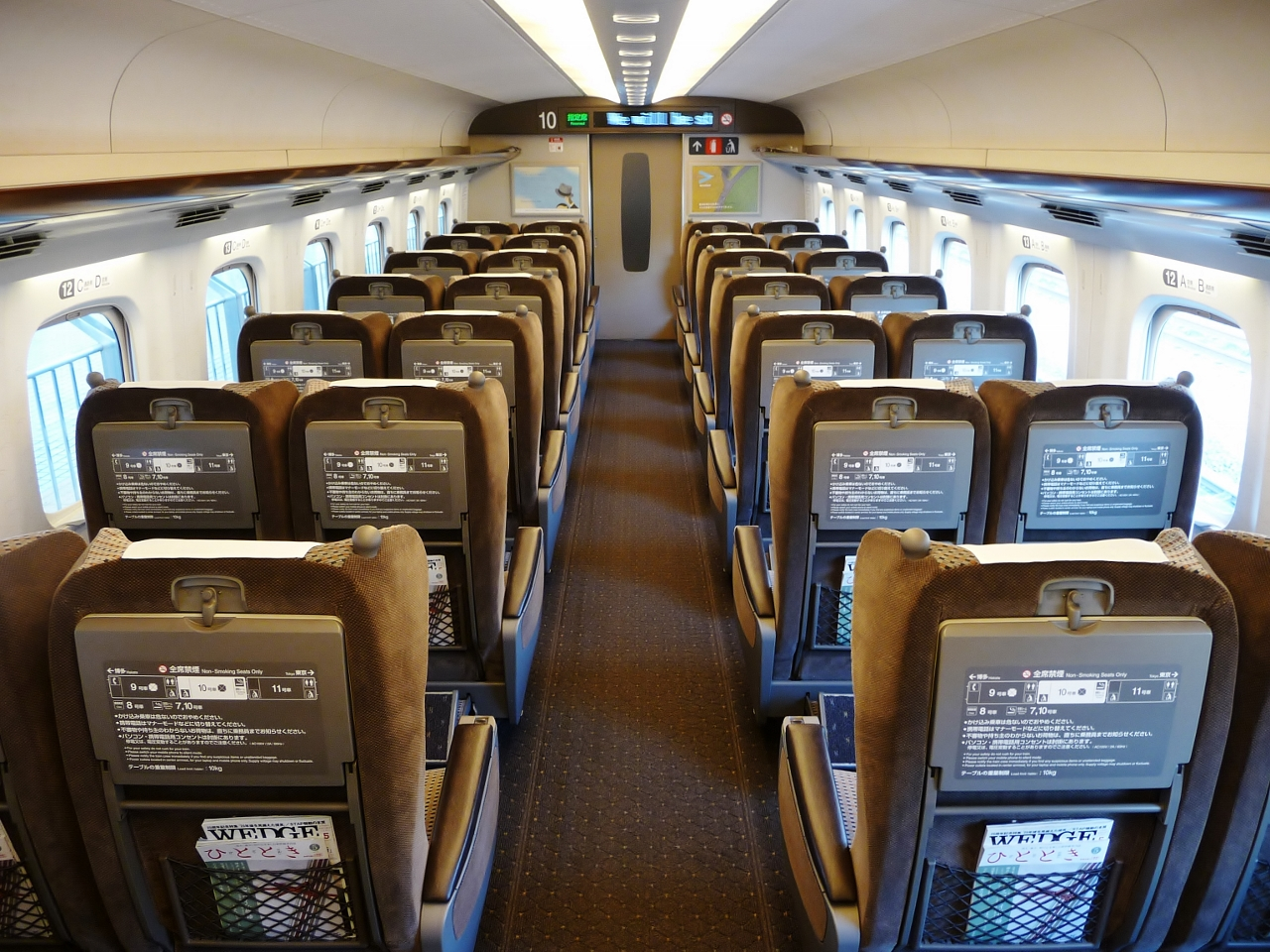
グリーン車（座席背面）
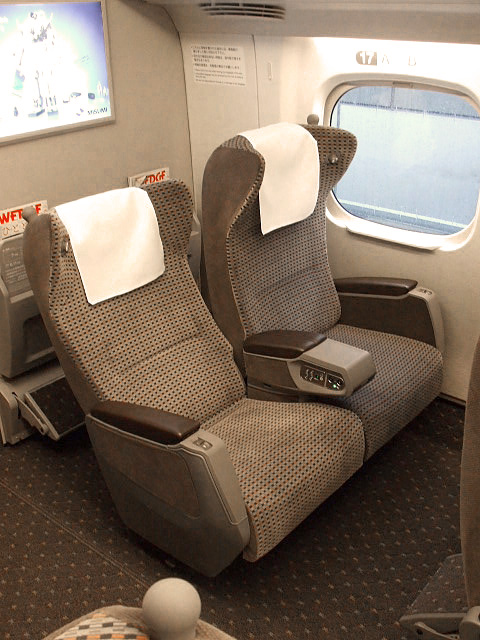
グリーン車のシンクロナイズドコンフォートシート
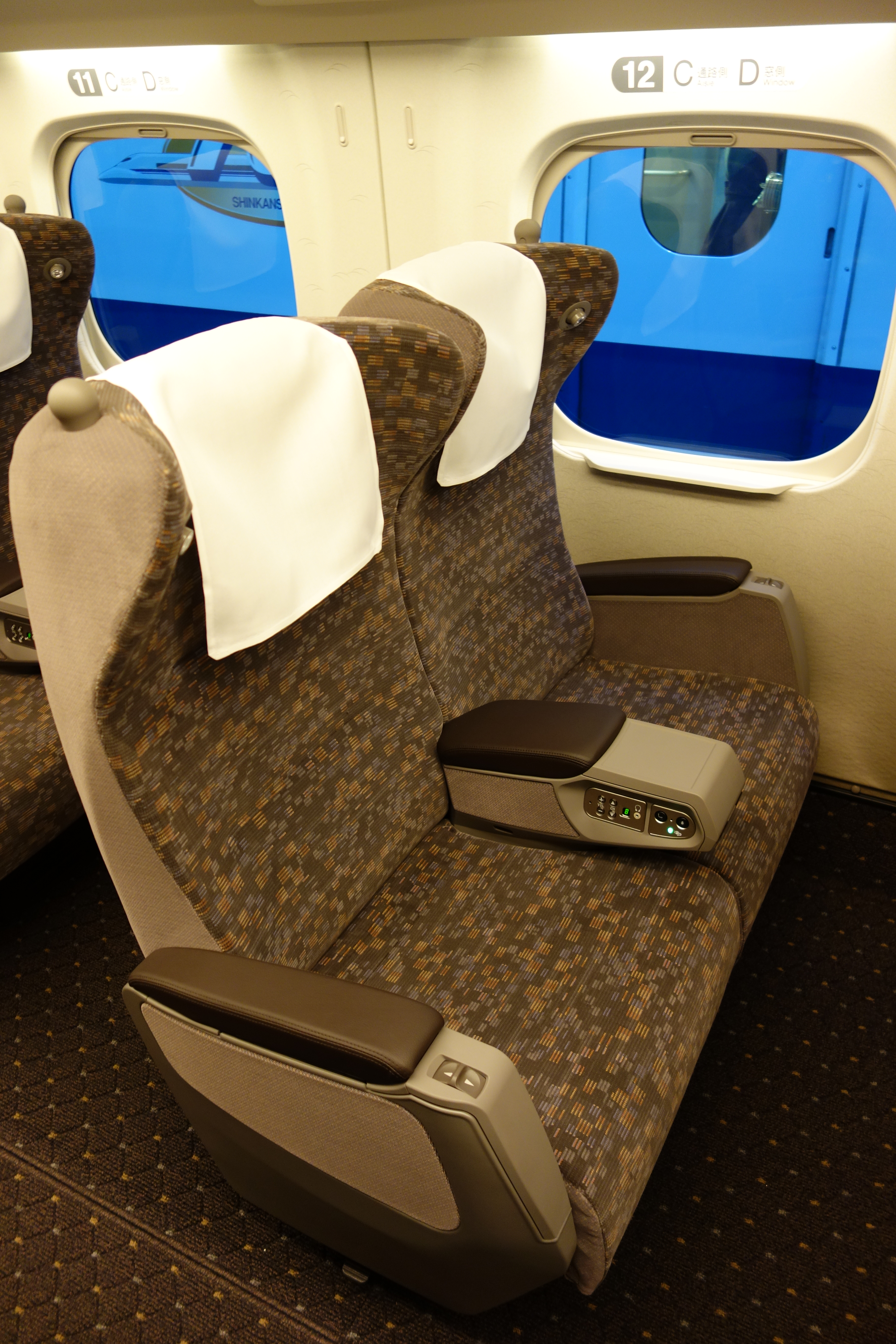
グリーン車 座席（N700A G編成）
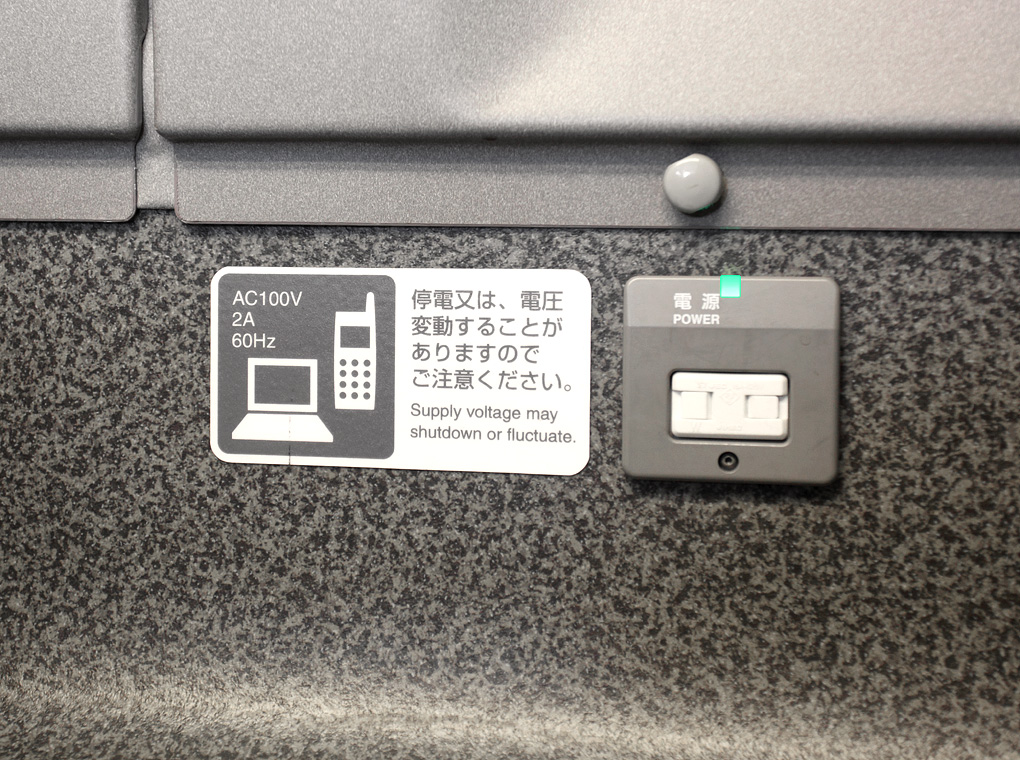
普通車 100 V電源

##### そのほかの設備
公衆無線LANサービス
2009年春のダイヤ改正から公衆無線LANによるインターネット接続サービスが利用できるようになった。ただし東京 - 新大阪間での利用となる。またこのサービスは有料で、事前に特定のプロバイダ（無線LAN運営業者）と契約をしなければならない。後述の「Shinkansen Free Wi-Fi」整備完了に伴い、2020年3月31日をもって終了。
2018年7月からは、これとは別に無料で使える、東海道・山陽・九州新幹線共通の車内無料公衆無線LANサービス「Shinkansen Free Wi-Fi」が開始された。これにはdocomo Wi-Fi→d Wi-Fi、au Wi-Fi SPOTが対応している。
車内放送チャイム
車内チャイムは700系と同様、Z→X・G編成は『AMBITIOUS JAPAN!』、N→K・F編成は『いい日旅立ち』を使用している。300 km/h車両で『AMBITIOUS JAPAN!』を使用するのはこれが史上初となる。
2023年7月21日からJR東海所属車両の車内チャイムが『AMBITIOUS JAPAN!』から『会いにいこう』に切り替えられた。

#### X・K編成への改造
2012（平成24）年4月、JR東海は、同社が保有する現行のZ編成（0番台）全80編成に対し、N700Aに採用する機能の一部を反映する改造工事を実施すると発表した。続いて、同年12月、JR西日本も、同社が保有する現行のN編成（3000番台）全16編成に対し、N700Aに採用する機能の一部を反映する改造工事を実施すると発表した。
この改造により、車両の性能をできるだけ統一することが可能になり、補修上も運用上も金額はかかるもののメリットがあるとのこと。費用は、JR東海の場合概算で230億円。改造内容は以下の通り。
- キャリパー式車輪ディスクブレーキのブレーキディスクのボルト締結方式の内周締結式から中央締結式への変更（ブレーキ力を約15 %向上 ）
- 定速走行装置の搭載（東海道新幹線区間のみ使用、列車ダイヤが乱れた時の運行をサポート）
- 地震ブレーキの搭載（地震発生時に停止に要する距離を1割程度短縮）
- 空気タンクの増設（車体傾斜区間の拡大による乗り心地向上）

逆に、N700Aで初めて採用した機能で、改造でN700系に反映されなかった内容は以下の通り。
- 台車振動検知システムの搭載（信頼性向上）
- 腰掛のモケットデザインの変更
- デッキ部の緊急通報装置の搭載
- デッキ部のドア開閉表示灯の搭載

JR西日本では中央締結ブレーキディスクの試験を九州直通用のS1編成で行った。
改造後、Z編成は編成記号がXとなり0番台から2000番台に改番された（ただしZ0編成はX編成に変更されたが、9000番台からの改番は実施されなかった）。N編成は編成記号がKとなり3000番台から5000番台に改番された。全般検査に合わせて、Z編成は浜松工場で、N編成は1編成1カ月程度の工期で博多総合車両所で改造された。年度ごとの施工編成数は以下の通り。
- 2013（平成25）年度：35編成 …東海車32編成、西日本車3編成
- 2014（平成26）年度：45編成 …東海車37編成、西日本車8編成
- 2015（平成27）年度：16編成 …東海車11編成、西日本車5編成

初めて改造が施されたK4（元N4）編成は2013年10月下旬から運用を開始した。
2016（平成28）年3月7日にK9（元N9）編成の出場をもって完了し、2015年8月5日、浜松工場で改造工事の完遂式が行われた。
改造した車両には現行ロゴに「A」の文字を追加した新しいロゴが貼り付けられた。改造後の車両は「スモールA」「N700typeA」とも呼ばれる。

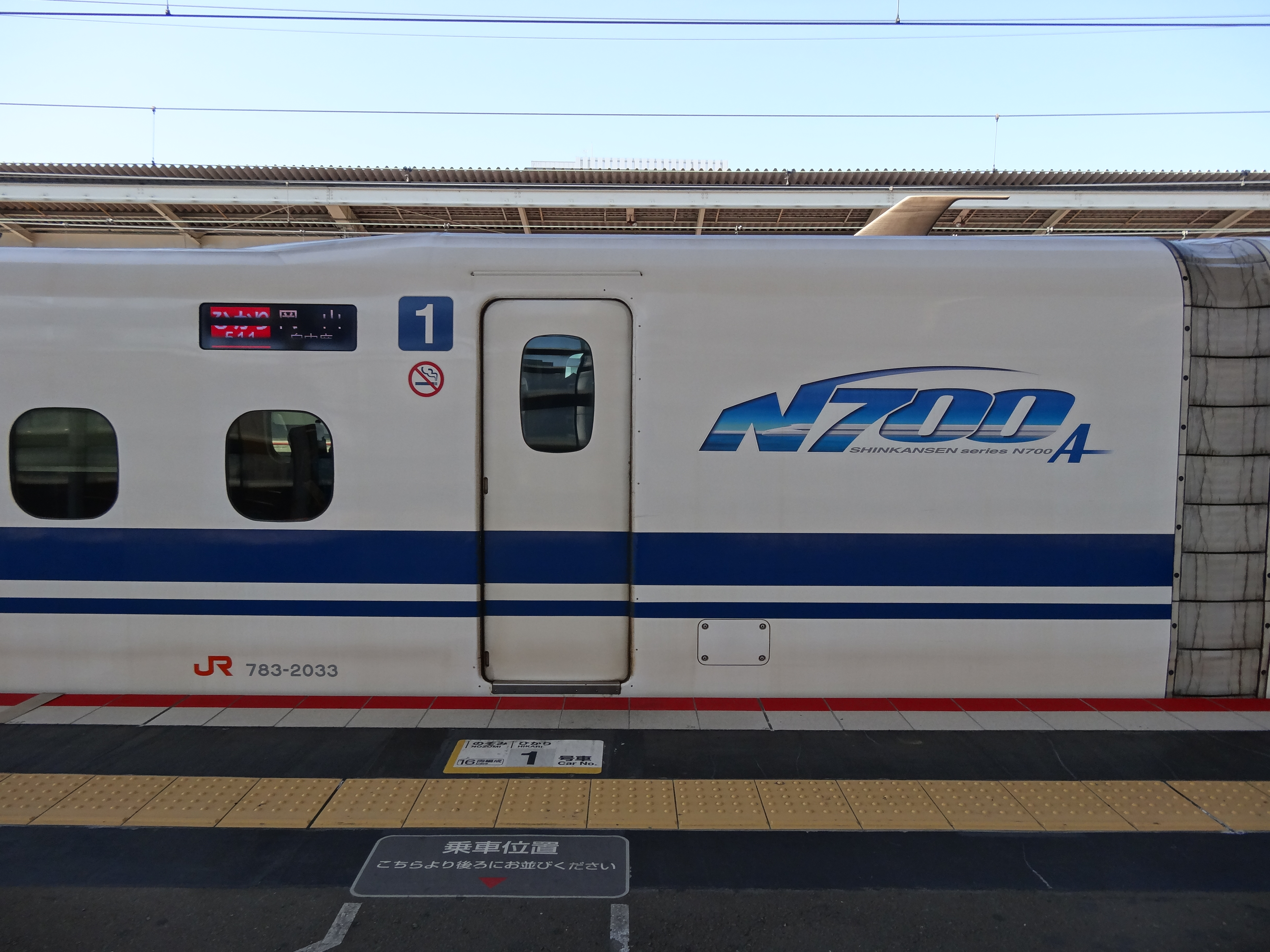
2000番台のロゴ

#### 形式・車種（Z・N→X・K編成）

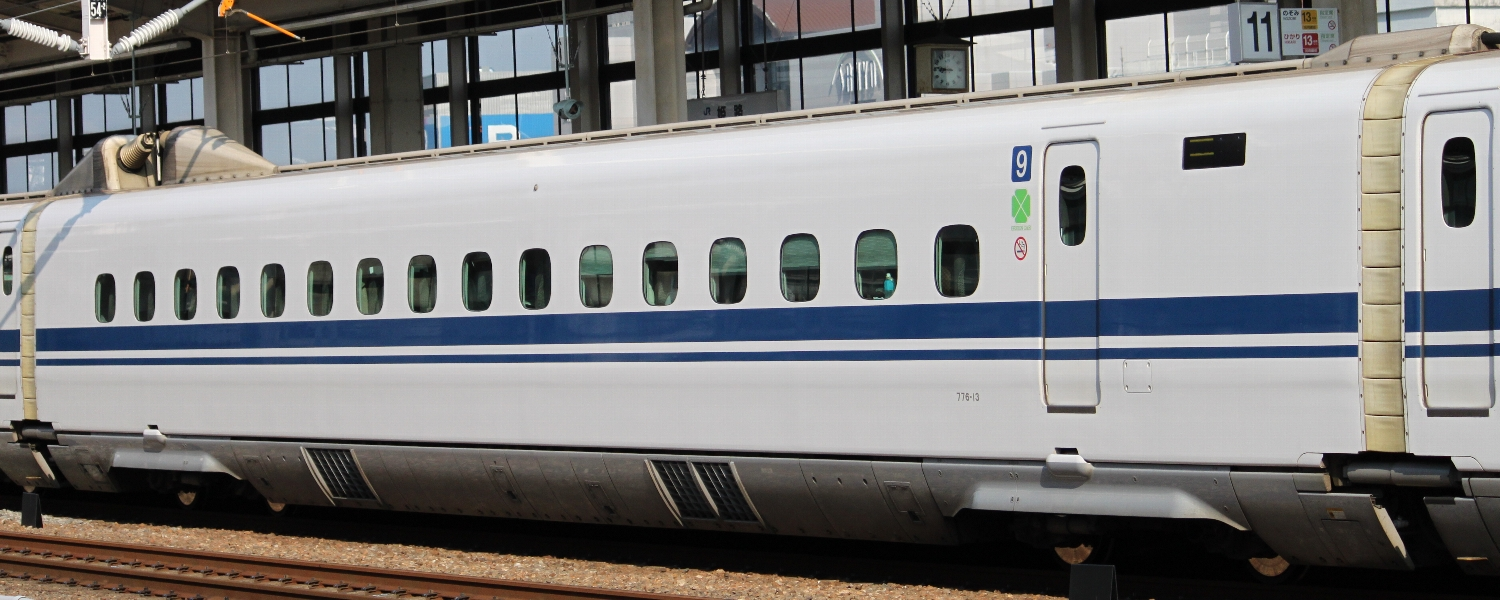
776形 (776-13) 姫路駅

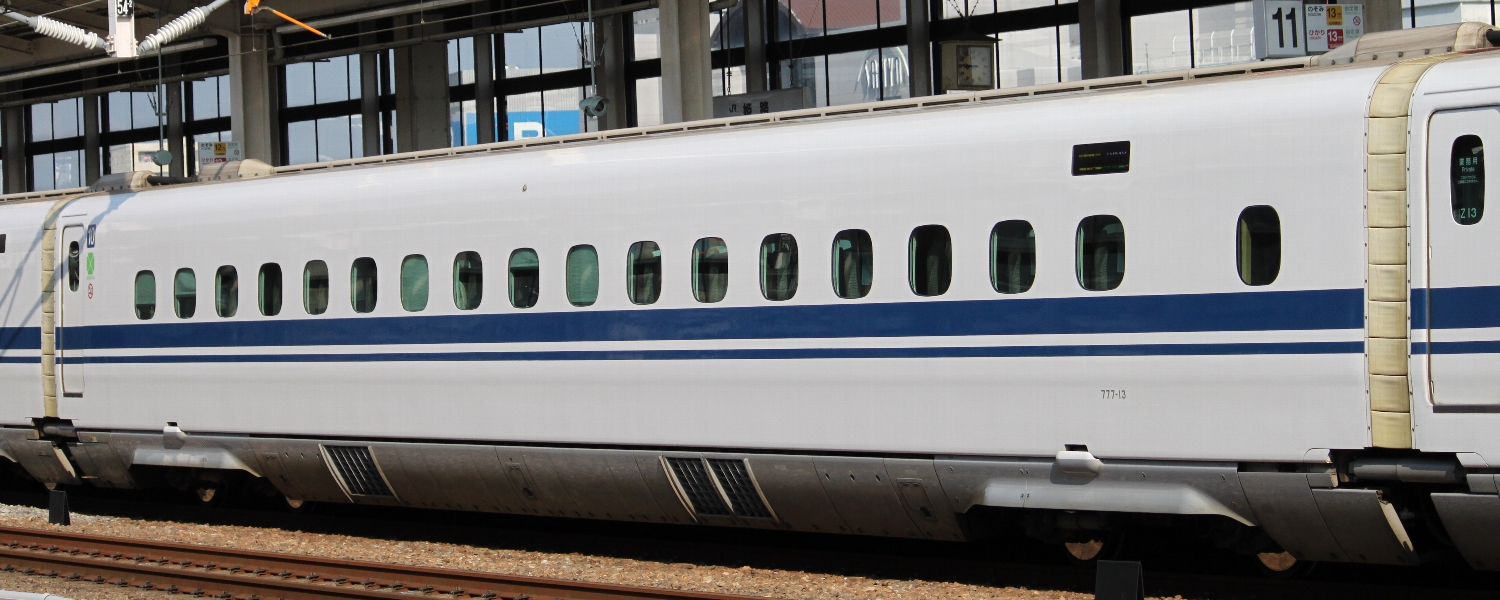
777形 (777-13) 姫路駅

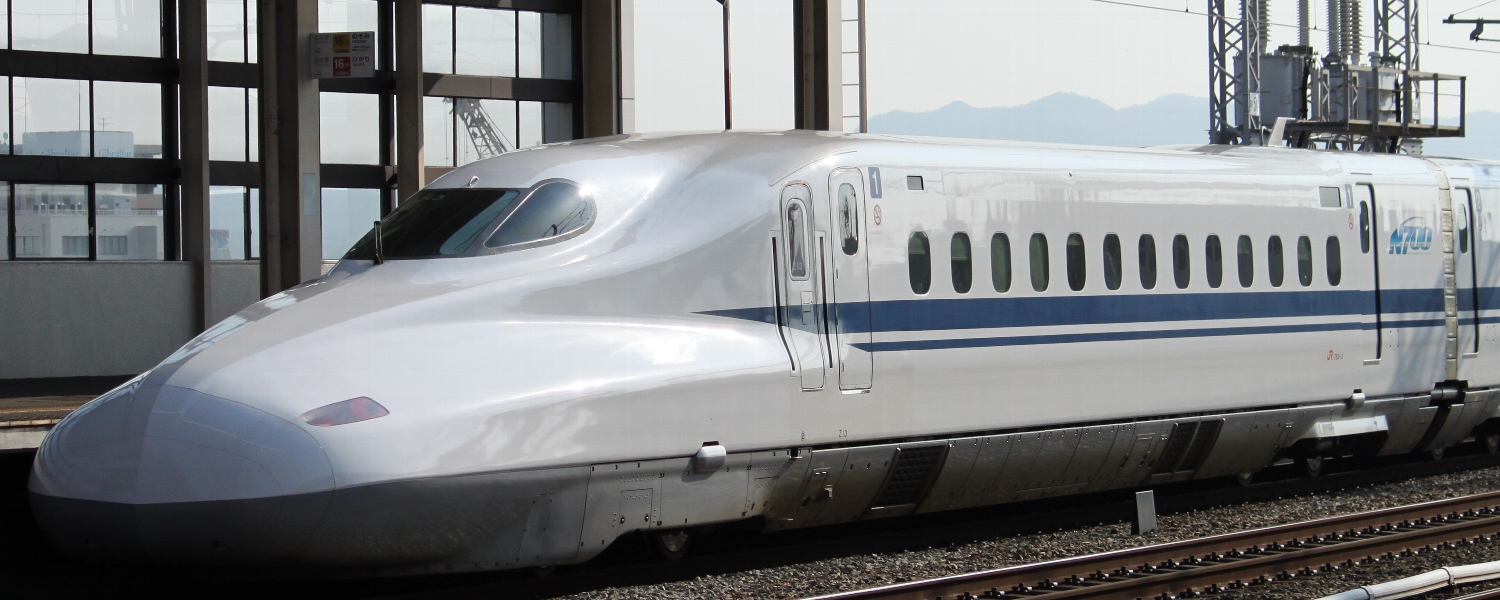
783形 (783-13) 姫路駅にて

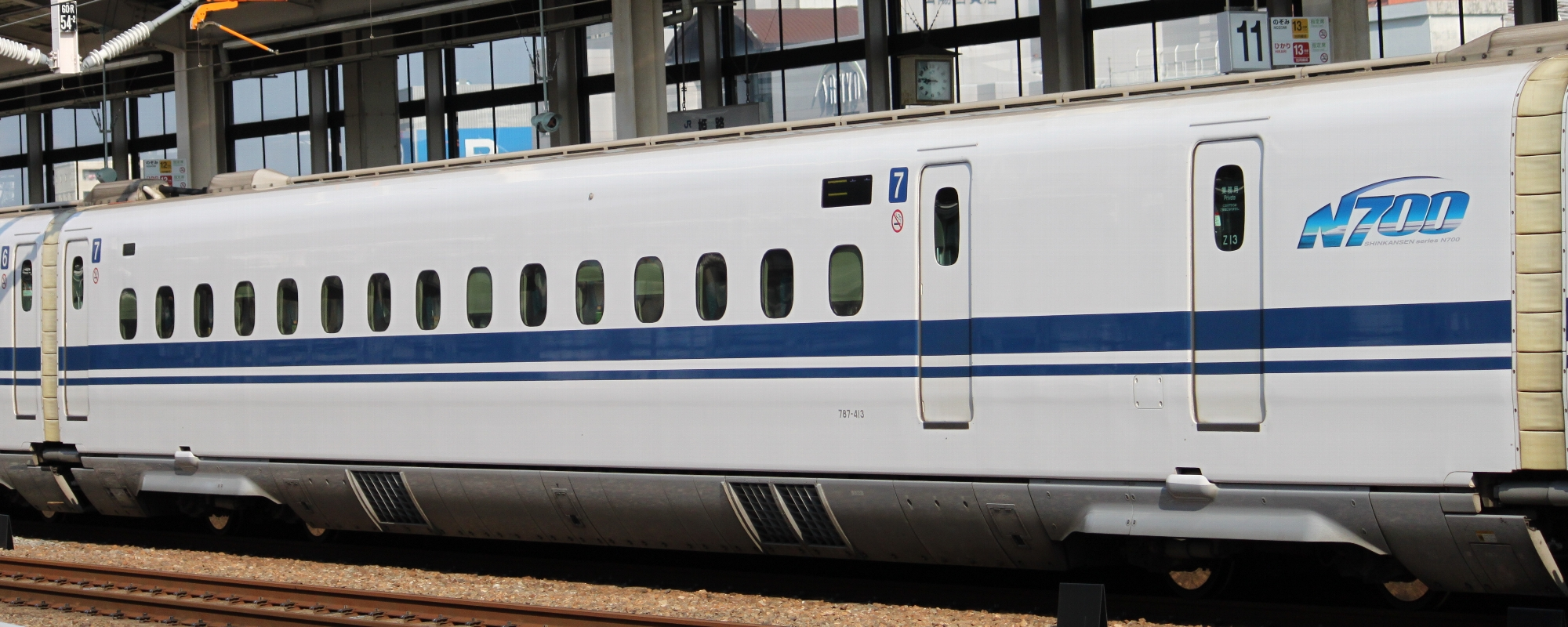
787形400番台 (787-413) 姫路駅

4両で1ユニットを構成する（TC+M2+M'+M1もしくはM1+M2+M'+M1）。
番台としては、X0編成が9000番台、Z編成量産車が0番台、N編成が3000番台、X編成が2000番台、K編成が5000番台を名乗る。Z0編成(現・X0編成)の量産車編入が行われなかったことから100系・300系・700系とは異なり、編成番号と下2桁の車両番号のずれが生じていない。

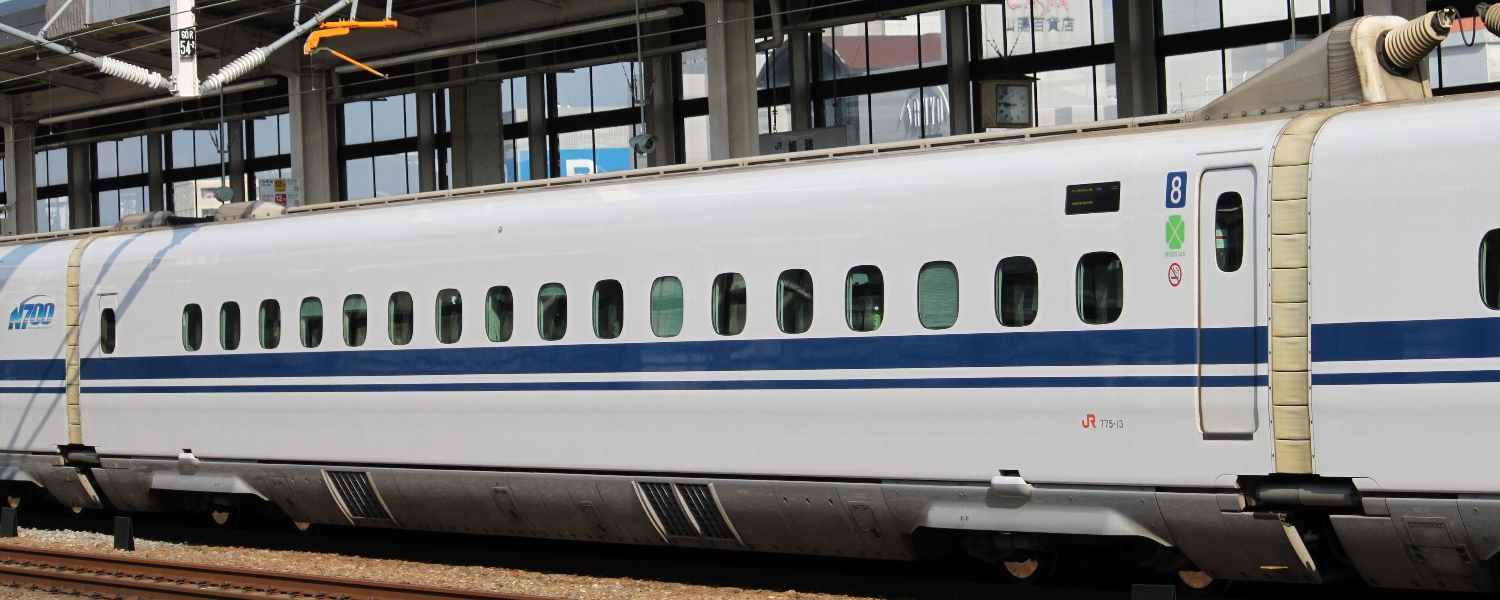
775形 (775-13) 姫路駅

| N700系16両編成 編成表・ユニット構成 |            |            |             |            |             |            |             |             |              |             |             |            |             |            |             |             |
| ← 博多東京 → |            |            |             |            |             |            |             |             |              |             |             |            |             |            |             |             |
| \| 号車 \| 1 \| 2 \| 3 \| 4 \| 5 \| 6 \| 7 \| 8 \| 9 \| 10 \| 11 \| 12 \| 13 \| 14 \| 15 \| 16 \| \| -------- \| ---------- \| ---------- \| ----------- \| ---------- \| ----------- \| ---------- \| ----------- \| ----------- \| ------------ \| ----------- \| ----------- \| ---------- \| ----------- \| ---------- \| ----------- \| ----------- \| \| 形式 \| 783形 (Tc) \| 787形 (M2) \| 786形 (M'w) \| 785形 (M1) \| 785形 (M1w) \| 786形 (M') \| 787形 (M2k) \| 775形 (M1s) \| 776形 (M1sw) \| 777形 (M2s) \| 786形 (M'h) \| 785形 (M1) \| 785形 (M1w) \| 786形 (M') \| 787形 (M2w) \| 784形 (T'c) \| \| 定員 \| 65 \| 100 \| 85 \| 100 \| 90 \| 100 \| 75 \| 68 \| 64 \| 68 \| 63 \| 100 \| 90 \| 100 \| 80 \| 75 \| \| 座席 \| 普通車 \| 普通車 \| 普通車 \| 普通車 \| 普通車 \| 普通車 \| 普通車 \| グリーン車 \| グリーン車 \| グリーン車 \| 普通車 \| 普通車 \| 普通車 \| 普通車 \| 普通車 \| 普通車 \| \| ユニット \| 1ユニット \| 1ユニット \| 1ユニット \| 1ユニット \| 2ユニット \| 2ユニット \| 2ユニット \| 2ユニット \| 3ユニット \| 3ユニット \| 3ユニット \| 3ユニット \| 4ユニット \| 4ユニット \| 4ユニット \| 4ユニット \| |            |            |             |            |             |            |             |             |              |             |             |            |             |            |             |             |
| 号車 | 1          | 2          | 3           | 4          | 5           | 6          | 7           | 8           | 9            | 10          | 11          | 12         | 13          | 14         | 15          | 16          |
| 形式 | 783形 (Tc) | 787形 (M2) | 786形 (M'w) | 785形 (M1) | 785形 (M1w) | 786形 (M') | 787形 (M2k) | 775形 (M1s) | 776形 (M1sw) | 777形 (M2s) | 786形 (M'h) | 785形 (M1) | 785形 (M1w) | 786形 (M') | 787形 (M2w) | 784形 (T'c) |
| 定員 | 65         | 100        | 85          | 100        | 90          | 100        | 75          | 68          | 64           | 68          | 63          | 100        | 90          | 100        | 80          | 75          |
| 座席 | 普通車     | 普通車     | 普通車      | 普通車     | 普通車      | 普通車     | 普通車      | グリーン車  | グリーン車   | グリーン車  | 普通車      | 普通車     | 普通車      | 普通車     | 普通車      | 普通車      |
| ユニット | 1ユニット  | 1ユニット  | 1ユニット   | 1ユニット  | 2ユニット   | 2ユニット  | 2ユニット   | 2ユニット   | 3ユニット    | 3ユニット   | 3ユニット   | 3ユニット  | 4ユニット   | 4ユニット  | 4ユニット   | 4ユニット   |

775形 (M1S) 
グリーン席を備える中間電動車。
0,3000,2000,5000番台
Z・N・X・K編成8号車として使用。車掌室、業務用室、ラゲージスペース（ともに博多寄り）を備え、主変換装置・空気圧縮機・補助電源装置などを搭載する。定員68名。
9001
X0編成8号車として使用。乗務員室、業務用室、ラゲージスペース（ともに博多寄り）を備え、主変換装置・空気圧縮機・補助電源装置などを搭載する。定員68名。
776形 (M1Sw) 
グリーン席を備える中間電動車。
0.3000,2000,5000番台
Z・N・X・K編成9号車として使用。便所、洗面所（ともに東京寄り）、公衆電話・乗務員室・業務用室（ともに博多寄り）を備え、主変換装置・空気圧縮機・補助電源装置などを搭載する。定員64名。
9001
X0編成9号車として使用。便所、洗面所（ともに東京寄り）、ラゲージスペース（博多寄り）を備え、主変換装置、空気圧縮機、補助電源装置などを搭載する。定員64名。
777形 (M2S) 
グリーン席を備える中間電動車。
0,3000,2000,5000番台
Z・N・X・K編成10号車として使用。業務用室、喫煙ルーム（ともに東京寄り）、ラゲージスペース（博多寄り）などを備え、主変換装置を搭載する。定員68名。
9001
X0編成10号車として使用。車掌室（東京寄り）、ラゲージスペース（博多寄り）などを備え、主変換装置を搭載する。定員68名。
783形 (TC) 
普通席を備える制御付随車。Z・N・X・K編成1号車として使用。博多向き運転台、便所・洗面所を備え、空気圧縮機などを搭載する。定員65名。シートピッチは1,023 mm。
784形 (T'C)
普通席を備える制御付随車。Z・N・X・K編成16号車として使用。東京向き運転台を備え、空気圧縮機などを搭載する。定員75名。シートピッチは1,023 mm。JR東海の本形式の内50両には、関ケ原地区を走行中に車体に付着した雪の状況を撮影する車載カメラが設置されており、総合指令所にリアルタイムに画像が送られ、冬季の安定輸送の確保に資している。
785形 (M1,M1w)
普通席を備える中間電動車。
0,3000,2000,5000番台 (M1)
Z・N・X・K編成4号車として使用。公衆電話を備え、主変換装置・空気圧縮機・補助電源装置などを搭載する。定員100名。
9001 (M1)
X0編成4号車として使用。自動販売機を備え、主変換装置・空気圧縮機・補助電源装置などを搭載する。定員100名。
300,3300,2300,5300番台、9301 (M1w)
Z・N・X・K編成5号車として使用。便所・洗面所を備え、主変換装置・空気圧縮機・集電装置などを搭載する。定員90名。
500,3500,2500,5500番台、9501 (M1w)
Z・N・X・K編成13号車として使用。便所・洗面所を備え、主変換装置・空気圧縮機などを搭載する。定員90名。
600,3600,2600,5600番台、9601 (M1)
Z・N・X・K編成12号車として使用。公衆電話を備え、主変換装置・空気圧縮機・補助電源装置・集電装置などを搭載する。定員100名。

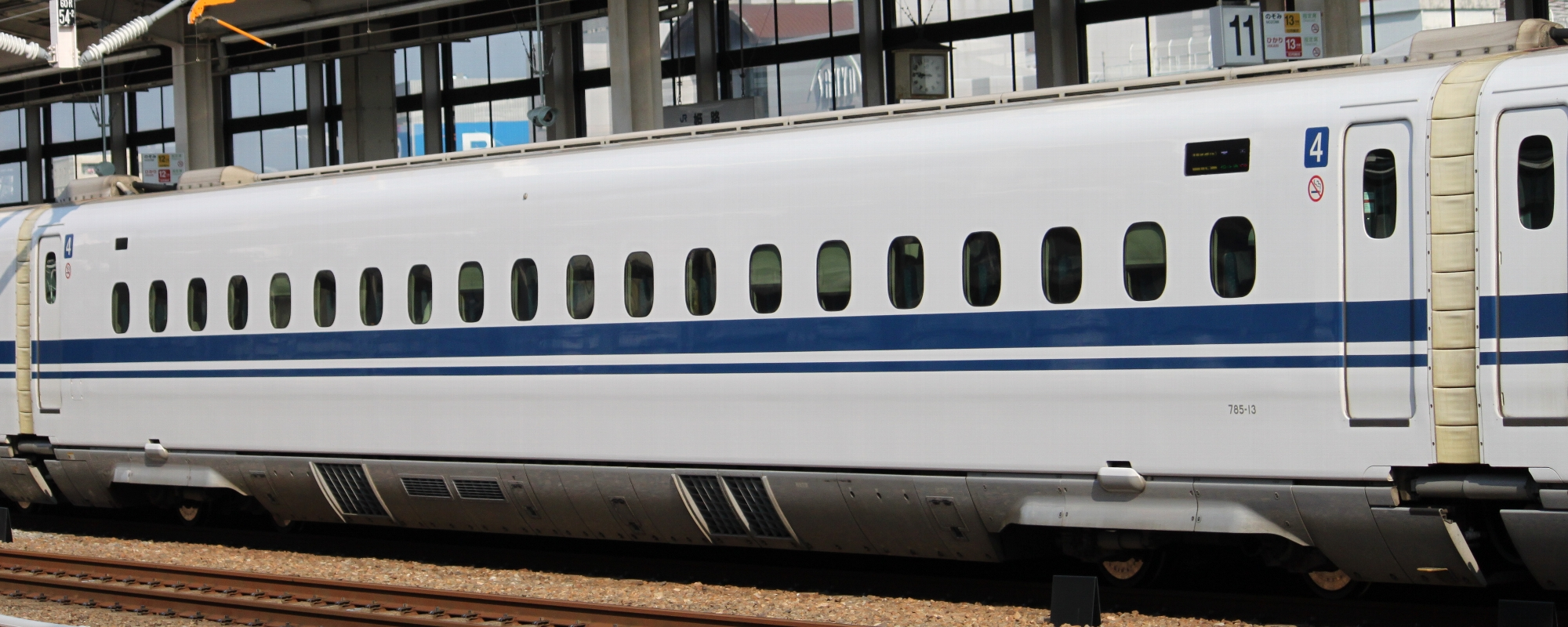
785形0番台 (785-13) 姫路駅
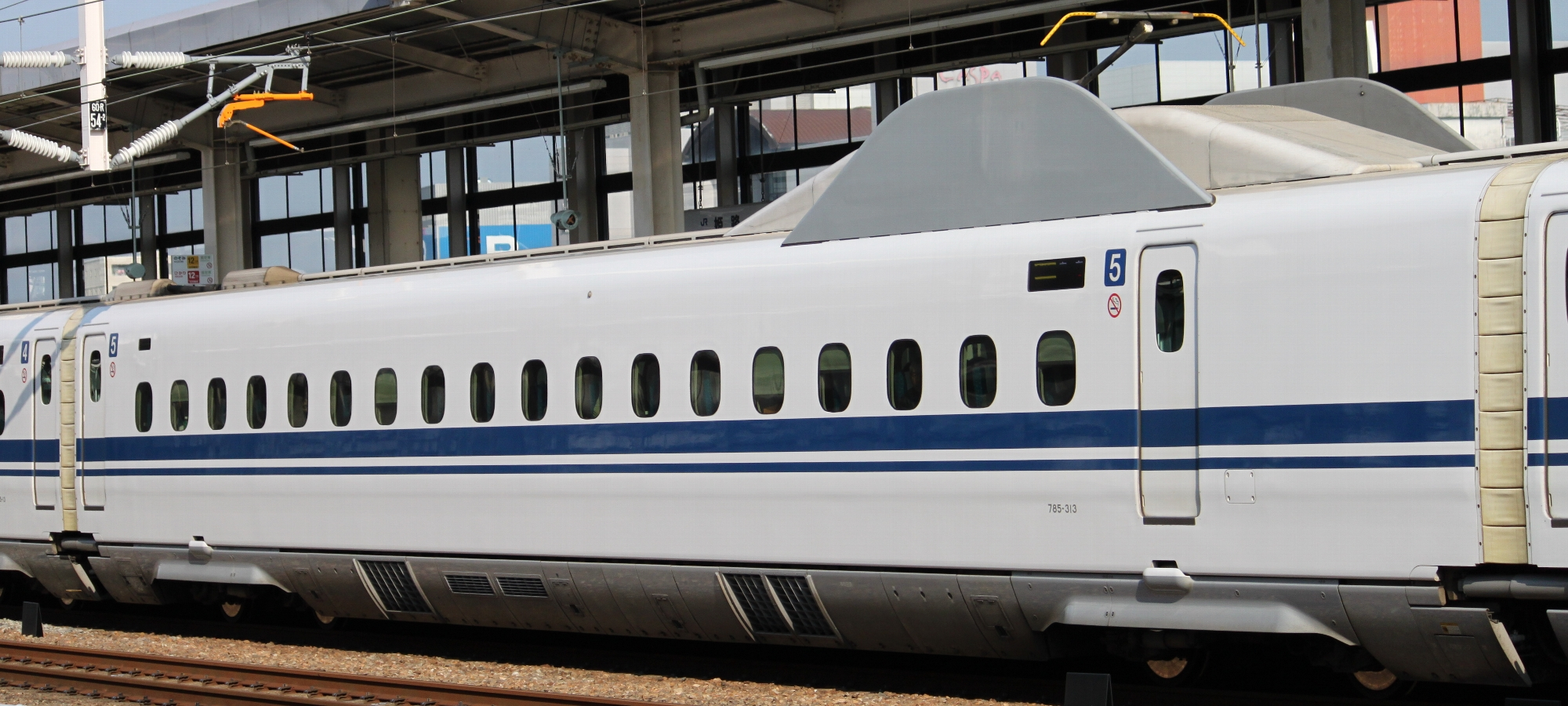
785形300番台 (785-313) 姫路駅
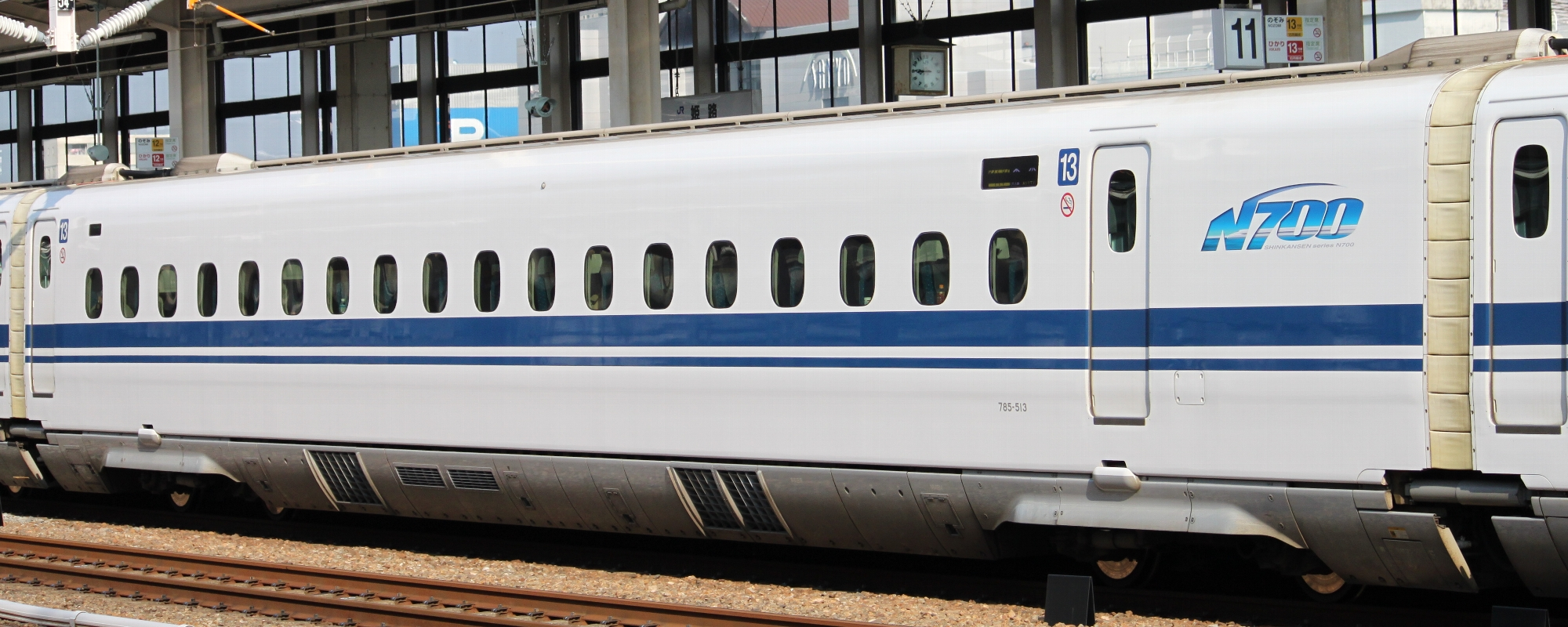
785形500番台（785-513）姫路駅
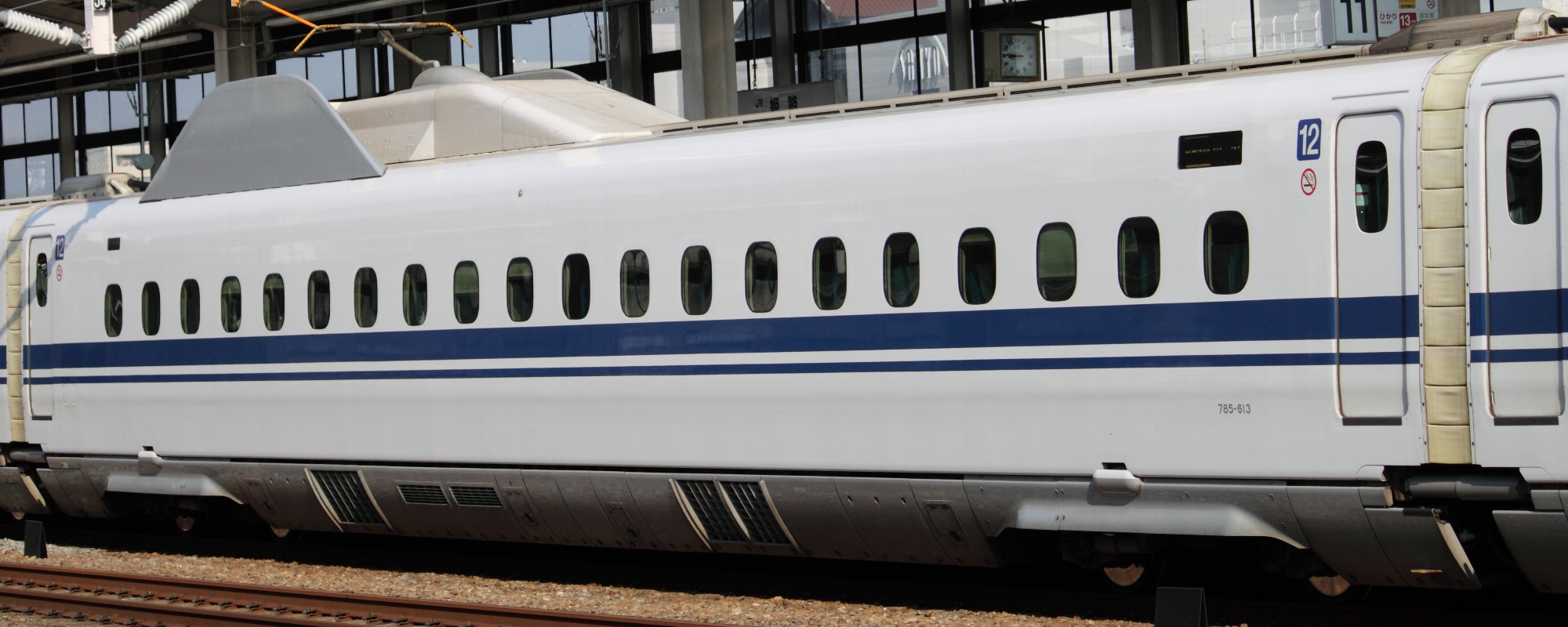
785形600番台 (785-613) 姫路駅

786形 (M',M'w,M'h)
普通席を備える中間電動車。主変圧器を搭載する。
0,3000,2000,5000番台 (M')
Z・N・X・K編成6号車として使用。自動販売機などを備える。定員100名。
9001 (M')
X0編成6号車として使用。公衆電話などを備える。定員100名。
200,3200,2200,5200番台 (M')
Z・N・X・K編成14号車として使用。定員100名。
9201 (M')
X0編成14号車として使用。自動販売機を備える。定員100名。
500,3500,2500,5500番台 (M'w)
Z・N・X・K編成3号車として使用。便所・洗面所（ともに東京寄り）、喫煙ルーム（博多寄り）などを備える。定員85名。
9501 (M'w)
X0編成3号車として使用。便所・洗面所（ともに東京寄り）、公衆電話（博多寄り）などを備える。定員85名。
700,3700,2700,5700番台、9701 (M'h)
Z・N・X・K編成11号車として使用。便所・洗面所・多目的室・車椅子対応設備・車販準備室・自動販売機などを備える。定員63名。

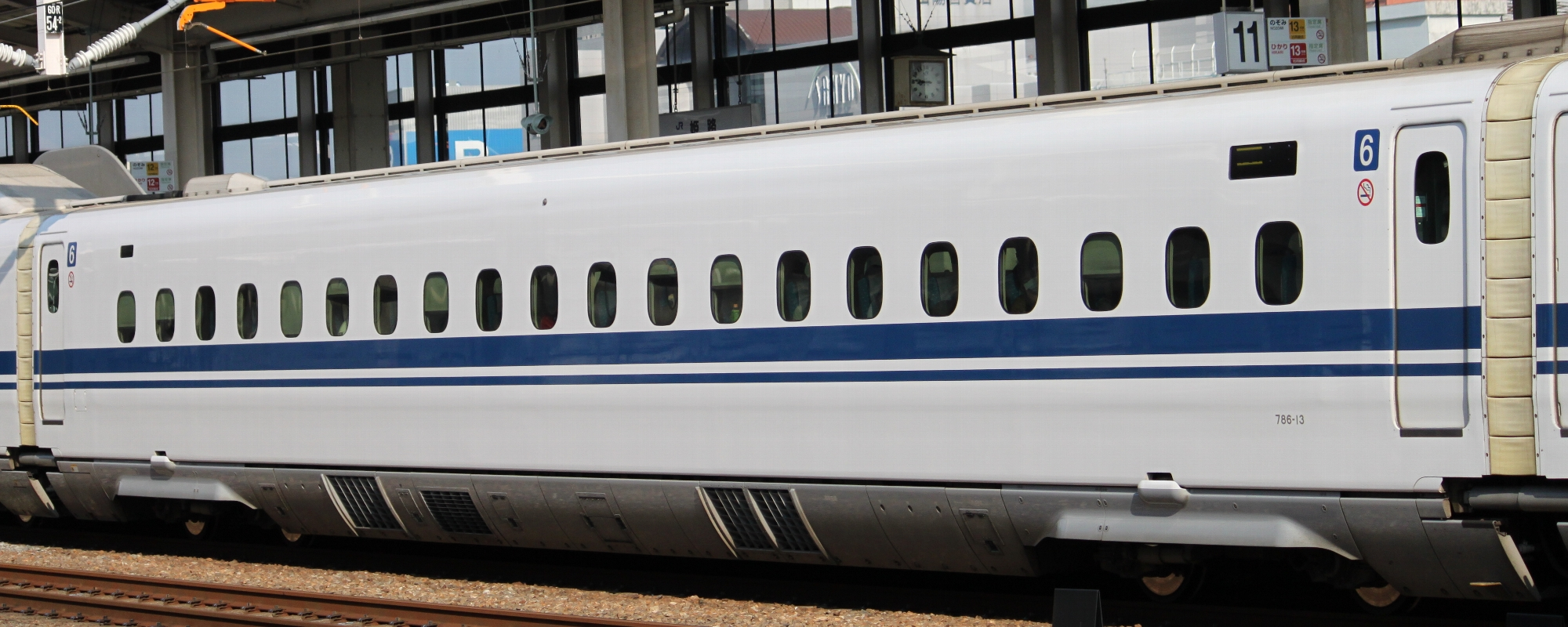
786形0番台 (786-13) 姫路駅
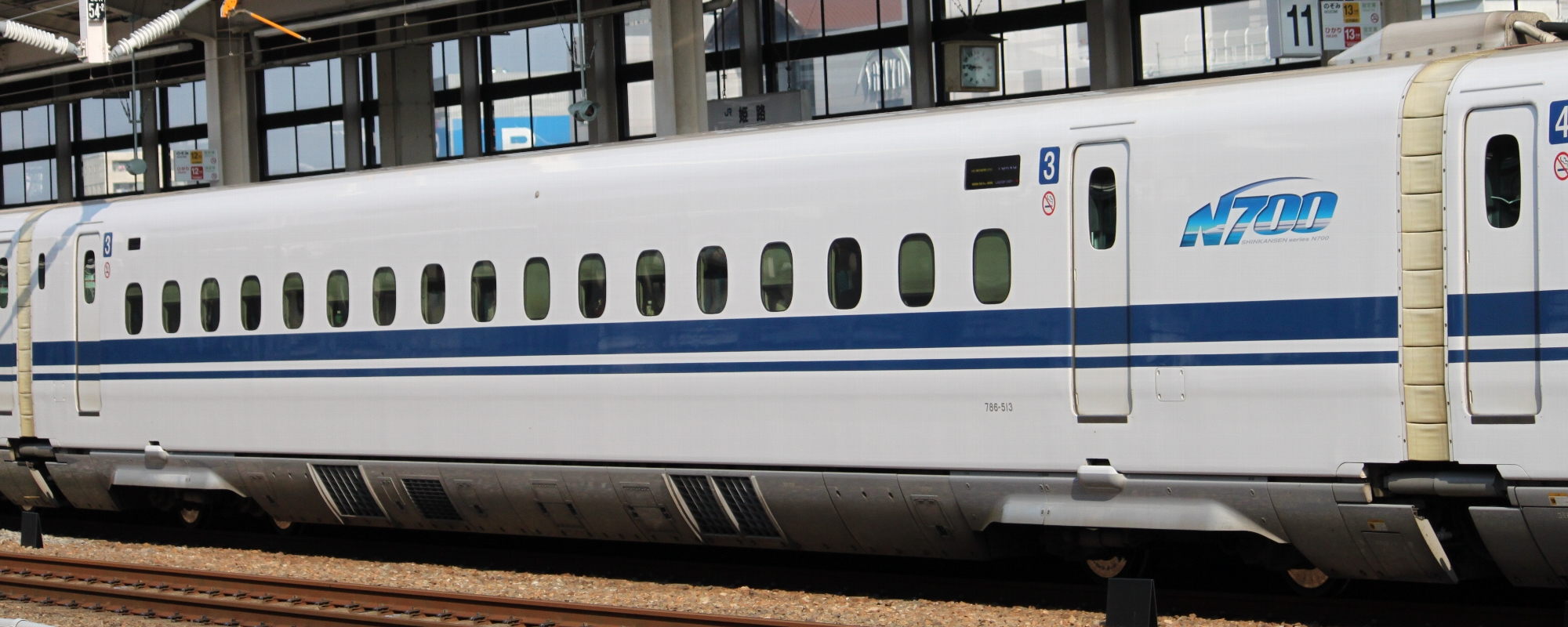
786形500番台 (786-513) 姫路駅
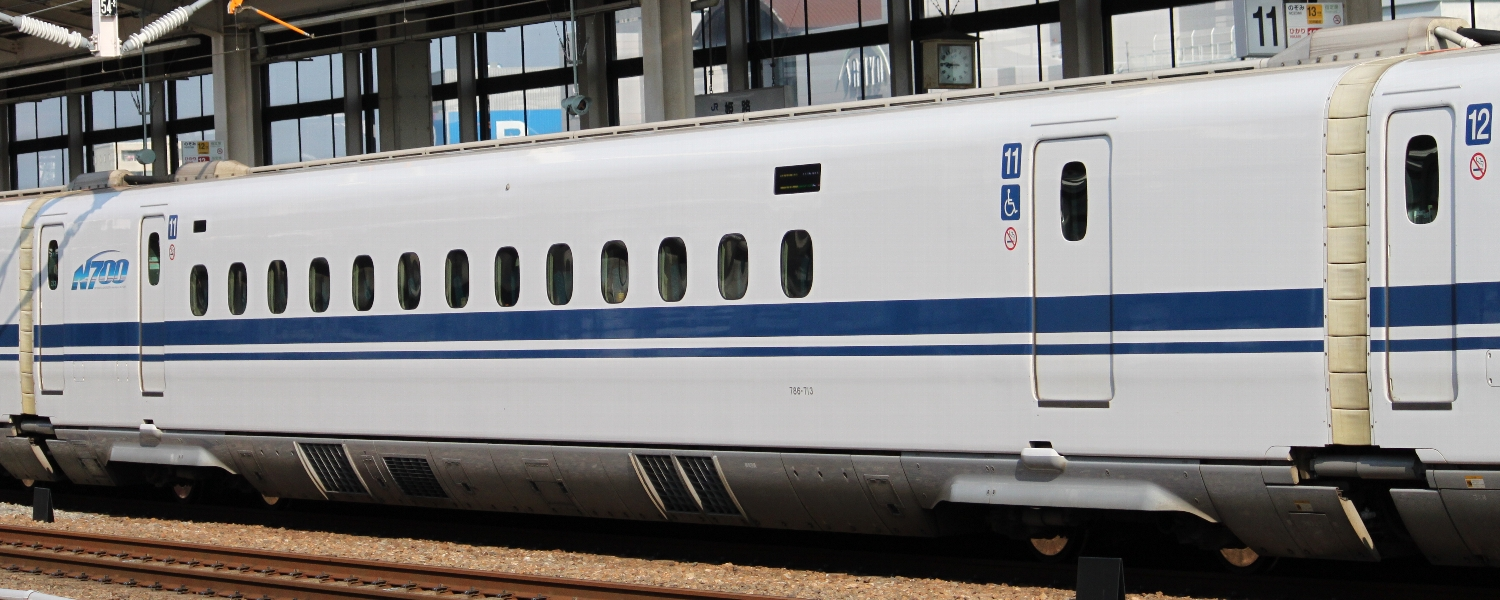
786形700番台 (786-713) 姫路駅

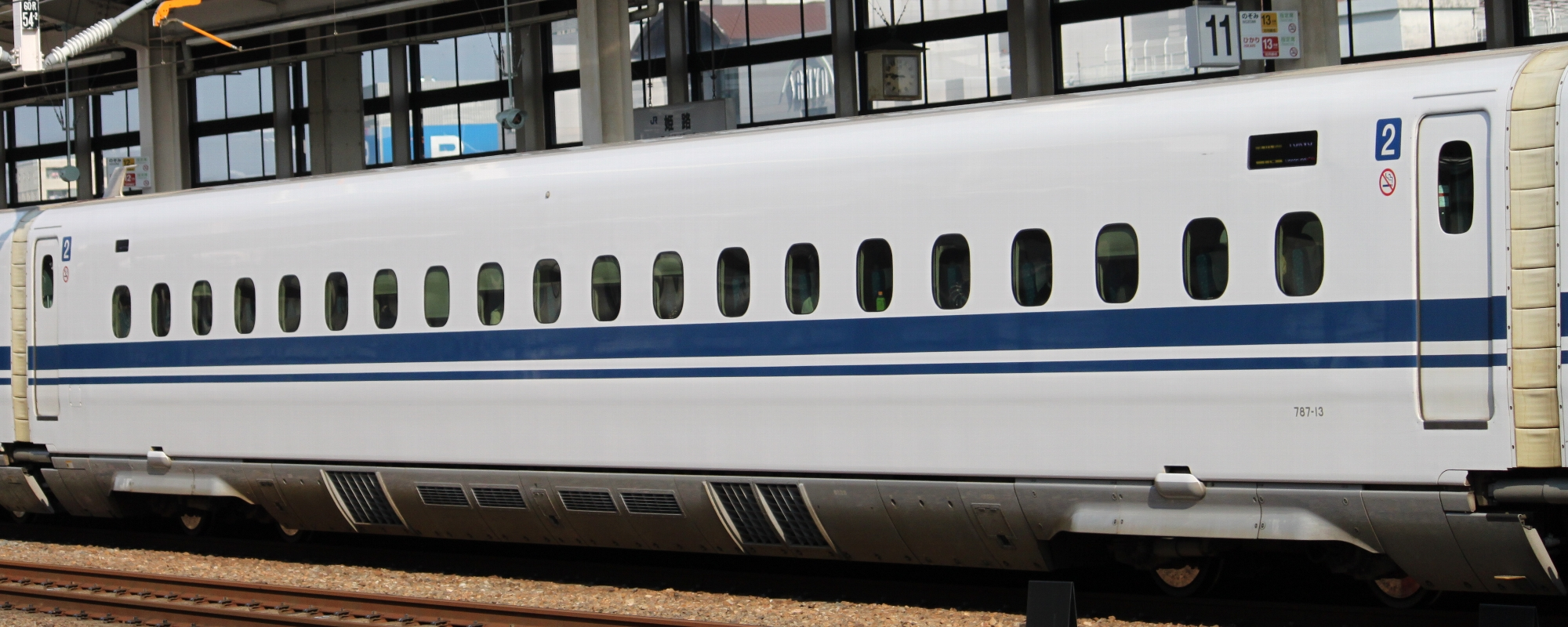
787形0番台 (787-13) 姫路駅

787形 (M2,M2K,M2w) 
普通席を備える中間電動車。主変換装置を搭載する。
0,3000,2000,5000番台 (M2)
Z・N・X・K編成2号車として使用。定員100名。
9001 (M2)
X0編成2号車として使用。自動販売機を備える。定員100名。
400,3400,2400,5400番台 (M2K) 
Z・N・X・K編成7号車として使用。便所・洗面所・喫煙ルーム・車販準備室（ともに東京寄り）などを備える。定員75名。
9401 (M2K)
X0編成7号車として使用。東京寄りに便所・洗面所・自動販売機などを備える。定員75名。
500,3500,2500,5500番台、9501 (M2w)
Z・N・X・K編成15号車として使用。便所・洗面所・喫煙ルーム・公衆電話を備える。定員80名。

### G・F編成（N700A）
2011（平成23）年5月、JR東海は700系の老朽取り替え車として改良型となるN700系1000番台（通称「N700A」、「A」はAdvanced〈アドバンスト、「進歩」の意の形容詞〉の頭文字）を投入することを発表。2012（平成24）年8月21日に落成第1編成が公開された。現行の0・3000番台をベースとしているため、外観もほぼ同じであるが、安全性・定時制の確保、環境性能・乗り心地の観点から多くのマイナーチェンジが行われている。X・K編成との区別から「ラージA」とも呼ばれている。営業運転開始は2013年2月8日。JR西日本も2013年11月に自社所属車両の投入を開始した。
主な改善点は以下の通り。
車体構造
- キャリパー式車輪ディスクブレーキのブレーキディスクのボルト締結方式を、内周締結式から中央締結式に変更することで、制動距離を削減（700系比で20 %、N700系比で10 %の短縮）[93][94]。
- 台車振動検知システムの採用[注 26][94]。
- 車体傾斜装置の動作範囲を曲線半径5,000 m未満の曲線にまで拡大することにより乗り心地を改善し[95]、曲線部における最高運転速度を向上（半径2,500 mで275 km/h、半径3,000 mから4,500 mでも動作させて285 km/h）[96]
- リサイクル性の観点から、台車カバーをステンレス製に変更[97]。
- 電動車両全車の主変換装置を、走行中に受ける床下の走行風を利用して半導体素子の冷却を行い、小型軽量化を図ったブロアレス主変換装置（TCI101）に統一[97][98]。
  - 原設計は東芝が担当[99]。性能を落とすことなく、N700系のブロワレス主変換装置（TCI100）と比べて容積比75 %、質量比85 %となる小型軽量化を達成[注 27][99][注 28]。
- モニタ中央装置と各車両のモニタ端末機を接続する通信回線伝送容量を100 Mbpsから1 Gbpsに向上させ、新たに搭載されたモニタ幹線データ記録装置に対応[99]。
- ATC情報を活用した定速走行装置を搭載[94]。

接客設備
- 従来はグリーン車のみに採用されていた吸音床構造を普通車にも採用。さらに、グリーン車の内壁には新たに制振パネルを搭載することで、一層の静音化を図っている。
- 座席の模様を薄い色に変更し「普通車はより明るく、グリーン車はより落ち着いた」雰囲気とした[100]。
- 座席の背もたれのヘッドレストの改良。
- トイレや洗面室の電灯を、利用者が来ると明るくなる、調光機能付きLED照明に変更。従来のN700より車内照明の電力を2割削減した[100]。
- 自動販売機の廃止（2013年末投入分より）[101]。
- 扉上のドア開閉予告灯装着（従来のN700には付いていないため、車内からでは座席の柄の変更と共に相違点がある唯一の存在）。
- デッキに乗務員と通話できる緊急通報装置を設置。

外観上の区別のため、車体横にはAdvancedの「A」をあしらったロゴマークが刻まれる。編成記号はG 。また2019年度最終増備車（G47 - G51編成）では、3号車および15号車外の喫煙ルームの窓がなく、外見で判別できる。
営業運転開始は2013年2月8日。一番列車は「のぞみ203号（G3編成）」と「のぞみ208号（G2編成）」で、東京駅と新大阪駅においてそれぞれ出発式が行われた。N700Aは限定運用ではなく、G編成はZ・X編成と、F編成はN・K編成とそれぞれ共通運用が組まれている。当初は東海道区間のみの運用だったが、2013年3月16日ダイヤ改正より山陽新幹線への乗り入れも開始された。編成一覧の通り、JR西日本製造分を含め、製造メーカーから関西2社（川崎重工業と近畿車輛）が外れている。
JR東海は、2012年度に6編成、2013年に7編成の計13編成を投入して700系を置き換えた。費用は2011年計画時の概算で660億円。
JR西日本も、2013年11月下旬にN700A（N700系4000番台）を1編成投入した。編成記号はF 。また2019年度の最終増備車(F18 - F24)では、3号車および15号車外の喫煙ルームの窓がなく、外見で判別できる。
増備に伴う改造
さらに、JR東海は2014（平成26）年度から2016（平成28）年度末にかけ毎年度6編成ずつ、計18編成を追加投入した。費用は2013年2月における計画発表時の概算で880億円である。新たにトイレ便座に温水洗浄機能を加えられた。これにより2016年度末にはN700Aが31編成、N700改造車（元Z編成）が80編成となり、同社の新幹線車両全体の8割以上がN700Aタイプとなった。JR西日本も2014年11月のプレスリリースのとおり、2015年度、2016年度に4編成ずつ投入した。
JR東海は、2016（平成28）年度から2019（令和元）年度にかけて計20編成を追加投入し、2019年度末にはすべての車両をN700Aタイプとした（2015年10月に計画発表）。続いて、JR西日本も、2017（平成29）年度から2019年度にかけて15編成を追加投入した（2016年12月計画発表）。
費用はJR東海の場合、車両の製造費・改造費で1040億円。これらの編成の主な改善点は以下の通り。
- 新たなブレーキライニングの開発により、地震ブレーキの停止距離を従来のN700Aタイプと比較して約5 %短縮
- パンタグラフの状態監視機能の追加
- 台車振動検知システムの強化
- ATC状態監視機能の強化

既存のN700Aタイプにもこれらの機能を反映させる改造工事が2017年度から2019年度にかけて行われた。
N700S投入以降の改造
JR東海は、2021（令和3）年度から2023（令和5）年度までの計画で保有するN700Aタイプに対し、N700Sの一部機能を追加する改造工事を実施した。計画期間中に廃車予定となる編成を除く86編成を改造の対象とした。これらの編成の主な改善点は以下の通り。
- N700Sで採用しているブレーキシステムを搭載（地震ブレーキの停止距離をN700Aタイプ（3次車）比で約5 %短縮）
- 異常時に乗客が指令所の係員とも通話できる「車内通話装置」の客室両端部への設置拡充
- 車両で稼働する機器の状態監視機能の強化

改造工事は当初の計画よりも若干遅れたが、2024（令和6）年6月に対象全編成で完了した。
JR西日本も、2024（令和6）年度から2026（令和8）年度にかけて保有するN700Aタイプ40編成に対し、N700Sの一部機能を反映する改造を行うことを発表し、安全性・安定性を向上させるとしている。主な改造内容は以下の通り。
- ATCとブレーキシステムの改良により、地震時のブレーキの停止距離をN700Aタイプから約5 %短縮
- 車両の状態監視機能を強化（大容量のデータ通信を実現することにより、これまで以上に詳細な機器データの取得・分析が可能）
- パンタグラフやブレーキ装置の摩耗部品の長寿命化を図り、メンテナンスコストを削減

なお、改造予定の40編成のうちN700Sの追加新造で捻出される14編成については、上記の改造を施した上で8両編成に短縮し、山陽新幹線内で運用されている500系・700系7000番台の置き換えに充当する方針が2024年に明らかにされている（詳細後述）。
2025年4月1日時点では、K3、K16、F8、F9、F13、F15、F23の合計7編成の改良工事が完了している。

#### 編成一覧（G・F編成）
時速300 kmで姫路駅を通過するG13編成。左が1号車（博多方）。横スクロールで16号車まで表示可能。

### 運用（16両編成）

#### 運用の変遷
| ダイヤ改正    | のぞみ | ひかり | こだま | 所属編成（JR東海）                                     | 所属編成（JR東海）                             | 所属編成（JR東海）                                                     | 所属編成（JR西日本）         | 所属編成（JR西日本）                                            | 所属編成（JR西日本） | 備考 |
| ダイヤ改正    | のぞみ | ひかり | こだま | Z編成                                                  | X編成                                          | G編成                                                                  | N編成                        | K編成                                                           | F編成                | 備考 |
| ------------- | ------ | ------ | ------ | ------------------------------------------------------ | ---------------------------------------------- | ---------------------------------------------------------------------- | ---------------------------- | --------------------------------------------------------------- | -------------------- | --- |
| 2007年7月1日  | 8      | 0      | 0      | Z1 - Z5                                                |                                                |                                                                        | N1                           |                                                                 |                      | N700系0番台（Z編成）・3000番台（N編成）登場                                                                                  |
| 2008年3月15日 | 41     | 2      | 4      | Z1 - Z16                                               | N1 - N8                                        |                                                                        |                              |                                                                 |                      | |
| 2009年3月14日 | 81     | 5      | 2      | Z1 - Z32                                               | N1 - N9                                        |                                                                        |                              |                                                                 |                      | |
| 2010年3月13日 | 120    | 7      | 7      | Z1 - Z48                                               | N1 - N14                                       | 500系が定期「のぞみ」から撤退 東海道・山陽直通「のぞみ」のN700系化完了 |                              |                                                                 |                      | |
| 2011年3月12日 | 149    | 7      | 7      | Z1 - Z64                                               | N1 - N16                                       |                                                                        |                              |                                                                 |                      | |
| 2012年3月17日 | 163    | 18     | 18     | Z1 - Z80                                               | N1 - N16                                       | 300系引退 定期「のぞみ」のN700系化完了                                 |                              |                                                                 |                      | |
| 2013年3月16日 | 163    | 19     | 26     | Z1 - Z80                                               | G1 - G6                                        | N1 - N16                                                               | N700系1000番台（G編成）登場  |                                                                 |                      | |
| 2014年3月15日 | 163    | 39     | 41     | Z1 - Z5, Z15 - Z35, Z37, Z48 - Z64, Z66, Z67, Z79, Z80 | X6 - X14, X36, X38 - X47, X65, X68 - X78       | G1 - G13                                                               | N1 - N3, N6 - N12, N14 - N16 | K4, K5, K13                                                     | F1                   | N700系4000番台（F編成）登場 N700系0番台（Z編成）→2000番台（X編成）改造開始 N700系3000番台（N編成）→5000番台（K編成）改造開始 |
| 2015年3月14日 | 164    | 44     | 43     | Z1 - Z5, Z33，Z35, Z37, Z64， Z66, Z67                 | X6 - X32, X34，X36, X38 - X63, X65， X68 - X80 | G1 - G19                                                               | N6，N7, N9, N11, N16         | K1 - K4, K5, K8, K10, K12 - K15                                 | F1                   | |
| 2016年3月26日 | 164    | 47     | 48     |                                                        | X1 - X80                                       | G1 - G25                                                               |                              | K1 - K16                                                        | F1 - F5              | N700系0番台（Z編成）→2000番台（X編成）改造完了 N700系3000番台（N編成）→5000番台（K編成）改造完了                             |
| 2017年3月4日  | 164    | 65     | 50     | X1 - X80                                               | G1 - G31                                       | K1 - K16                                                               | F1 - F9                      | 東海道新幹線における定期「ひかり」のN700系化完了                |                      | |
| 2018年3月17日 | 164    | 65     | 63     | X1 - X80                                               | G1 - G39                                       | K1 - K16                                                               | F1 - F12                     |                                                                 |                      | |
| 2019年3月16日 | 164    | 65     | 78     | X1 - X80                                               | G1 - G45                                       | K1 - K16                                                               | F1 - F17                     |                                                                 |                      | |
| 2020年3月14日 | 164    | 65     | 85     | X1 - X80                                               | G1 - G51                                       | K1 - K16                                                               | F1 - F22, F24                | 700系が東海道新幹線での営業運転を終了                           |                      | |
| 2020年7月1日  | 164    | 65     | 85     | X1 - X80                                               | G1 - G51                                       | K1 - K16                                                               | F1 - F24                     | N700S系登場（N700系と共通運用）                                 |                      | |
| 2021年3月13日 | 155    | 62     | 79     | X1- X11, X18，X20, X21, X23- X80                       | G1 - G51                                       | K1 - K16                                                               | F1 - F24                     | N700系2000番台（X編成）廃車開始、N700S系増備に伴う 運用本数削減 |                      | |
| 2022年3月12日 | 155    | 62     | 79     | X7- X11, X18，X20, X21, X30- X80                       | G1 - G51                                       | K1 - K16                                                               | F1 - F24                     |                                                                 |                      | |
| 2023年3月18日 | 138    | 56     | 70     | X18,X20, X21, X30- X38, X40,X42, X49- X80              | G1 - G51                                       | K1 - K16                                                               | F1 - F24                     | N700系2000番台（X編成）の廃車、N700S系増備に伴う 運用本数削減   |                      | |

2009年度末までに東京駅 - 博多駅間運転の定期「のぞみ」すべてを含む110本以上、2011年度末までにすべての「のぞみ」が本系列での運転とされた。これにより、共通運用していた500系は編成を16両から8両に短縮して「こだま」に、700系は順次「ひかり」「こだま」にそれぞれ転用され、300系・100系を逐次置き換えた。

##### 2007年7月1日ダイヤ改正
2007年7月1日「のぞみ」で運転開始（東京駅 - 博多駅間：下り2本・上り3本、品川駅 - 博多駅間：下り1本、東京駅 - 新大阪駅間：1往復）。その後、N700系の増備に伴い、700系や500系で運転されていた「のぞみ」を順次置き換えた。

##### 2008年3月15日ダイヤ改正
東京駅 - 博多駅間の「のぞみ」の毎時1本がN700系で運行される。
定期列車としては初めて「ひかり」2本に充当されるなど、上下合計で43本の「のぞみ」「ひかり」が本系列で運転されるようになった。また小倉駅 - 博多駅間の「こだま」2往復にも間合い運用として充当されるようになった。さらに同年5月27日から順次「のぞみ」での運用が増加し、同日から翌年2月にかけて30本の「のぞみ」運用を置き換えた。また、2008年10月1日より「ひかり」での運用1本が新たに追加。また、山陽新幹線の「こだま」1往復にて300系の代走として一部の日に充当された。

##### 2009年3月14日ダイヤ改正
上下合計88本の「のぞみ」「ひかり」「こだま」がN700系で運転される。特に、東京駅 - 広島駅間と東京駅 - 博多駅間の「のぞみ」の1本ずつの毎時2本がN700系で運行される。さらに、同年4月28日から順次「のぞみ」での運用が増加し、同日から翌年3月にかけて28本の「のぞみ」運用を置き換え、500系は「のぞみ」運用から撤退した。また、2009年10月2日以降、「ひかり」での運用が同日から12月にかけて2本追加された。
過密ダイヤの影響で、これまで高速化による所要時間短縮の恩恵は早朝・深夜の列車にしか得られていなかったが、この改正で全日においてN700系専用のダイヤが組まれ、若干ではあるもののデータイムにもその恩恵がもたらされることとなった。当時の本系列による東京駅 - 博多駅間直通「のぞみ」は、日中でも東京駅 - 新大阪駅間を4駅停車しながら従来の3駅停車「のぞみ」の一部と同等の2時間33分で結び、日中「のぞみ」の標準到達時間を延ばすことなく品川駅と新横浜駅の両駅に全列車を停車させることができた。

##### 2010年3月13日ダイヤ改正
東海道・山陽新幹線を直通するすべての定期「のぞみ」101本がN700系で運転されている。また、博多駅 - 小倉駅・新下関駅間の「こだま」にも1往復ずつ充当される。

##### 2017年3月4日ダイヤ改正
東海道・山陽新幹線を直通または東海道新幹線内で完結するすべての定期「ひかり」がN700系化。また、山陽新幹線内の新ATC導入に伴い、速度向上と到達時間短縮が図られる。合わせて東海道新幹線内の「こだま」もN700系使用列車が2本増加。

##### 2020年3月14日ダイヤ改正
東海道新幹線区間内がすべての列車がN700系化。

##### 2020年7月1日（N700S営業運転開始）
N700系の後継となるN700Sが営業運転を開始。東海道区間内の一部の列車がN700Sに置き換えられる（但し、N700系とN700Sは共通運用され、N700Sによる運用が予め指定された列車はない）。

#### 事故・事件からの復旧
2015年6月30日に「のぞみ225号」が新横浜 - 小田原間を走行中に男が1号車に放火・焼身自殺し（東海道新幹線火災事件）、X59編成のうちダメージが酷かった1号車の783-2059が廃車になった。その後日本車輌製造で2代目となる783-2059が代替新造され、2016年7月25日に試運転が行われ、7月30日の「のぞみ205号」から営業運転に復帰した。前照灯などは1000番台に準じたマイナーチェンジが行われているが、連結編成の仕様に合わせられている。

### 投入スケジュール
2006年5月26日のJR東海・JR西日本両社の発表では、投入計画は以下のとおりとされた。
- 2007(平成19)年度：23編成 …東海15、西日本8
- 2008(平成20)年度：17編成 …東海16、西日本1
- 2009(平成21)年度：14編成 …東海11、西日本3
- 計：54編成 …東海42、西日本12

費用はJR東海が約2000億円、JR西日本が約600億円である。その後、営業運転開始後の好調と増備によるさらなる地球環境への貢献を図るため、2009年度以降にも追加投入され、合計で1,500両以上が製造されることとなった。
- 2007(平成19)年度：24編成 …東海16 (+1) 、西日本8
- 2008(平成20)年度：17編成 …東海16、西日本1
- 2009(平成21)年度：21編成 …東海16 (+5) 、西日本5 (+2)
- 2010(平成22)年度：18編成 …東海16、西日本2
- 2011(平成23)年度：16編成 …東海のみ
- 計：96編成…東海80・西日本16 ( ) は当初計画からの増加。Z0編成を含めた場合だと、97編成…東海81・西日本16

追加投入の費用はJR東海が約1,800億円、JR西日本が約200億円で、総額はJR東海が約3,800億円、JR西日本が約800億円となる。
2012年3月17日ダイヤ改正で「のぞみ」定期列車がすべて本系列での運行に置き換えられ「ひかり」「こだま」への充当も増やされ東海道新幹線の定期列車の約64％が本系列で運転されている。
2012年度からは、1000番台「N700A」の投入が開始された（前述）。続いてJR西日本も2012年12月21日に2013年12月頃に1編成の投入を発表した。また、2014年11月19日に、2015年度と2016年度に8編成の追加投入を発表した。
- 2012(平成24)年度：6編成 …東海のみ
- 2013(平成25)年度：8編成 …東海7、西日本1
- 2014(平成26)年度：6編成 …東海のみ
- 2015(平成27)年度：10編成 …東海6、西日本4
- 2016(平成28)年度：10編成 …東海6、西日本4

2015年10月には、JR東海が2016年度から2019年度にかけて計20編成を追加投入し、2019年度末にはすべての車両がN700Aタイプになると発表した。続いてJR西日本も2016年12月21日に2017年度から2019年度にかけて15編成の追加投入を発表した。
これらの編成は、新しいブレーキライニングを装備し従来のN700Aよりも地震ブレーキの停止距離が約5 %短縮される他、パンタグラフの状態監視機能の追加、台車振動検知システムの強化、ATC状態監視機能の強化などが行われ、既存のN700・N700Aもこれらの機能を反映させる改造工事が2017年度から2019年度にかけて行われる。費用はJR東海の場合、車両の製造費・改造費で1040億円。
- 2016(平成28)年度：1編成 …東海のみ
- 2017(平成29)年度：10編成 …東海7、西日本3
- 2018(平成30)年度：13編成 …東海7、西日本6
- 2019(平成31/令和元)年度：11編成 …東海5、西日本6

## 山陽・九州新幹線用の編成
山陽・九州新幹線直通運転用として製造され、2011年に投入されたN700系は、1編成が8両で構成されており、6号車がグリーン車・普通車の合造車、ほかの車両は普通車である。前述のとおり、東海道・山陽新幹線用の編成と仕様が大きく異なる点が複数存在する。

### 車体構造
主要構造はZ・N編成と同じアルミニウム合金製ダブルスキン構造を採用している。更なる騒音低減のために、車体天井中央部にある特高圧引通線の覆いを車体屋根中央部の型材と一体化構造とし、引通線自体は型材内を貫通する構造としている。
4 - 5号車間には、異常時の回路切り離しが可能な特高圧引き通しケーブルヘッドが装備されている。そのケーブルヘッドの傾斜角が騒音との兼ね合いで5度となっており、Z・N編成のものとは形状が異なる。そのため全周幌とケーブルが接近し、絶縁間隔の確保ができないため4 - 5号車間の全周幌の天井部分が欠き取られている。

#### 塗装
ボディカラーには陶磁器の青磁を連想させる白藍色■を使用し、紺藍色■と金色■の側面ラインが1本入っている。
両先頭車両と奇数号車の側面にはロゴマークが貼り付けられている。これはJR西日本とJR九州が相互協力して山陽・九州新幹線の乗り入れを実現することを、手を携えて交わるような曲線で表現している。ただし車体の左右ではロゴのアルファベットの位置が異なる（どちらもKYUSHUの文字が下り方に、WEST JAPANの文字が上り方になるように描かれている）。

### 主要機器
Z・N編成をベースに、勾配対応のための全電動車編成とし、九州区間での35 ‰勾配の上りでのユニットカット起動を可能とするために引張り力を増加させることで、勾配起動を可能としている。また、短編成化による冗長性の確保のため、ユニット解放時の限流値増機能を有する。
最高速度はZ・N編成と同じく300 km/hで、九州新幹線内は現状260 km/hとなっている。

#### 電源・制御機器
主変圧器は、単相外鉄形送油風冷式（定格容量5,650 kVA）を採用し、小型・軽量化を図っている。
主変換装置は、3レベルPWMコンバータ+3レベルVVVFインバータで構成されている。内蔵されたブロアでの冷却による強制風冷沸騰冷却方式を採用し、車体側面から制御機器を引き出して点検可能な構造とした WPC204 を搭載する。
主電動機はWMT207, WMT208, WMT209を搭載する。WMT207 は中間車両用、WMT208 は高周波ノイズ低減対策として回路にコアを挿入した先頭車両連結面用、WMT209 は高周波ノイズ対策のコアとATCノイズ対策としてシールドカバーとジッパーチューブを取り付けた先頭車両運転台寄り用である。

#### 台車
JR九州の検修設備の関係で500系や700系E・B編成、800系の台車をベースにしたボルスタレス台車「WDT208」を搭載している。これは軸箱支持方式を軸梁式とし、軸箱側端部と台車枠との間に軸ダンパが装備されている。駆動方式も全車WNドライブを採用しているが、車体傾斜装置は東海道区間へは乗り入れないため未搭載であり、準備工事に留めている。
特徴としては下記のような点が挙げられる。
- 軸受け性能を向上させるために車軸の軸受けのサイズを直径130 mmに拡大[131][注 34]
- 軸受けの荷重分布を最適化するために軸箱体の形状を変更[131]
- WN駆動部の塵除けを水除けに変更することで、火山灰が多い九州区間（特に桜島を抱える鹿児島県内）での防塵性能を強化[131]
- セミアクティブダンパを搭載[131]

### 保安装置
東海道区間・山陽区間・九州区間で列車無線の仕様が異なるため、そのすべてに対応した設備となっている。
また自動列車制御装置 (ATC) は、導入当初は東海道・九州区間においてデジタルATC（ATC-NS、KS-ATC）、山陽区間においてアナログATC（ATC-1型）であったため、それぞれに対応する設計となった。東海道区間には営業運転での乗り入れはないが、鳥飼車両基地への回送と山陽区間の将来のATC-NS化を考慮し設置された。なお、2017年2月19日に山陽区間（博多南線含む）がすべてデジタルATC（ATC-NS）化されている。

### 車内設備
編成は、グリーン車（6号車の半室で定員24名）・普通車指定席（4 - 8号車で計282名）・自由席（1 - 3号車で計240名）からなり、車内はいずれも木目調のデザインが用いられて落ち着きのある内装となっている。喫煙ルームの設置や6号車の半室グリーン車化による定員の減少を最小限に抑えるべく、室内機器配置の最適化が行われた。
7号車には車椅子対応座席を備えており、便洗設備も広めの設計としている。そのほか、3・7号車には喫煙ルームを、5号車には女性専用トイレとパウダールームを、3号車には2号車寄りデッキ部に16両編成では廃止された飲料の自動販売機をそれぞれ設置している。
また、車内チャイムはS編成はN編成と同様の『いい日旅立ち』、R編成が向谷実作曲によるオリジナルのチャイムを使用する。R編成では、博多駅・熊本駅・鹿児島中央駅発着時は特別にアレンジされたチャイムが鳴る。

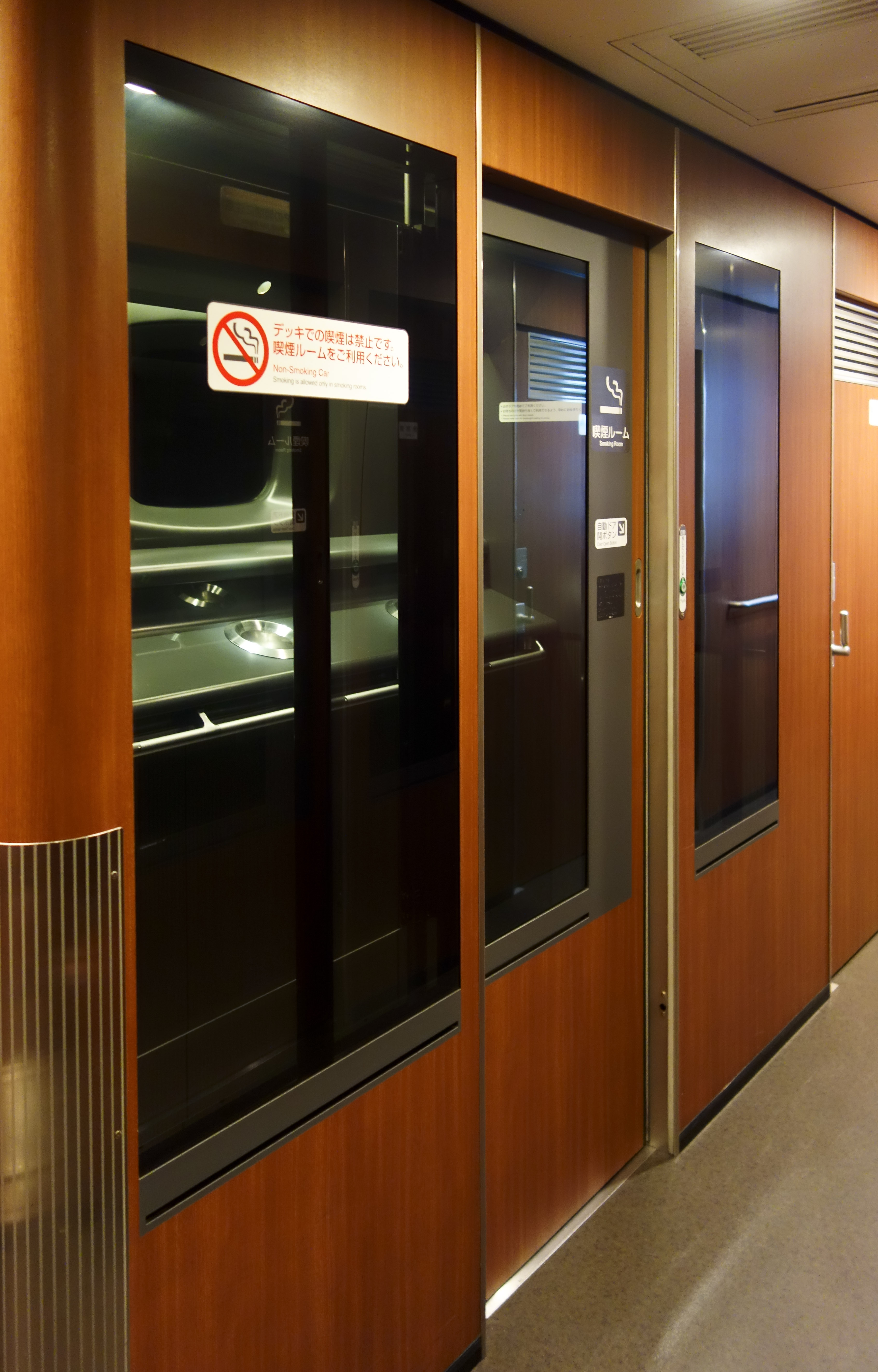
喫煙ルーム（外観）（2024年3月15日をもって使用停止）
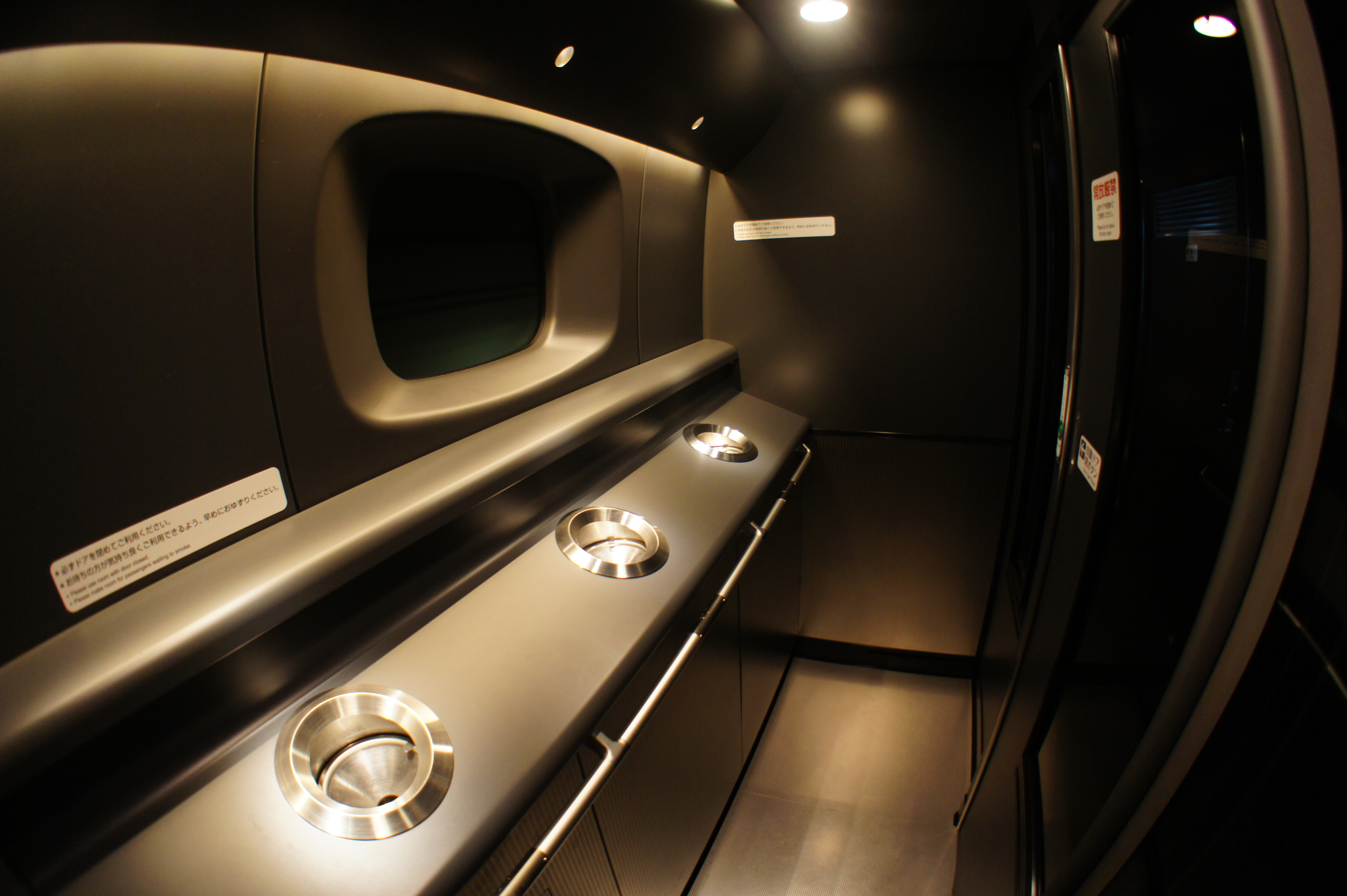
喫煙ルーム（内部）（2024年3月15日をもって使用停止）
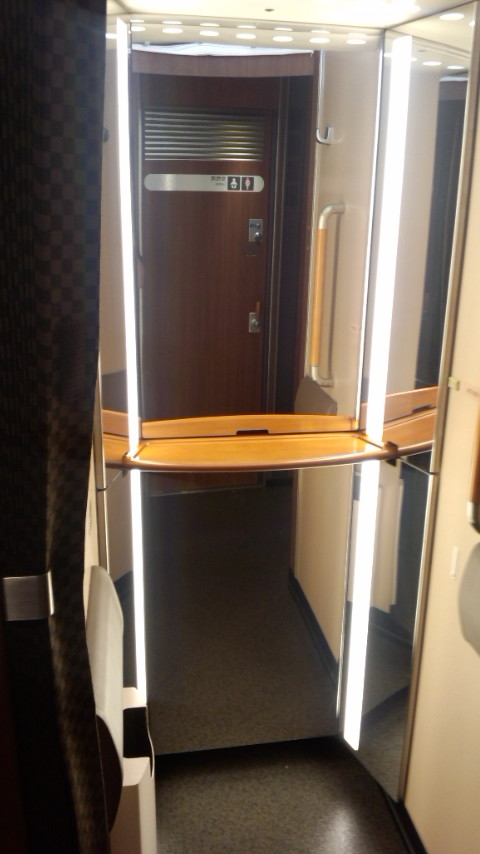
パウダールーム

#### 客室
| 項目         | 普通車自由席                                    | 普通車指定席                  | グリーン席                                                            |
| ------------ | ----------------------------------------------- | ----------------------------- | --------------------------------------------------------------------- |
| シートピッチ | 1,040 mm                                        | 1,040 mm                      | 1,160 mm                                                              |
| シート幅     | 430 mm（D・E席） 440 mm（A・C席） 460 mm（B席） | 460 mm                        | 475 mm                                                                |
| シート配列   | 2列+3列                                         | 2列+2列                       | 2列+2列                                                               |
| 付帯設備     | 背面テーブル                                    | 背面テーブル ドリンクホルダー | 背面テーブル インアームテーブル レッグレスト LED読書灯 オーディオ設備 |

客室内はホワイトベージュを基調とした布目調とし、グリーン車は仕切り壁と荷棚先端部は古代桜調の木目化粧シート張りとなっている。通路部の絨毯には紫紺色と金茶色の花唐草紋様や蔦柄を取り入れている。普通車自由席の仕切り壁と荷棚先端部は若桜調の木目化粧シート張り、指定席の仕切り壁と荷棚先端部は朱桜調の木目化粧シート張りとなっている。
座席はグリーン車と普通車指定席は通路を挟んで左右各2列、自由席は2列+3列の配置である。普通車のシートピッチは1,040 mmに統一されているため、両先頭車の座席列数がZ・N編成と比べて1列ずつ減少している。そのため、両先頭車の側窓が1つ少なくなっている。
普通車自由席はZ・N編成普通席をベースとしている。モケットの基本色は3列側が「縹色」、2列側が「茜色」とし、表面の柄は市松模様を主体としている。
普通車指定席はモケットの色は濃菜種色をベースとし、遠山紋をアレンジした紋様を採用した。背面テーブルなどに木目調の木材を採用。座席中央の肘掛が可動化されている。座席の寸法は700系「ひかりレールスター」の指定席「サルーンシート」と同様肘掛の幅も大きく取られており、実効的な座席幅は600 mm以上とグリーン席並みの基本寸法を有している。
グリーン席は、Z・N編成グリーン席で新たに搭載されたシンクロリクライニング機構にエアシリンダー駆動によるレッグレストを新たに搭載し、ピローを取り付けるなどして実効座席幅がほぼ同じである普通車指定席との差別化を図っている。モケットには濃紫紺色の花唐草模様の平織生地を採用し、テーブルなどに木目調の木材を使用している。
東海道・山陽新幹線を走るN700同様、グリーン車全席と、指定席・普通席の前後方と窓側にパソコンや携帯電話を充電するためのAC電源が備わっている。網棚は奥行きが400 mm。高さは手前が390 mm、弧を描きながら低くなり最奥部では250 mmになる。
また、N700系グリーン車のオーディオ設備はかつてラジオを聞くことができたが、2013年をもって廃止されている。

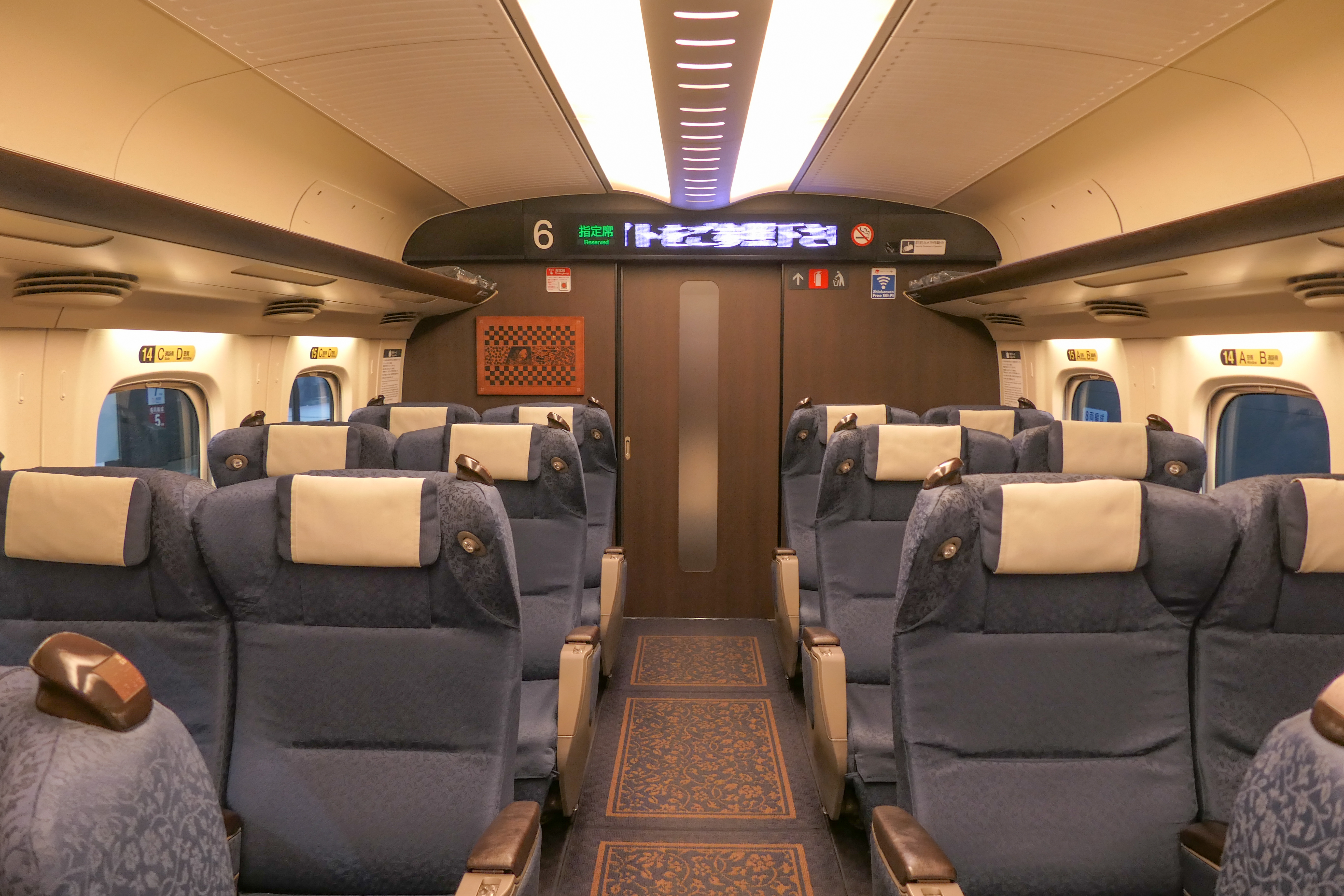
グリーン席（6号車）
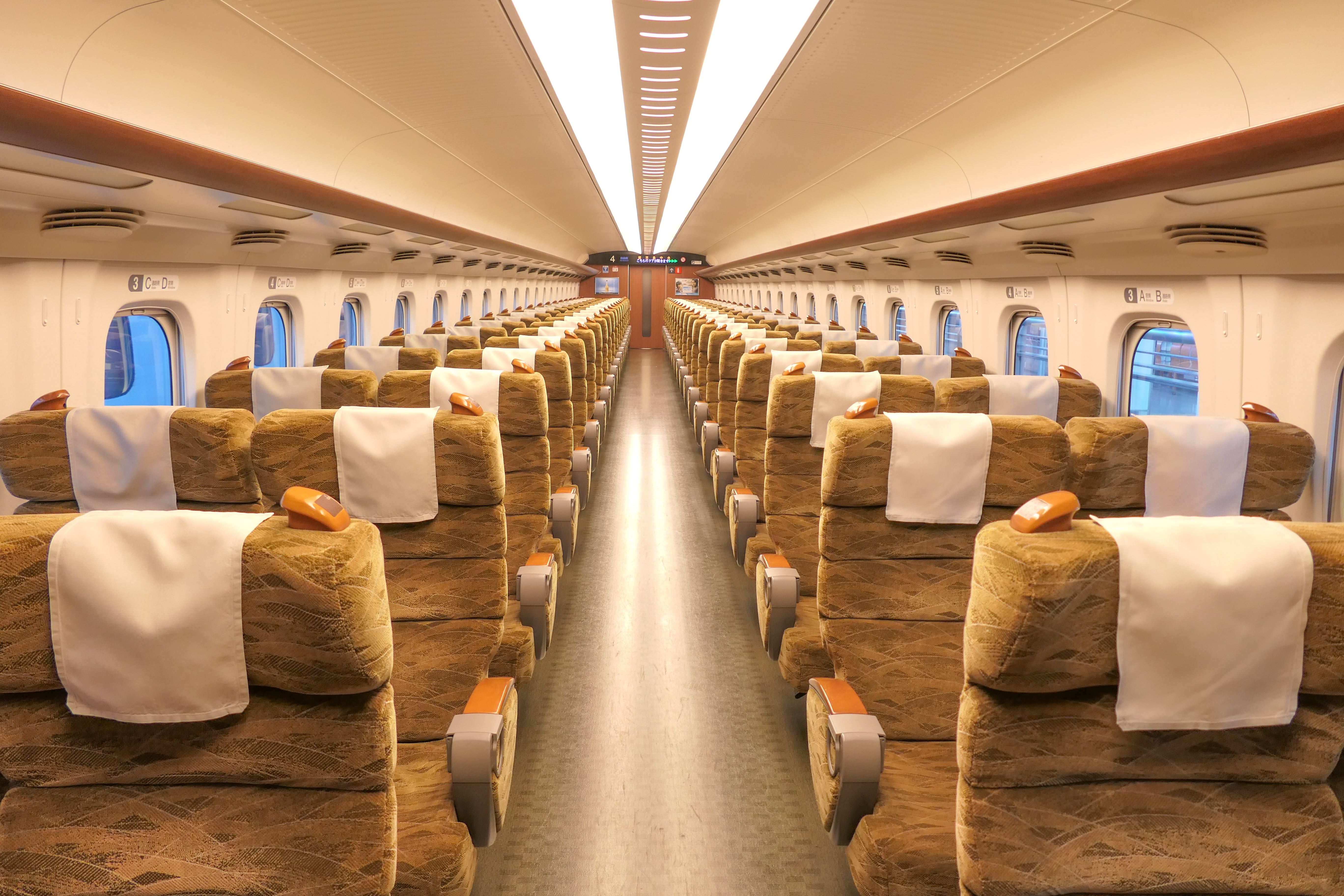
普通車指定席（4 - 8号車）
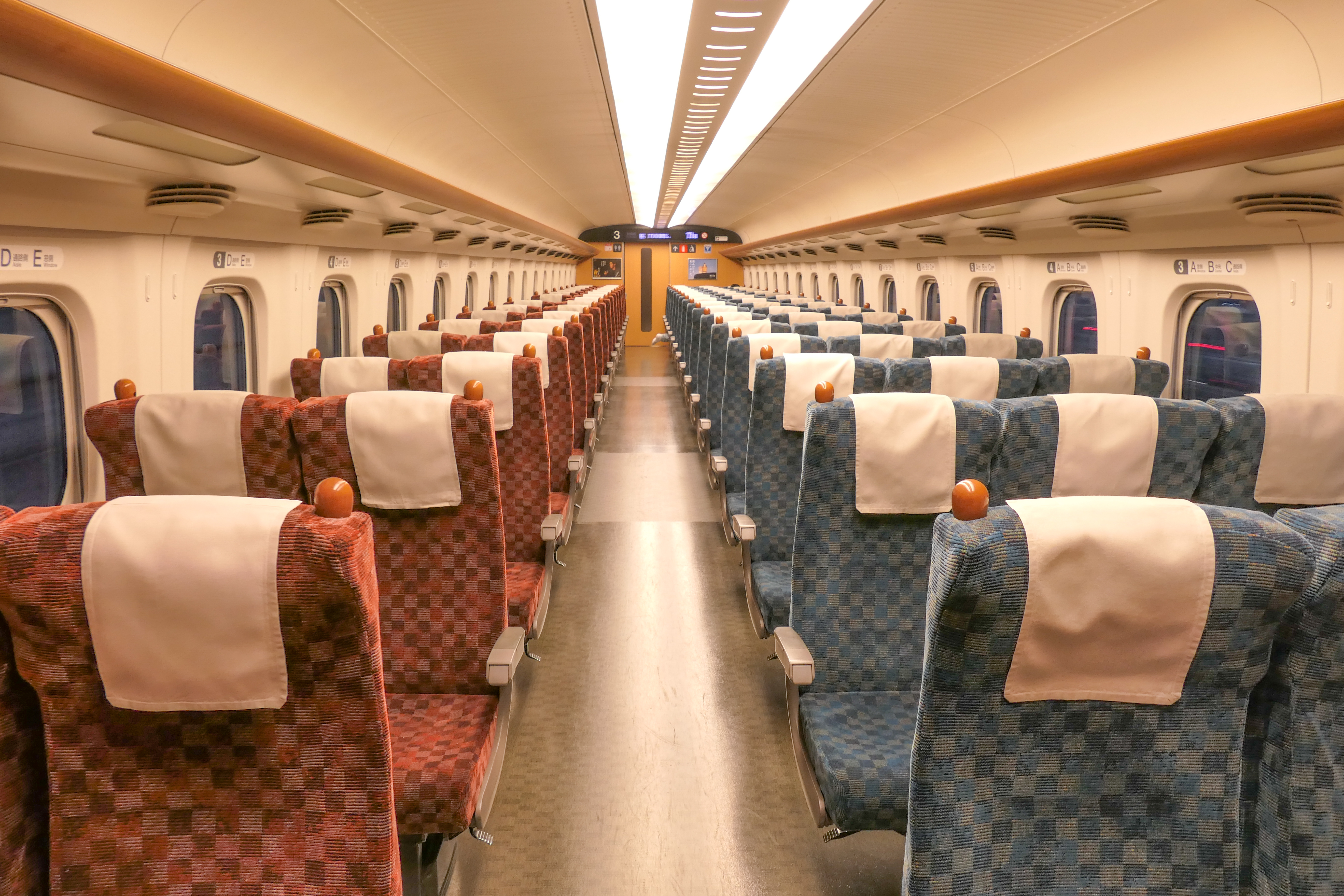
普通車自由席（1 - 3号車）
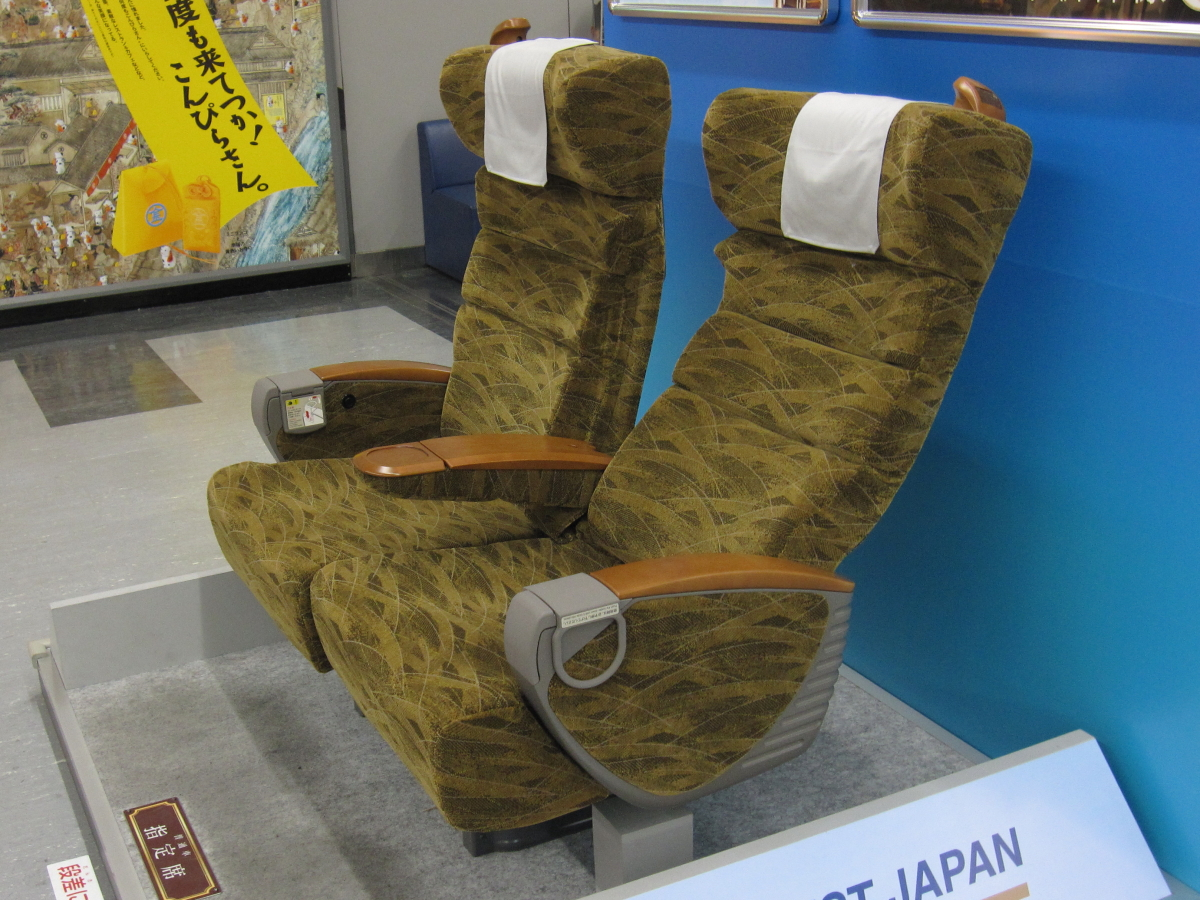
普通車指定席用座席

### 形式・車種
番台としてはJR西日本のS編成が7000番台、JR九州のR編成が8000番台を名乗っており、車両の仕様やカラーリングは同じだが、車体側面に描かれたJRのロゴが前者がブルー、後者がレッドで描かれているのが相違点である。4両で1ユニット (Mc+M1+M'+M2) を構成し、M'車に主変圧器、M1,M2車に主変換装置を2台ずつ搭載している。本番台区分に属する各形式名とその車種は以下のとおり。編成定員はS編成・R編成ともに546名。
766形 (M'hS)
グリーン席と普通席を備える中間電動車。6号車として使用。車掌室を備え、主変圧器・補助電源装置などを搭載する。定員60名（グリーン席24名・普通席36名）。
781形 (MC)
普通席を備える制御電動車。1号車として使用。鹿児島中央向き運転台、便所・洗面所を備え、空気圧縮機などを搭載する。定員60名。
782形 (M'C)
普通席を備える制御電動車。8号車として使用。新大阪向き運転台、公衆電話を備え、空気圧縮機、補助電源装置などを搭載する。定員56名。
786形7000, 8000番台 (M')
普通席を備える中間電動車。3号車として使用。公衆電話・便所・洗面所（ともに新大阪寄り）、喫煙ルーム・自動販売機（鹿児島中央寄り）などを備え、主変圧器、補助電源装置などを搭載する。定員80名。
787形 (M2,M2w)
普通席を備える中間電動車。主変換装置を搭載する。
7000, 8000番台 (M2)
4号車として使用。空気圧縮機などを搭載する。定員80名。
7500, 8500番台 (M2w)
5号車として使用。便所・洗面所・パウダールームを備える。定員72名。
788形 (M1)
普通席を備える中間電動車。主変換装置を搭載する。
7000, 8000番台
2号車として使用。定員100名。
7700, 8700番台
7号車として使用。便所・洗面所・車椅子対応設備・多目的室（ともに新大阪寄り）、喫煙ルーム・車販準備室・自動販売機（鹿児島中央寄り）などを備える。定員38名。

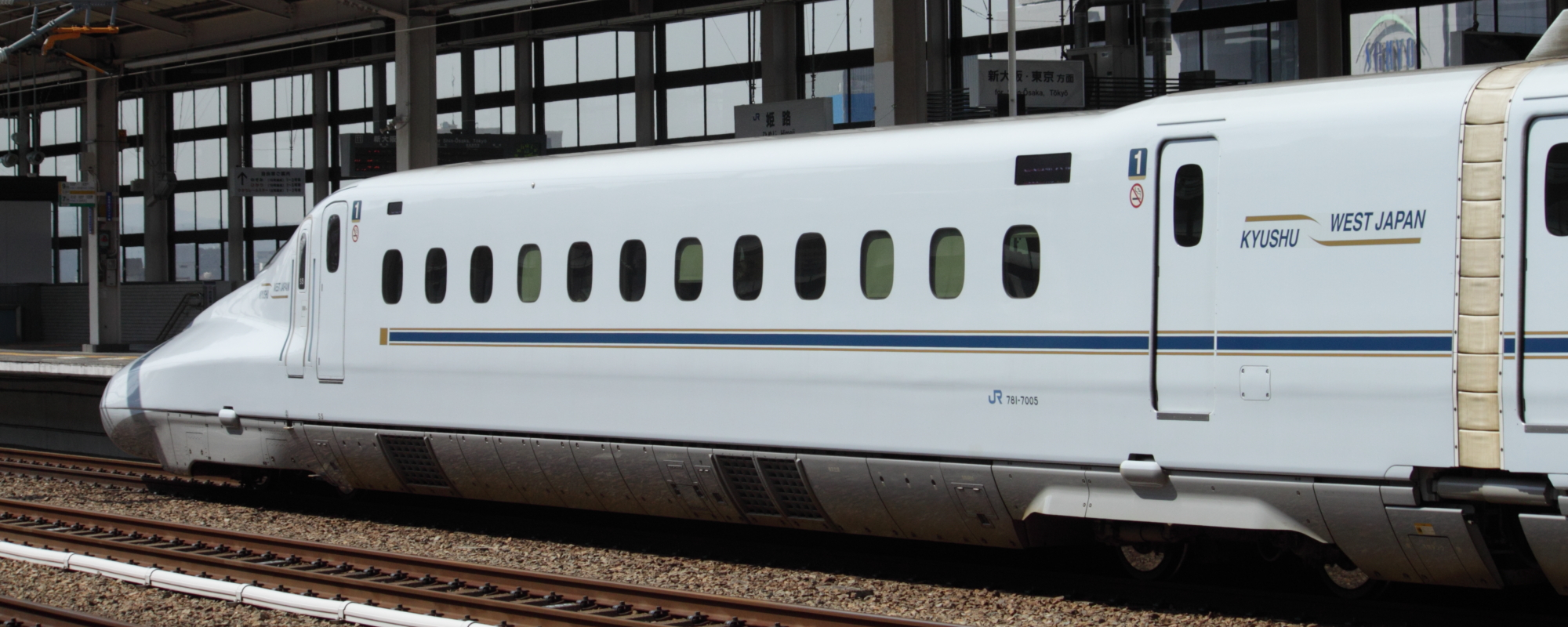
781形 (781-7005)
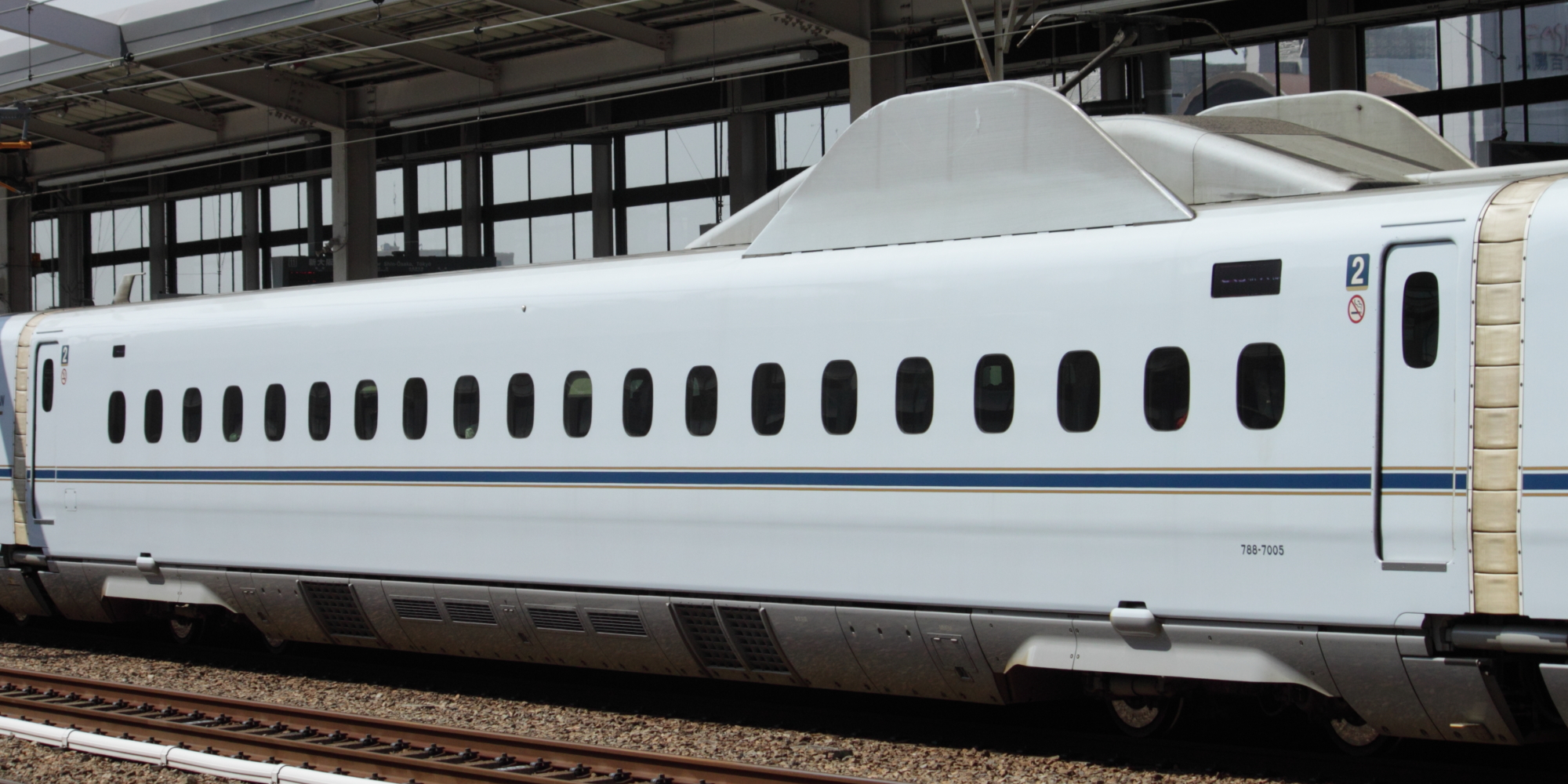
788形7000番台 (788-7005)
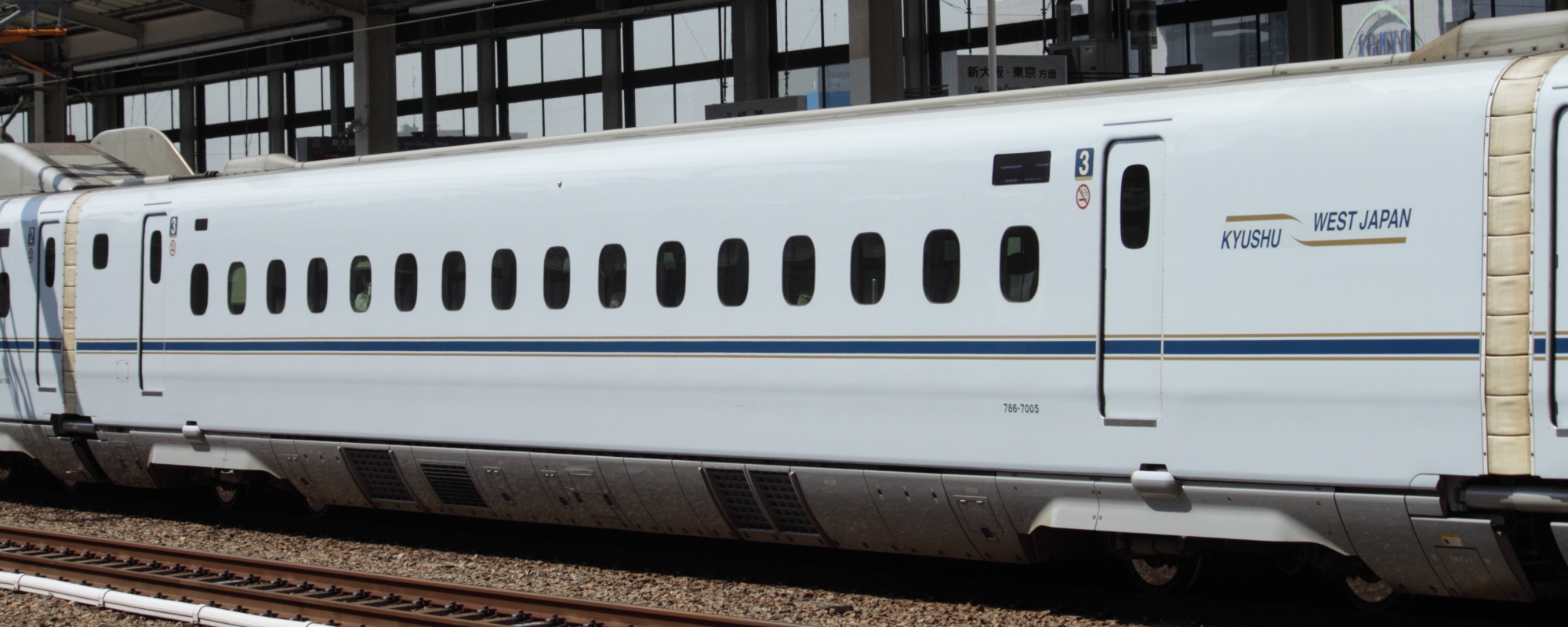
786形7000番台 (786-7005)
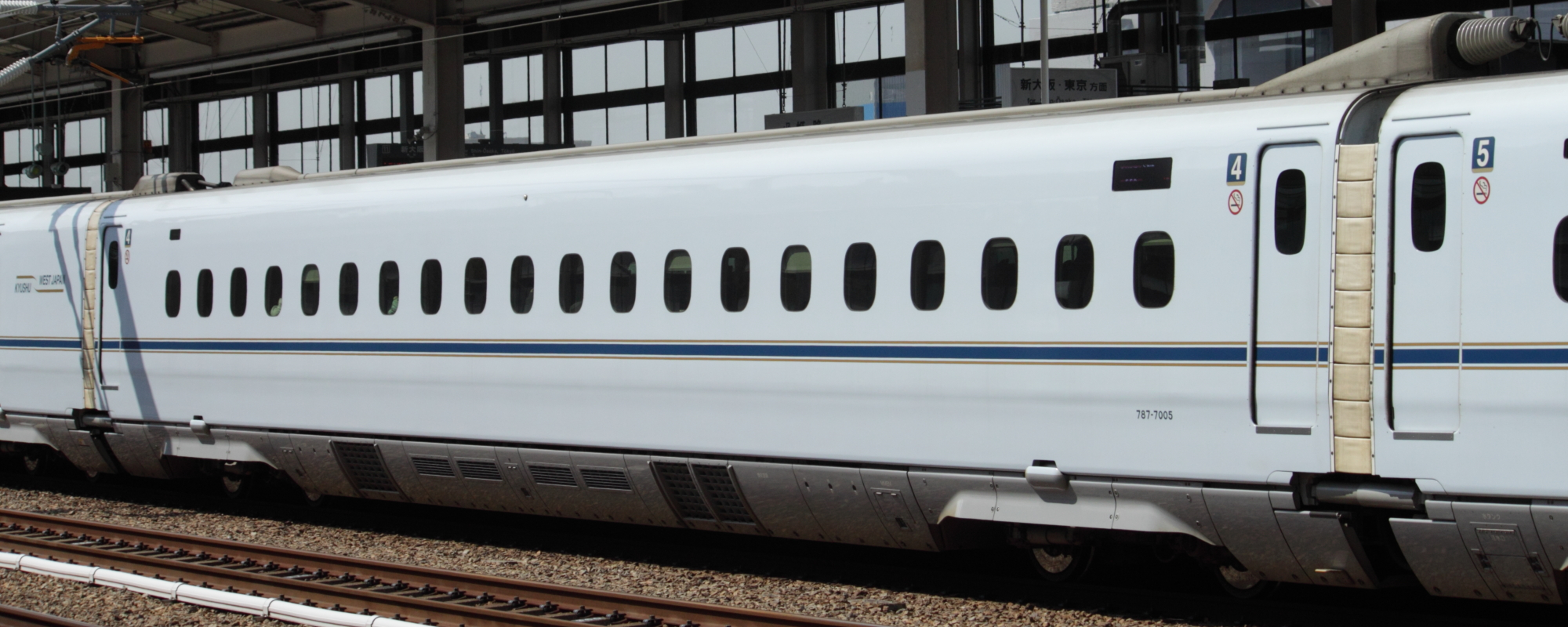
787形7000番台 (787-7005)
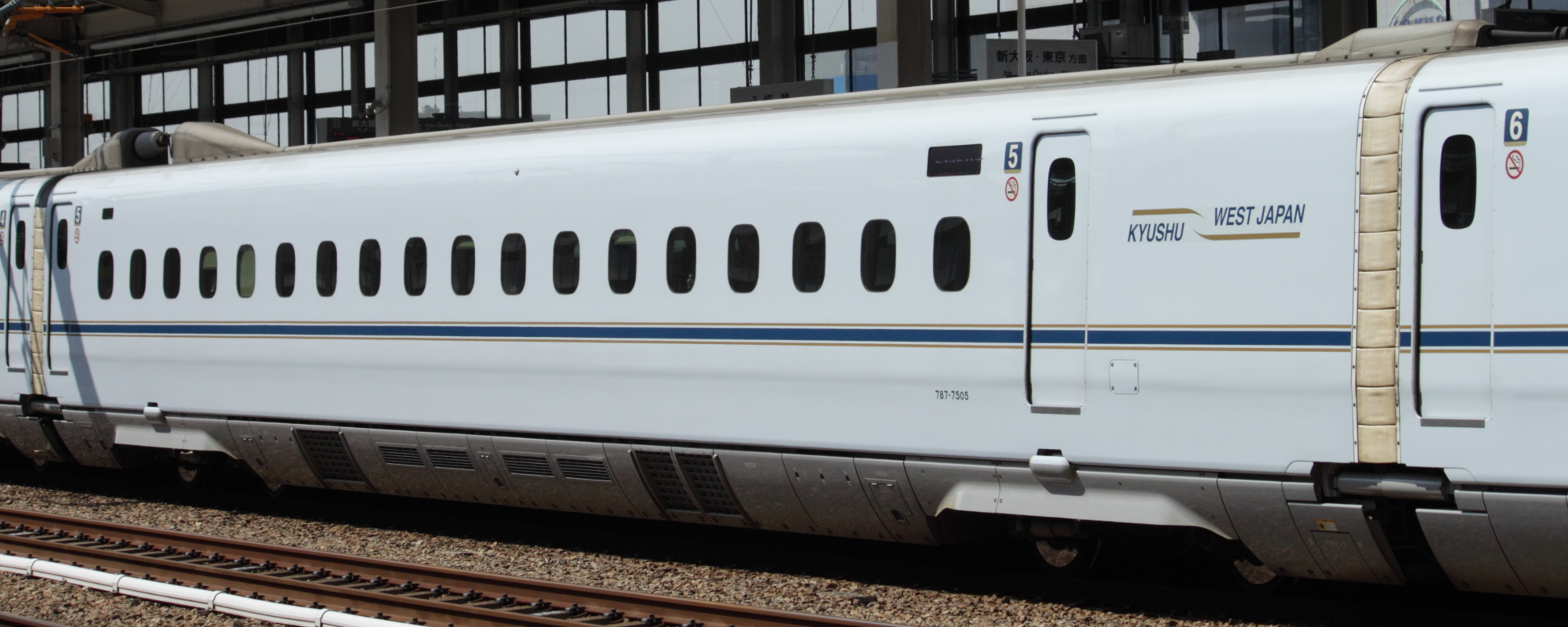
787形7500番台 (787-7505)
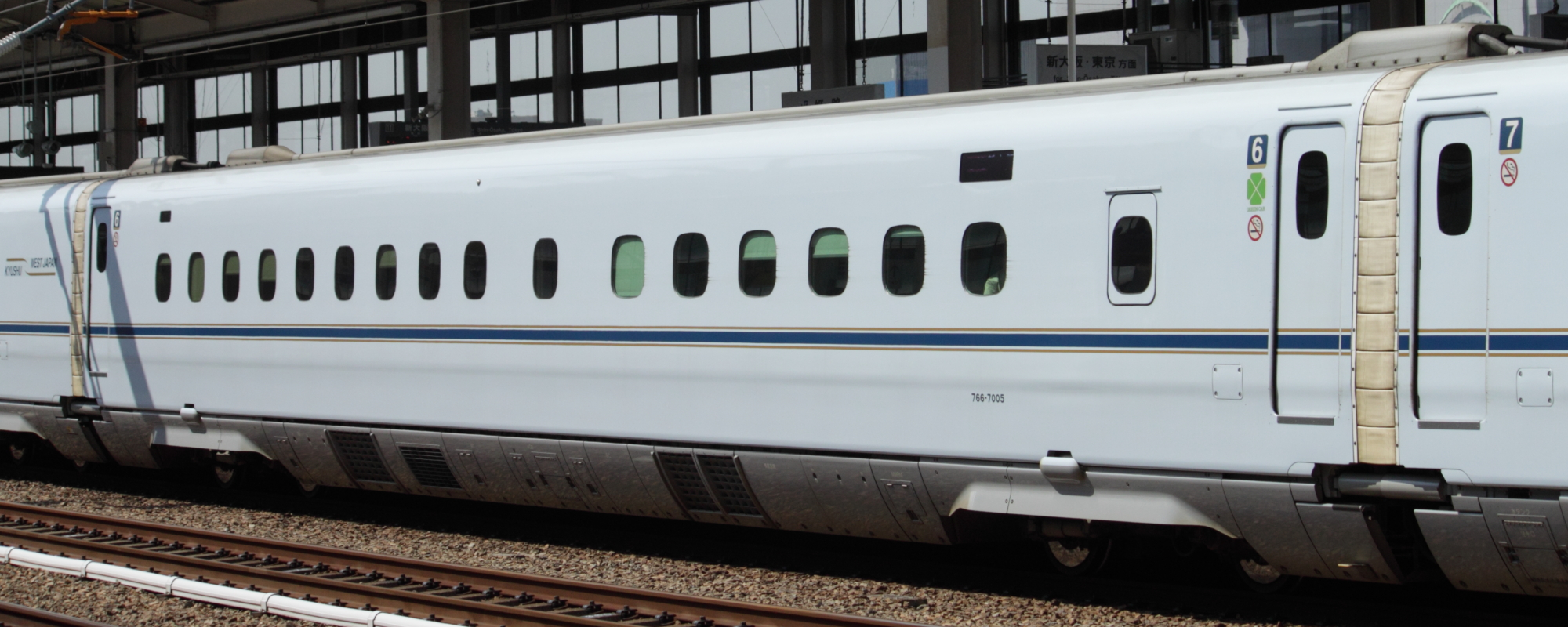
766形 (766-7005)
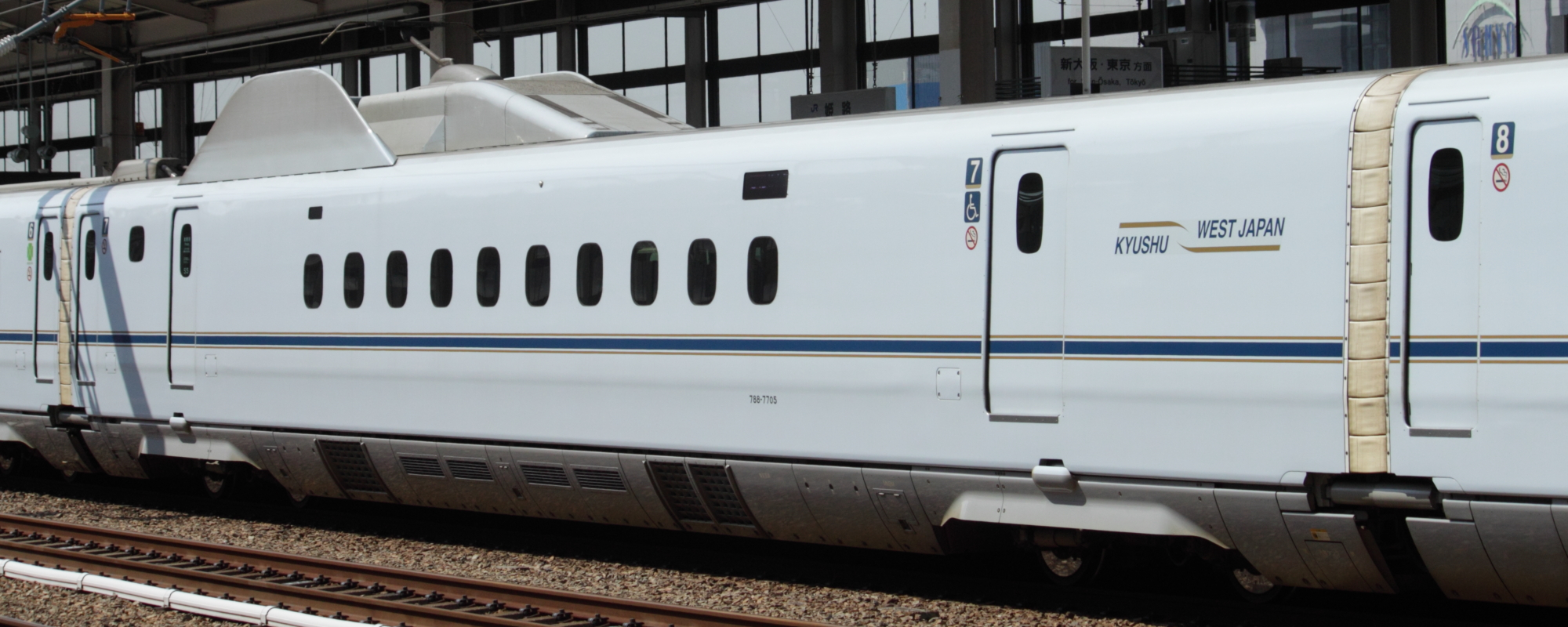
788形7700番台 (788-7705)
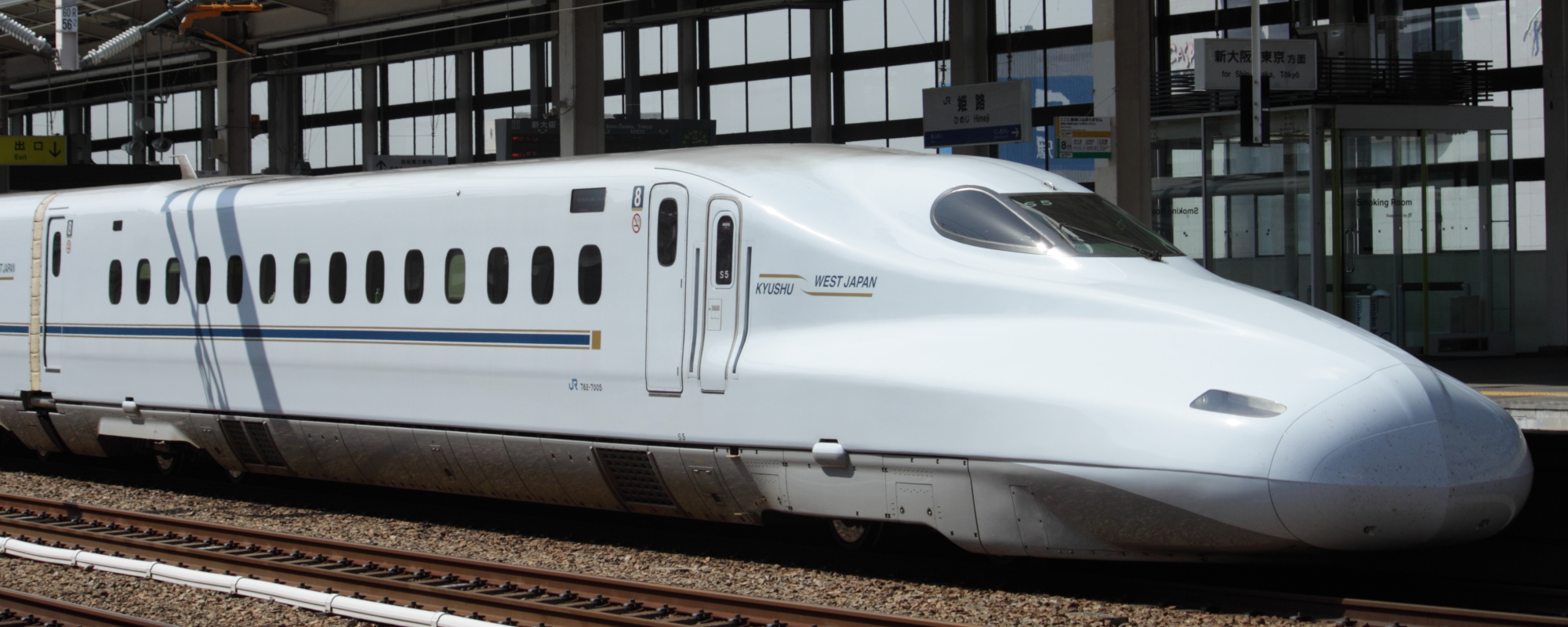
782形 (782-7005)

### ラッピングトレイン
R10編成においては九州新幹線全線開業を記念したCM（祝!九州）撮影のため、虹色のラッピングが施されたことがある。
R2編成は2013年10月1日から11月4日の間「どっちゃん行く？熊本キャンペーン」の一環として、熊本県営業部長の「くまモン」と阿蘇駅名誉駅長の「くろちゃん」のラッピングを施して運行された。
2015年2月14日から2016年1月にかけて、S編成2本にユニバーサル・スタジオ・ジャパンのアトラクション「ウィザーディング・ワールド・オブ・ハリー・ポッター」のラッピングが施され、主に土曜日の「さくら580号」「ひかり580号」を中心に運行された。
R7編成は2016年7月9日から9月30日の間、「元気に！九州プロジェクト」の一環として九州各県のキャラクターをデザインしたラッピングを施して運行された。

### 運用（S・R編成）

#### 2022年3月1日現在
山陽・九州新幹線を直通するすべての「みずほ」「さくら」と九州新幹線内の「さくら」「つばめ」の一部、山陽新幹線「ひかり」「こだま」および博多南線の一部で運用されている。運用の都合上、7000番台（JR西日本所属車）が九州新幹線内完結列車に、8000番台（JR九州所属車）が山陽新幹線完結列車に充当されることもある。

## 山陽新幹線用の編成（改造車）
山陽新幹線の「こだま」に充当されている500系及び700系7000番台の置き換えを目的として投入される編成で、2024年度から2026年度にかけて4編成、2026年度から2029年度にかけて10編成が投入される予定。
東海道・山陽新幹線用の編成として運用されていた16両編成の5000番台（K編成）にN700Sの一部機能を反映する改造を施した上で8両編成化する。16両編成のうち1・2・3・8・9・10・11・16号車を用いて8両編成を組成（余剰となる中間車は廃車）し、グリーン車として用いられてきた8・9・10号車は2+2シートのまま普通車に転用する。改造後、塗色は変更せず、「白地に青帯」の8両編成となり、K編成は編成記号がPとなり5000番台から6000番台に改番される。なお、最高運転速度は285 km/hとされている。
このうち、K4編成が最初に営業運転から離脱し8両化改造工事を受けたのちP4編成を名乗り2025年3月25日から試運転を開始した。

## 重大インシデントによる影響
2017年12月11日に「のぞみ34号」（博多発東京行き）で運転中のN700系5000番台K5編成（JR西日本博多総合車両所所属、川崎重工業製）が異臭騒ぎにより名古屋駅で運転を取りやめた。係員が床下の点検を行ったところ、13号車の台車付近に油漏れが見つかった。翌12日、JR西日本は台車に亀裂が見つかったことを発表した。JTSB（国土交通省運輸安全委員会）は脱線事故に繋がる危険性があると判断、新幹線史上初の重大インシデントに認定した。

## 廃車・リサイクル

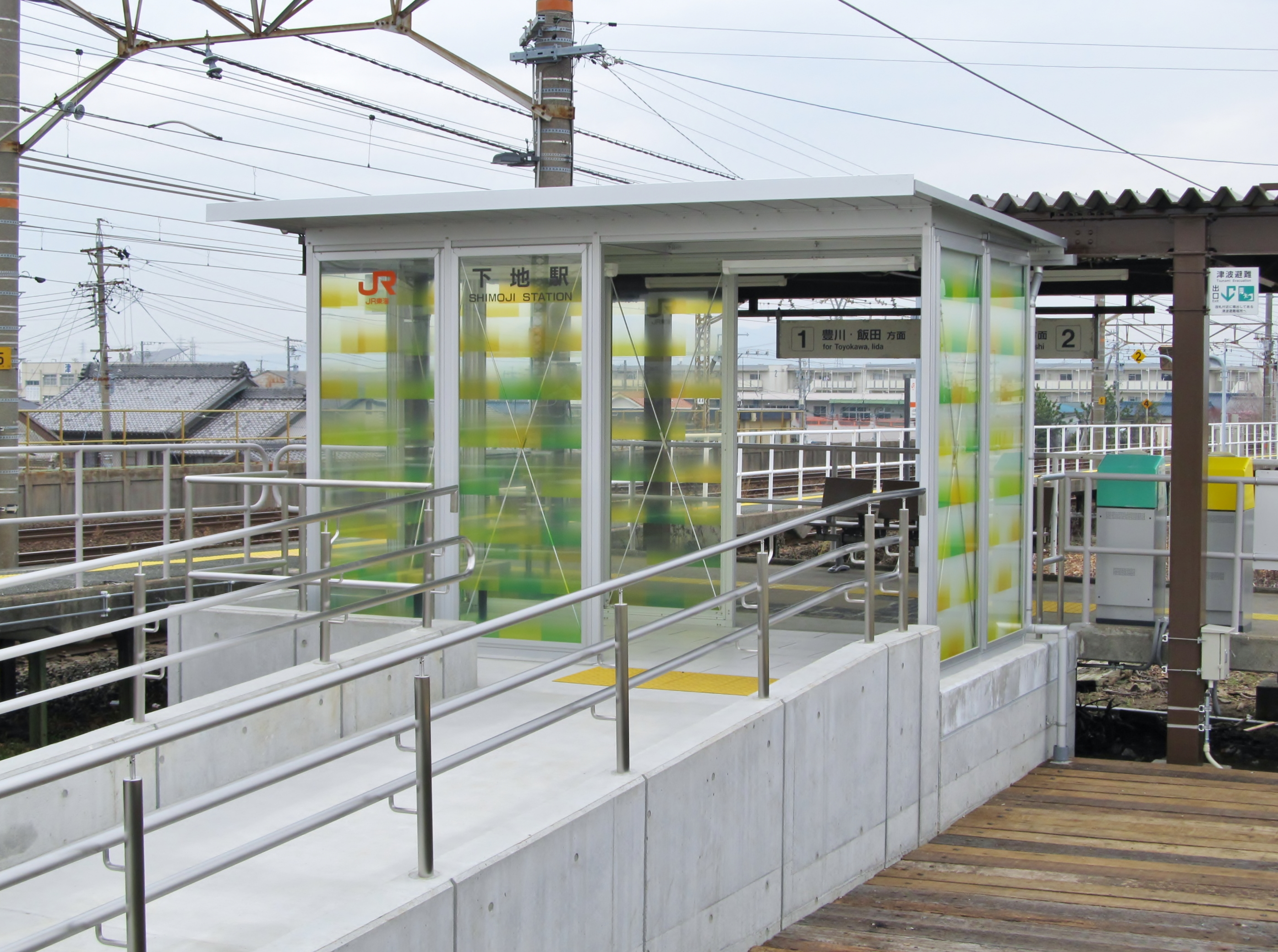
退役車からリサイクルされた建築部材を用いて建設された飯田線・下地駅駅舎

先行試作車であるX0編成は、N700Sの確認試験車であるJ0編成の落成により試験用車両としての用途を終え、2019年2月6日に浜松工場へ廃車回送され、3両がリニア・鉄道館で展示されている（後述）。
2020年からはN700Sの増備に伴い、順次2000番台（X編成）が廃車されている。廃車された車両のアルミニウム合金はリサイクルされ、以下の用途に用いられる。
- 車両部材：N700Sの内装部品・車両構体の屋根の一部[147][148]。
- 建築資材：
  - 新横浜駅相鉄・東急新横浜線待合室「Shin-Yoko Gateway Spot」の内装材の一部[149]
  - 飯田線・下地駅駅舎改築工事の部材[150]
  - 中央新幹線神奈川県駅（地下駅）の地上部に開設したイノベーション創出促進拠点FUN＋TECH LABOの内装用ルーバー[151]。東急田園都市線・駒沢大学駅改修工事でも同様の内装材を使用[152]。
- スポーツ用品：ミズノとの共同開発で、少年軟式野球用金属バットを製作[153]。
- 楽器：東海楽器製造との共同開発で、アルミ合金を使用したエレクトリック・ギター「Talbo」シリーズに退役車からのリサイクル品を使用[154][155]。

## 保存車
リニア・鉄道館（名古屋市港区）
2019年7月17日にX0編成3両が117系電車と置き換えでの屋外展示の計画がなされた。同年6月19日から搬入され、1号車（783-9001）・14号車（786-9201）・8号車（775-9001）の連結順で保存され、同年7月17日より見学および休憩スペースとして一般公開された。

## 高速鉄道シンポジウム (N700-I)
2009年11月16日に名古屋マリオットアソシアホテルで「高速鉄道シンポジウム」が開催され、アメリカ、イギリス、インド、マレーシア、インドネシア、エジプトの6カ国の在日大使館関係者や、米国の高速鉄道プロジェクト関係者、日本政府関係者、大学や企業の関係者が参加した。そのシンポジウムで、N700系をベースにした車両 (N700-I) と、各国の実態に合わせたシステムを組み込む「N700-I Bullet」（N700系を国際仕様としたN700-I (I:International) を中心とする東海道新幹線運行システムの総称）が発表された。
N700-Iは、ヨーロッパの高速鉄道でもよく見られる編成長と同じ200 m程度（8両編成）を基本とし、輸送量に応じて編成長を自由に組み直すことが可能である。最高速度は330 km/hである。
同日深夜には、Z0編成を使用した330 km/hでの走行が米原駅 - 京都駅間の下り線を利用して実施され、332 km/hを記録した。これはJR東海が日本国外に向けて新幹線を売り込むために行ったものであり、在日大使館関係者などが同乗した。
この332 km/hの速度は、当時東海道新幹線区間における営業用車両の最高記録である（従来の記録は1991年に300系車両が同じ区間で出した325.7 km/h）。